# Muzea w Polsce

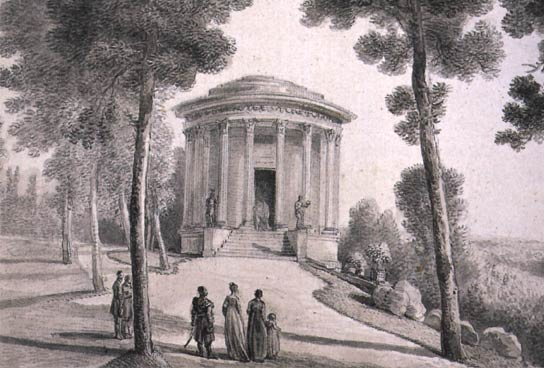
Świątynia Sybilli w Puławach

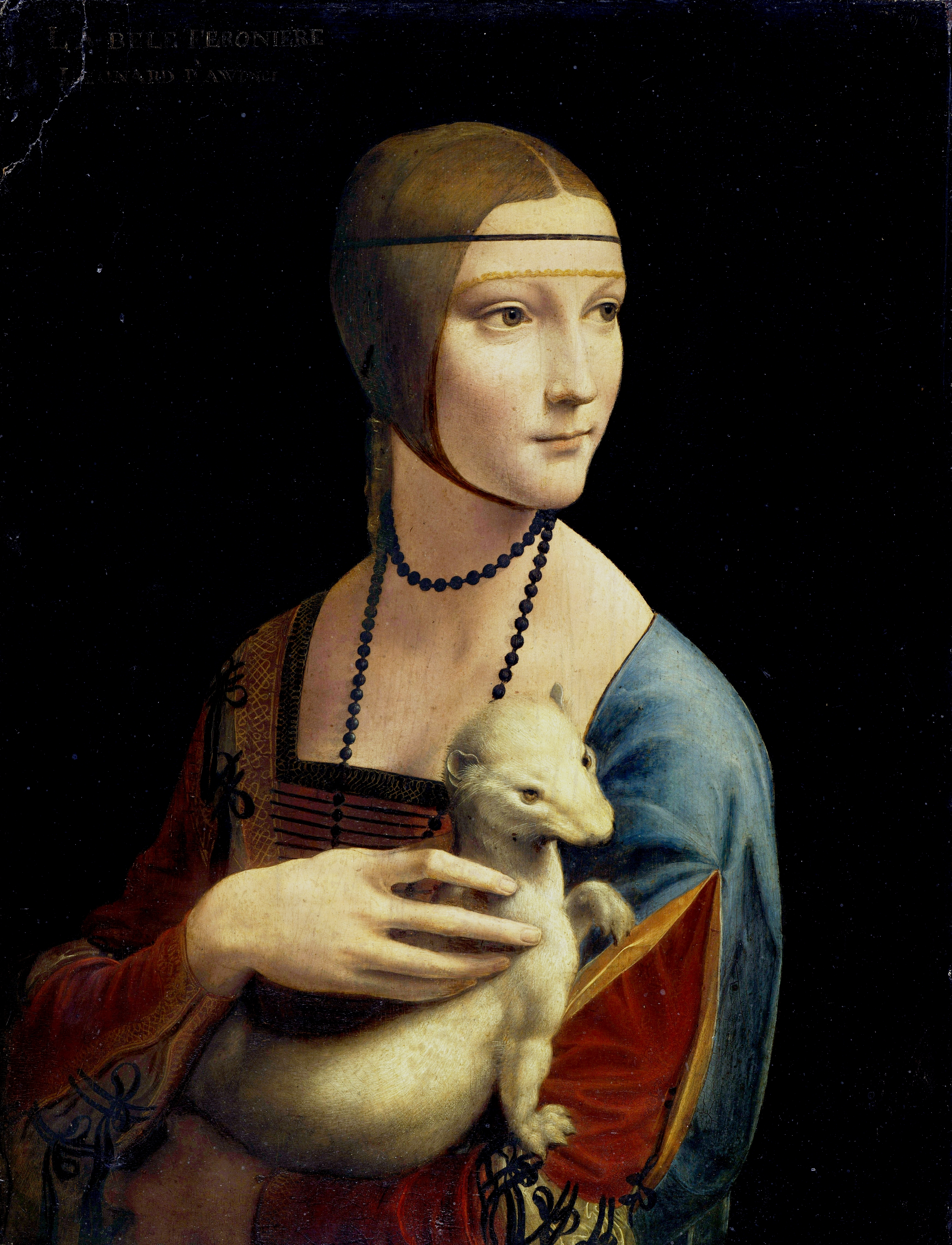
Dama z gronostajem, Muzeum Książąt Czartoryskich w Krakowie

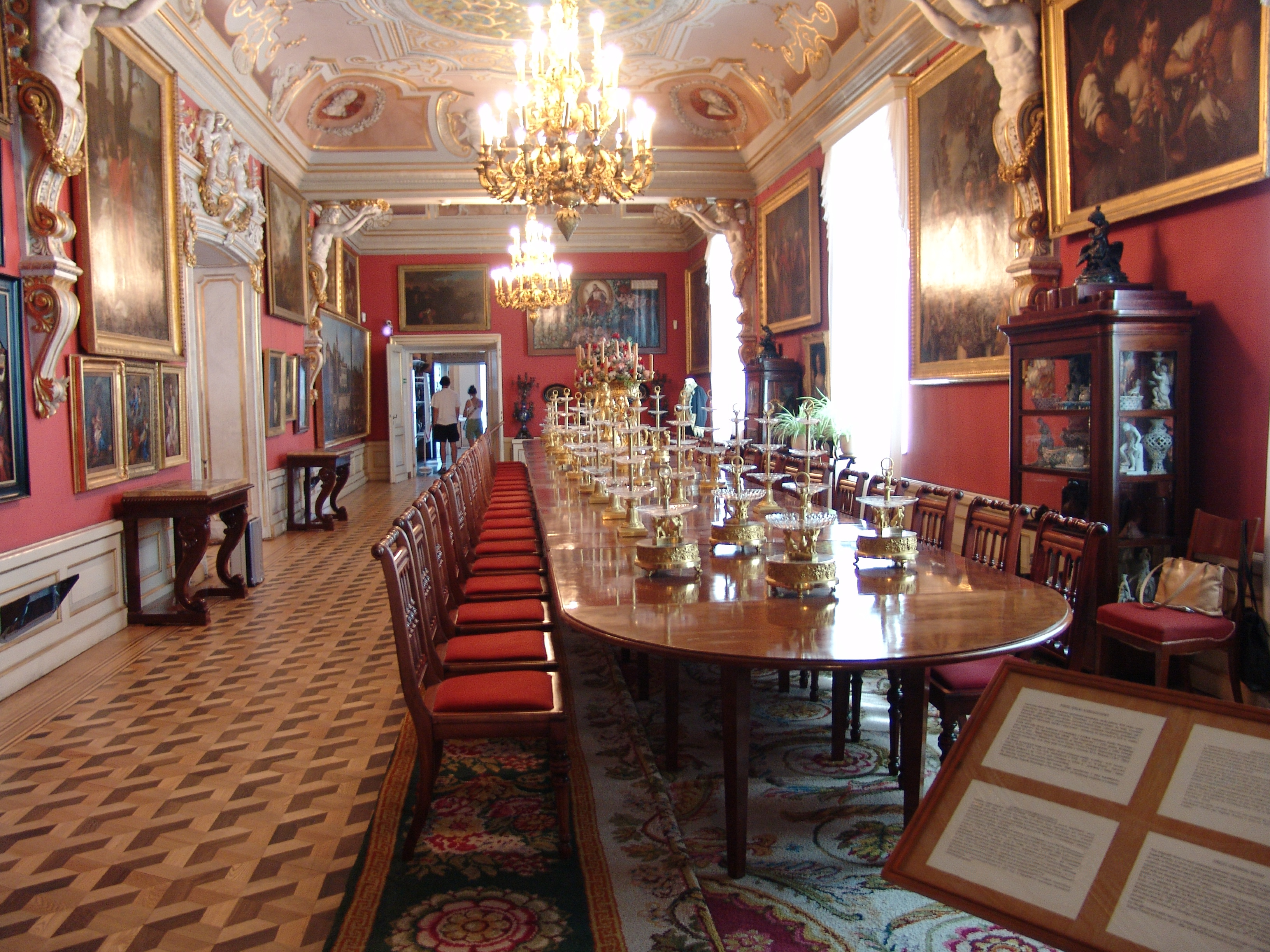
Muzeum Pałacu Króla Jana III w Wilanowie

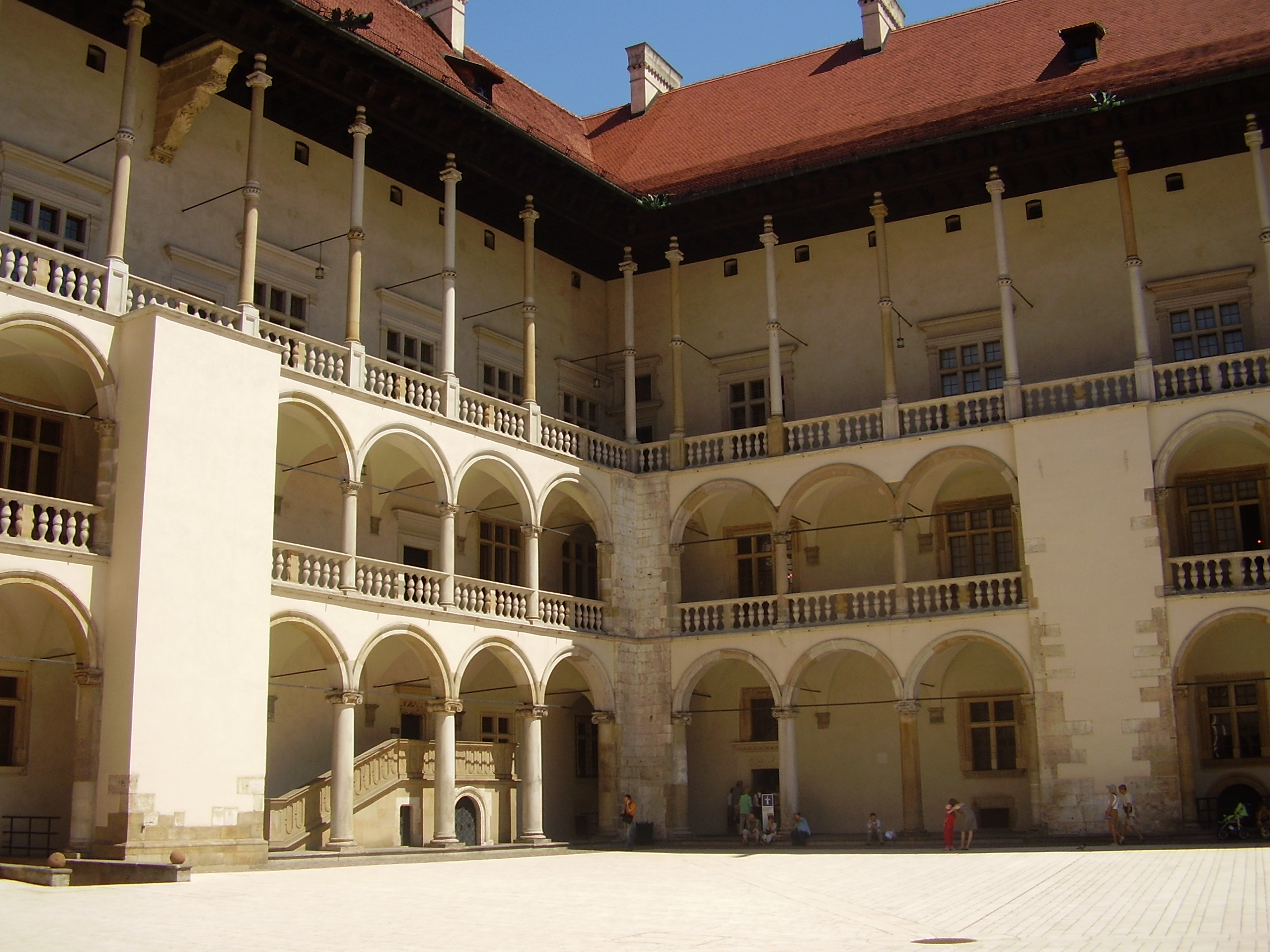
Zamek Królewski na Wawelu – Państwowe Zbiory Sztuki

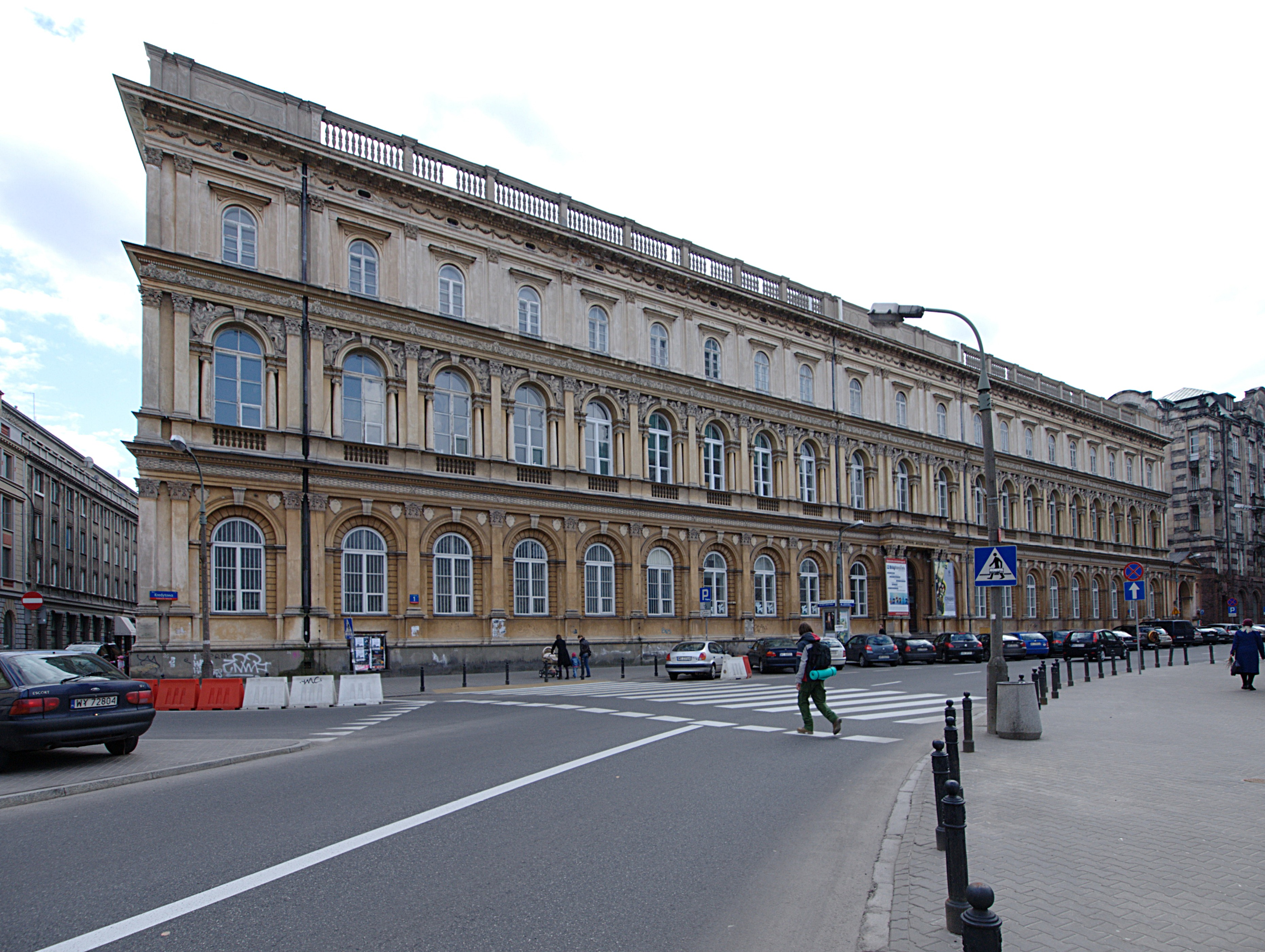
Państwowe Muzeum Etnograficzne w Warszawie

Pierwsze muzeum w Polsce zostało założone z inicjatywy Izabeli Czartoryskiej w 1801 w Świątyni Sybilli w Puławach i gromadziło pamiątki narodowe. Po upadku powstania listopadowego puławskie zbiory Czartoryskich zostały ewakuowane do Paryża, gdzie znalazły schronienie w hôtelu Lambert i powróciły do kraju w 1876 do Muzeum Książąt Czartoryskich w Krakowie. W 1805 prywatne zbiory sztuki i starożytności gromadzone w pałacu w Wilanowie udostępnił społeczeństwu Stanisław Kostka Potocki, dając w ten sposób początek najstarszemu istniejącemu polskiemu muzeum. W 1823 we Lwowie założono Muzeum Książąt Lubomirskich, w 1855 Eustachy Tyszkiewicz utworzył Muzeum Starożytności w Wilnie, a Włodzimierz Dzieduszycki w latach 1855–1880 Muzeum Przyrodnicze we Lwowie.
Tradycje gromadzenia zbiorów są dużo starsze i sięgają końca XVI wieku, kiedy tworzono tzw. gabinety osobliwości. Jeden z nich, tzw. Musaeum, otwarto w 1594 w Toruniu przy bibliotece Gimnazjum Akademickiego w Toruniu.
W Polsce w 2016 działało 519 muzeów o statucie lub regulaminie uzgodnionym z Ministrem Kultury i Dziedzictwa Narodowego. Wykaz tych muzeów prowadzony jest przez Narodowy Instytut Muzealnictwa i Ochrony Zbiorów.
Najważniejsze polskie muzea wpisane są do Państwowego Rejestru Muzeów. Są to muzea rejestrowane. O rejestrację mogą ubiegać się jedynie muzea gromadzące zbiory o wyjątkowym znaczeniu dla kultury narodowej, zatrudniające wykwalifikowanych pracowników naukowych, posiadające odpowiednią infrastrukturę oraz stałe źródło finansowania.
Ministerstwo Kultury i Dziedzictwa Narodowego prowadzi działalność muzeów ministerialnych, np. Narodowe Muzeum Morskie w Gdańsku, Muzeum Narodowe w Krakowie, Muzeum Sztuki Nowoczesnej w Warszawie. Muzea ministerialne finansowane są w całości z budżetu państwa. Razem z organami samorządu terytorialnego lub organizacjami pozarządowymi ministerstwo współprowadzi i współfinansuje działalność innych muzeów, np. Muzeum Narodowe w Lublinie, Muzeum Narodowe we Wrocławiu, Muzeum Historii Żydów Polskich w Warszawie.
Ministerstwo sprawuje także bezpośredni nadzór nad muzeami okręgowymi, które z kolei sprawują nadzór nad merytoryczną działalnością pozostałych muzeów samorządowych i społecznych działających na terenie okręgu: w województwie, np. Muzeum Śląska Opolskiego w Opolu lub w regionie, np. Muzeum Okręgowe Ziemi Kaliskiej w Kaliszu. Muzea okręgowe prowadzone są i finansowane przez samorząd województwa.
Obok muzeów finansowanych z budżetu państwa lub województwa istnieją także:
- muzea powiatowe, np. Muzeum im. Jana Kasprowicza w Inowrocławiu
- muzea gminne, np. Muzeum Miasta Ostrowa Wielkopolskiego
- muzea społeczne, np. Społeczne Muzeum Ziemi Tłuszczańskiej w Tłuszczu
- muzea prywatne, np. Prywatne Muzeum Motoryzacji i Techniki w Otrębusach
- muzea kościelne, np. Muzeum Archidiecezjalne we Wrocławiu.

Korzystają one niekiedy z subwencji ministerialnych lub wojewódzkich, ale główny ciężar utrzymania placówek spoczywa na jednostkach prowadzących.

## Muzea narodowe
| Muzeum                                                               | Data założenia | Oddziały | Zdjęcie |
| -------------------------------------------------------------------- | -------------- | --- | ------- |
| Muzeum Narodowe w Gdańsku                                            | 1948           | - Oddział Sztuki Dawnej - Oddział Sztuki Współczesnej – Pałac Opatów - Oddział Etnografii – Spichlerz Opacki - Oddział Zielona Brama - Gdańska Galeria Fotografii - Muzeum Hymnu Narodowego w Będominie - Muzeum Tradycji Szlacheckiej w Waplewie Wielkim |         |
| Muzeum Narodowe w Kielcach                                           | 1908           | - Dawny Pałac Biskupów Krakowskich - Muzeum Stefana Żeromskiego - Pałacyk Henryka Sienkiewicza w Oblęgorku - Muzeum Dialogu Kultur - Muzeum Archeologiczne w Wiślicy |         |
| Muzeum Narodowe w Krakowie                                           | 1879           | - Gmach Główny, - Galeria Sztuki Polskiej XIX wieku w Sukiennicach, - Dom Jana Matejki, - Dom Józefa Mehoffera, - Pałac biskupa Erazma Ciołka - Muzeum im. Emeryka Hutten-Czapskiego, - Muzeum Stanisława Wyspiańskiego w Kamienicy Szołayskich, - Muzeum Książąt Czartoryskich, - Biblioteka Książąt Czartoryskich, - Muzeum Karola Szymanowskiego w willi „Atma” w Zakopanem, - Ośrodek Kultury Europejskiej „Europeum” |         |
| Muzeum Narodowe w Lublinie                                           | 1906           | - Muzeum Historii Miasta Lublina - Muzeum Martyrologii „Pod Zegarem” - Muzeum Józefa Czechowicza - Dworek Wincentego Pola - Muzeum Regionalne w Kraśniku - Muzeum 24 Pułku Ułanów w Kraśniku - Muzeum Stefana Żeromskiego w Nałęczowie - Muzeum Bolesława Prusa w Nałęczowie |         |
| Muzeum Narodowe w Poznaniu                                           | 1919           | - Galeria Malarstwa i Rzeźby - Muzeum Historii Miasta Poznania - Muzeum Sztuk Użytkowych - Wielkopolskie Muzeum Wojskowe - Muzeum Instrumentów Muzycznych - Muzeum Etnograficzne - Pałac w Rogalinie - Zamek w Gołuchowie - Muzeum Adama Mickiewicza w Śmiełowie |         |
| Muzeum Narodowe Ziemi Przemyskiej w Przemyślu                        | 1909           | - Muzeum Dzwonów i Fajek w Przemyślu - Muzeum Historii Miasta Przemyśla |         |
| Muzeum Narodowe w Szczecinie                                         | 1945           | - Gmach Główny Muzeum Narodowego w Szczecinie - Muzeum Sztuki Współczesnej - Muzeum Historii Szczecina - Galeria Sztuki Dawnej Muzeum Narodowego w Szczecinie - Stała Wystawa Pomorskich Kolei Wąskotorowych w Gryficach - Centrum Dialogu „Przełomy” |         |
| Muzeum Narodowe Rolnictwa i Przemysłu Rolno-Spożywczego w Szreniawie | 1964           | - Muzeum Przyrodniczo-Łowieckie w Uzarzewie - Muzeum Młynarstwa i Wodnych Urządzeń Przemysłu Wiejskiego w Jaraczu - Muzeum Wikliniarstwa i Chmielarstwa w Nowym Tomyślu - Skansen i Muzeum Pszczelarstwa w Swarzędzu - Muzeum Gospodarki Mięsnej w Sielinku |         |
| Muzeum Narodowe w Warszawie                                          | 1862 (1916)    | - Muzeum w Nieborowie i Arkadii - Muzeum Plakatu w Wilanowie - Muzeum Rzeźby im. X. Dunikowskiego - Muzeum Wnętrz w Otwocku Wielkim - Muzeum Policji |         |
| Muzeum Narodowe we Wrocławiu                                         | 1947           | - Panorama Racławicka - Muzeum Etnograficzne - Pawilon Czterech Kopuł |         |
| Narodowe Muzeum Morskie w Gdańsku                                    | 1962           | - Spichlerze na Ołowiance - statek-muzeum SS Sołdek - Żuraw - statek-muzeum „Dar Pomorza” - Muzeum Rybołówstwa w Helu - Muzeum Wisły w Tczewie - Muzeum Zalewu Wiślanego w Kątach Rybackich |         |

## Muzea regionalne
Zgodnie z definicją, stosowaną przez Główny Urząd Statystyczny, muzeum regionalne „gromadzi zbiory o znaczeniu historycznym dla regionu z zakresu sztuki, archeologii, etnografii, techniki, przyrody i innych dyscyplin, z uwzględnieniem zbiorów regionalnych pamiątek historycznych”.

W Polsce muzea regionalne pozostają pod mecenatem państwowym (muzea okręgowe), bądź jednostek samorządu terytorialnego (województwa, powiatu, gminy/miasta). Niektóre z nich są prowadzone przez stowarzyszenia. Istnieją także placówki prowadzone przez osoby prywatne oraz parafie.

## Muzea archeologiczne

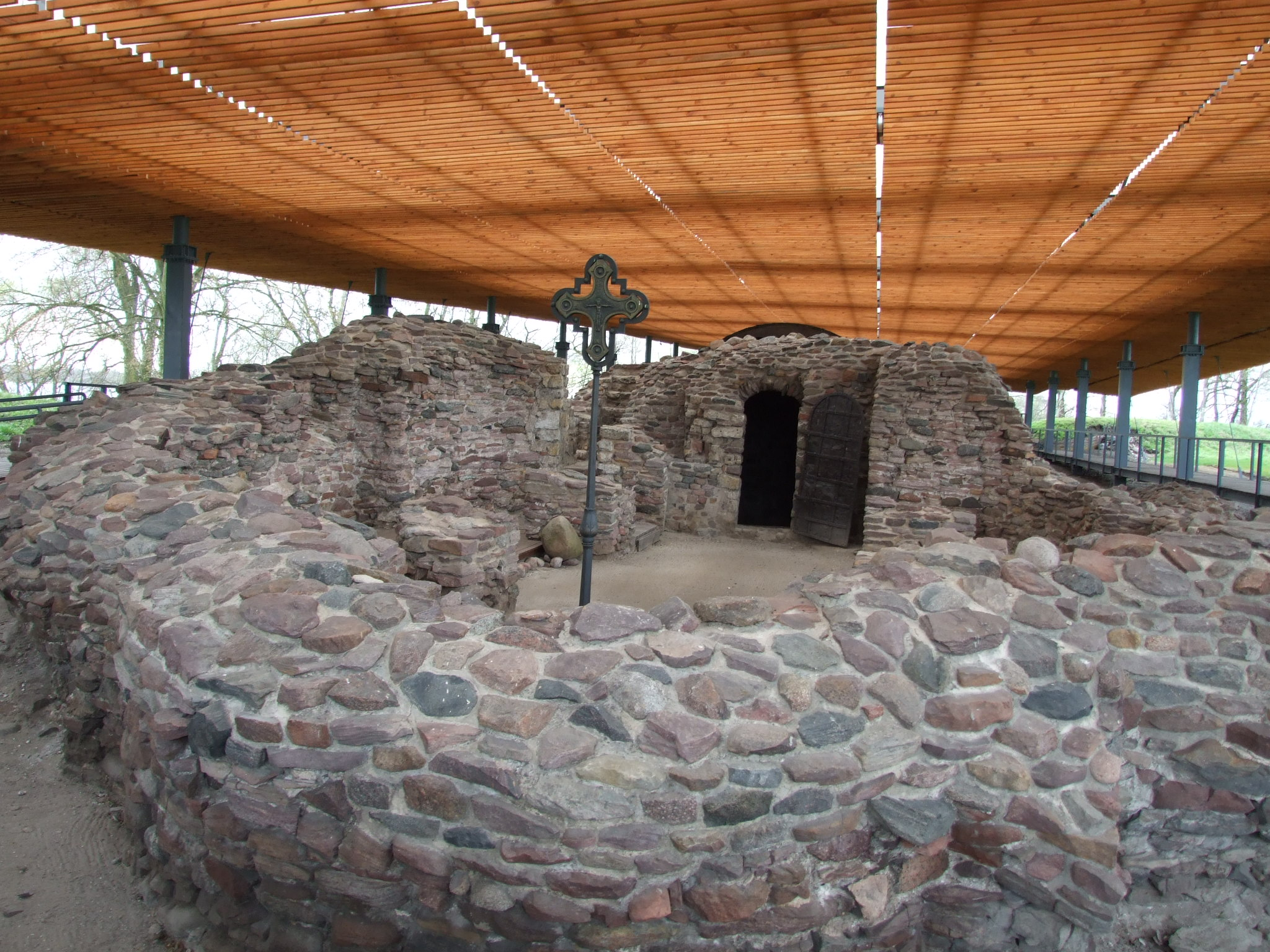
Muzeum Pierwszych Piastów na Lednicy

- Muzeum Archeologiczne i Etnograficzne w Łodzi
- Muzeum Archeologiczne Środkowego Nadodrza
- Muzeum Archeologiczne w Biskupinie
- Muzeum Archeologiczne w Gdańsku
- Muzeum Archeologiczne w Krakowie
- Muzeum Archeologiczne w Poznaniu
- Muzeum Archeologiczne we Wrocławiu
- Muzeum Archeologiczno-Historyczne w Głogowie
- Muzeum Archeologiczno-Etnograficzne w Surażu
- Muzeum Pierwszych Piastów na Lednicy
- Muzeum Archeologiczno-Historyczne w Stargardzie
- Muzeum Regionalne w Wolinie
- Muzeum Starożytnego Hutnictwa Mazowieckiego w Pruszkowie
- Państwowe Muzeum Archeologiczne w Warszawie
- Muzeum Archeologiczne w Wiślicy, oddział Muzeum Narodowego w Kielcach

## Muzea biograficzne

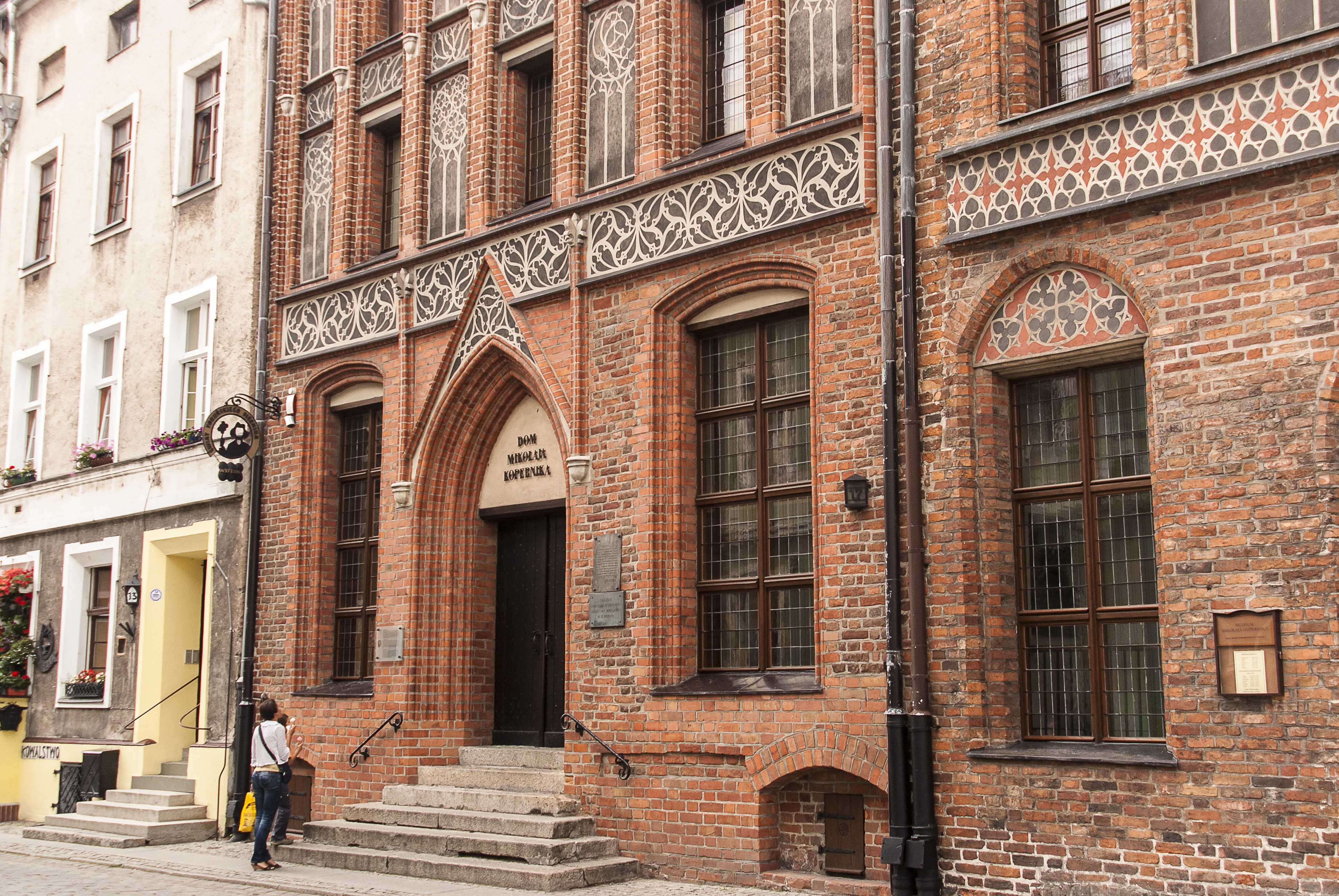
Dom Kopernika w Toruniu

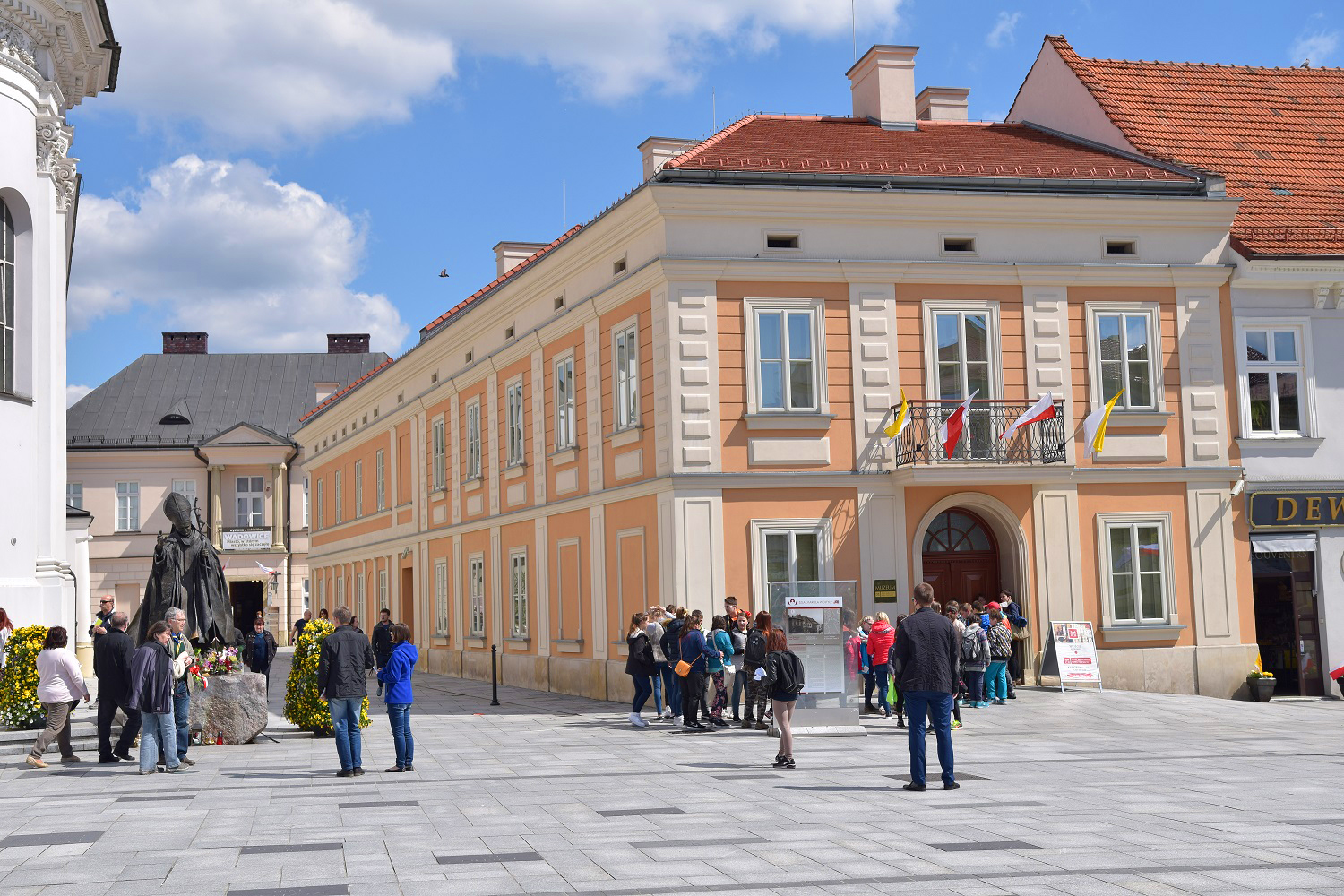
Dom Rodzinny Ojca Świętego Jana Pawła II w Wadowicach

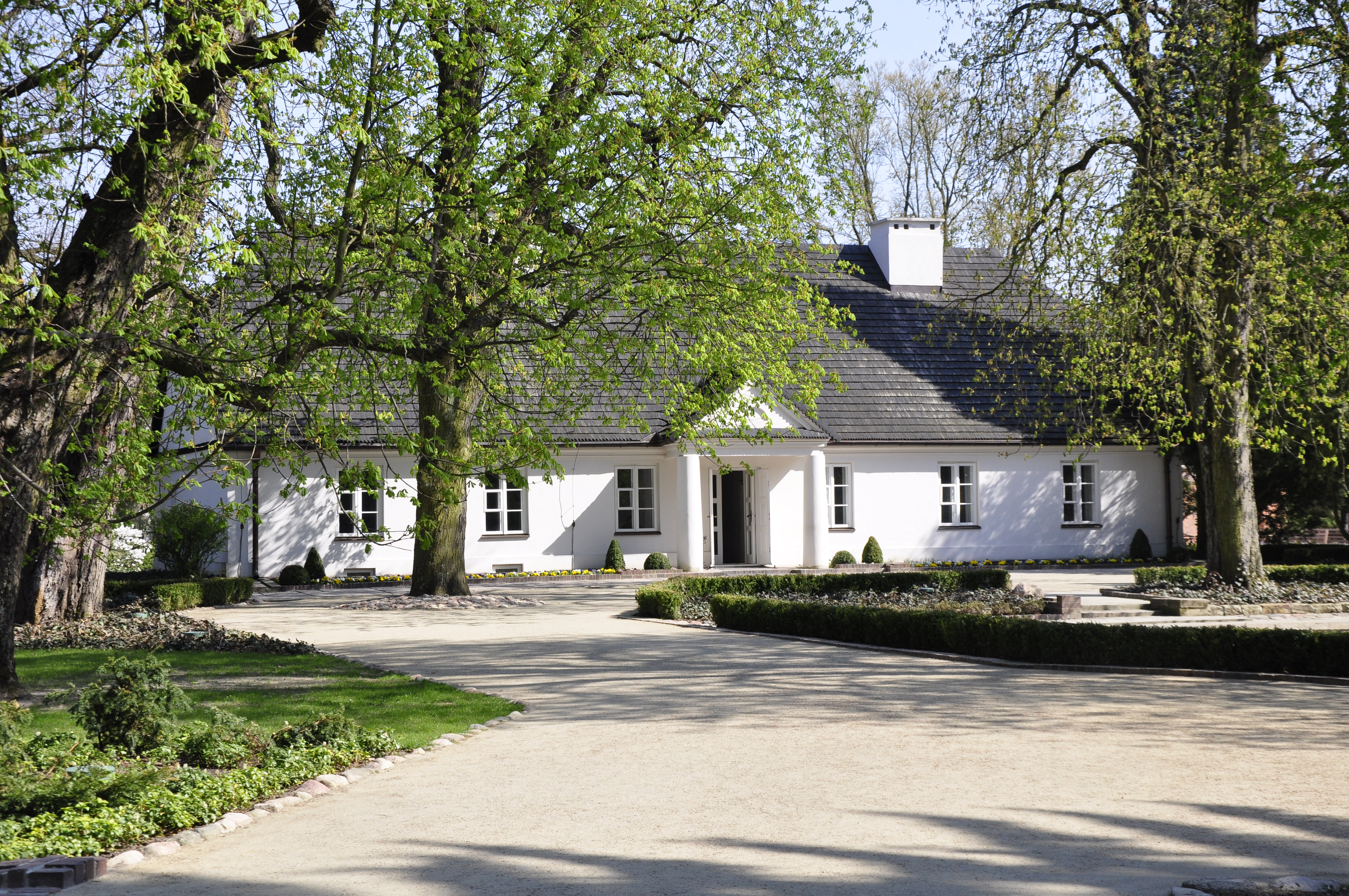
Dom Urodzenia Fryderyka Chopina w Żelazowej Woli

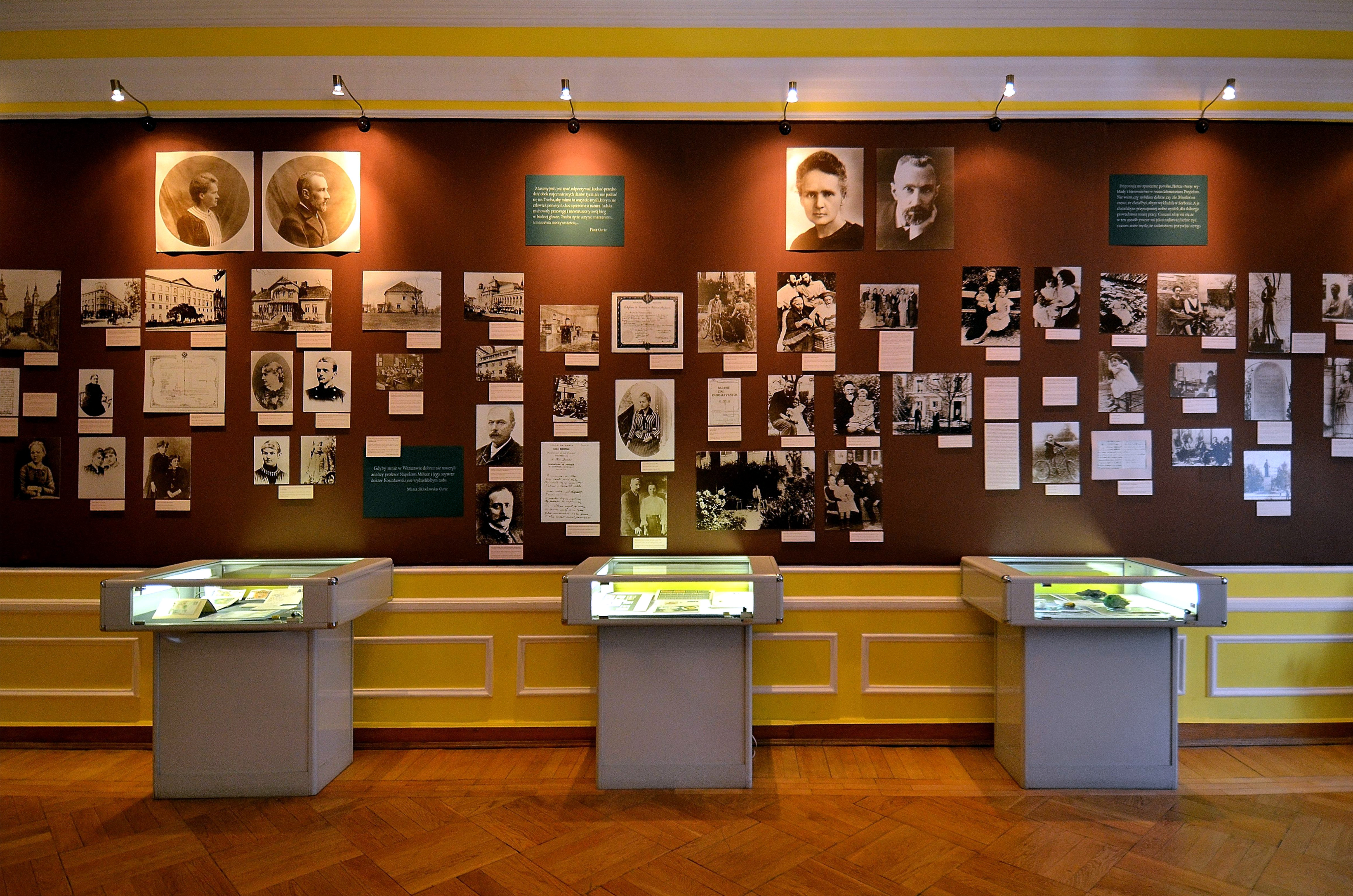
Muzeum Marii Skłodowskiej-Curie w Warszawie

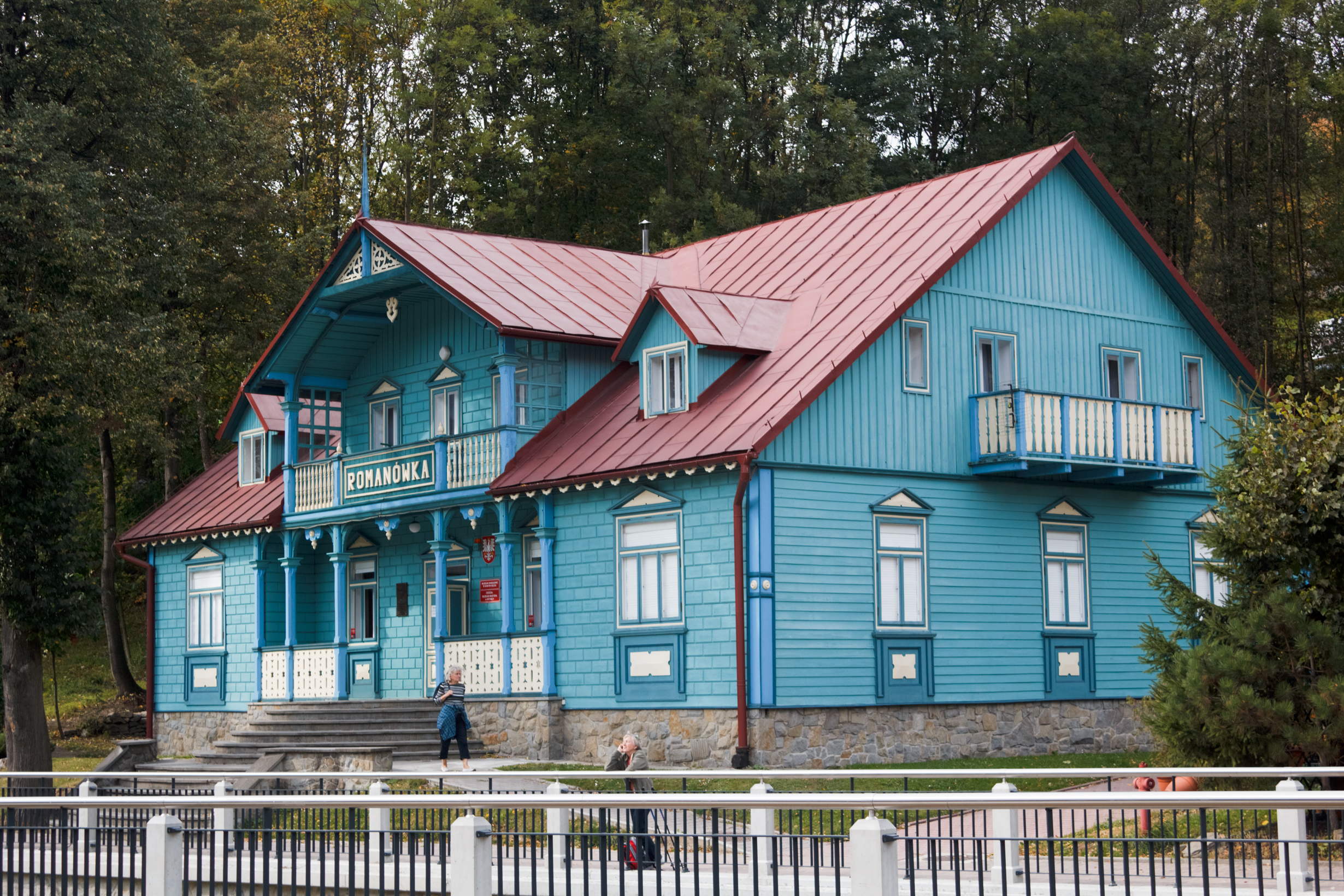
Muzeum Nikifora w Krynicy-Zdroju

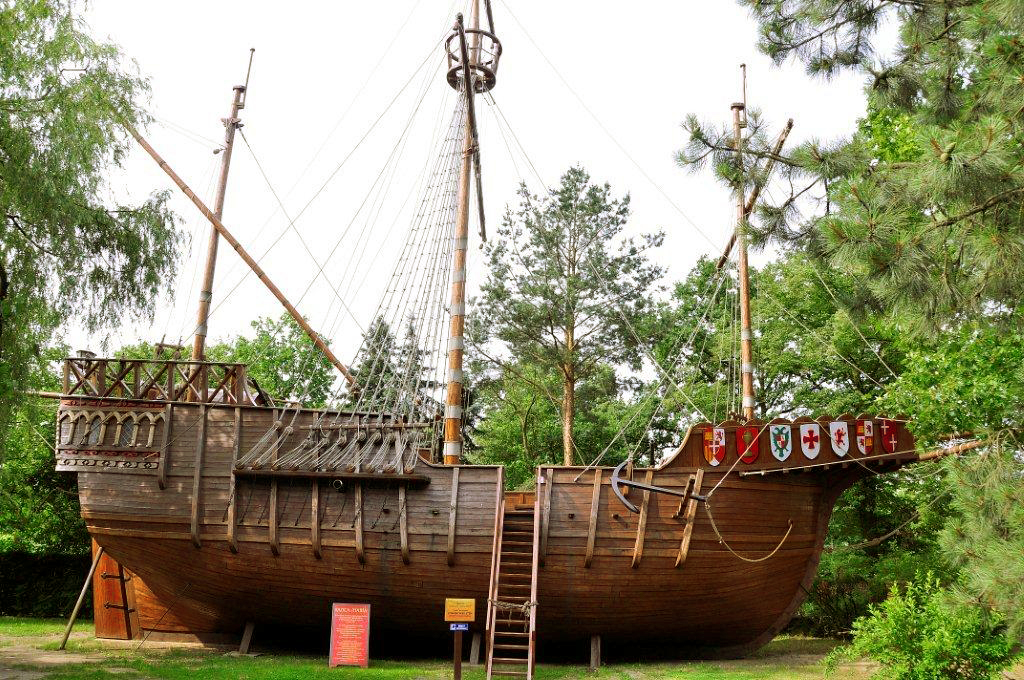
Muzeum – Pracownia Literacka Arkadego Fiedlera w Puszczykowie – Santa Maria – replika statku Krzysztofa Kolumba w skali 1:1

- Centrum Pamięci Generała Hallera i Błękitnej Armii we Władysławowie
- Cricoteka – Ośrodek Dokumentacji Sztuki Tadeusza Kantora w Krakowie
- Dom Jana Matejki w Krakowie – Oddział Muzeum Narodowego w Krakowie
- Dom Józefa Mehoffera w Krakowie – Oddział Muzeum Narodowego w Krakowie
- Dom Mikołaja Kopernika w Toruniu
- Dom Rodzinny Ojca Świętego Jana Pawła II w Wadowicach
- Dom Urodzenia Fryderyka Chopina w Żelazowej Woli
- Dom Urodzenia św. Maksymiliana Kolbe w Zduńskiej Woli
- Galeria Władysława Hasiora w Zakopanem
- Mieszkanie – Pracownia Kazimiery Iłłakowiczówny – Biblioteki Raczyńskich w Poznaniu
- Muzeum Biograficzne Władysława Orkana „Orkanówka” w Porębie Wielkiej
- Muzeum Bolesława Prusa w Nałęczowie
- Muzeum Edyty Stein w Lublińcu
- Muzeum Elwiro Michała Andriollego w Józefowie
- Muzeum Emila Zegadłowicza w Gorzeniu Górnym
- Muzeum Feliksa Nowowiejskiego w Barczewie
- Muzeum Henryka Sienkiewicza w Oblęgorku
- Muzeum im. Anny i Jarosława Iwaszkiewiczów w Stawisku
- Muzeum im. Kazimierza Pułaskiego w Warce
- Muzeum im. Oskara Kolberga w Przysusze
- Muzeum im. Gustawa Morcinka w Skoczowie
- Muzeum Jana Kochanowskiego w Czarnolesie – oddział Muzeum im. Jacka Malczewskiego w Radomiu
- Muzeum Józefa Ignacego Kraszewskiego w Romanowie
- Muzeum Józefa Piłsudskiego w Sulejówku
- Muzeum – Pracownia Literacka Arkadego Fiedlera w Puszczykowie
- Muzeum Karola Szymanowskiego w willi „Atma” w Zakopanem – Oddział Muzeum Narodowego w Krakowie
- Muzeum Konstantego Ildefonsa Gałczyńskiego w Praniu
  - Muzeum Michała Kajki w Ogródku
- Muzeum Kornela Makuszyńskiego w Zakopanem
- Muzeum Lat Dziecięcych Kardynała Stefana Wyszyńskiego w Zuzeli
- Muzeum Literackie Henryka Sienkiewicza – oddział Biblioteki Raczyńskich w Poznaniu
- Muzeum Literackie im. Józefa Czechowicza w Lublinie – oddział Muzeum Narodowego w Lublinie
- Muzeum Marii Dąbrowskiej w Russowie
- Muzeum Marii Konopnickiej w Suwałkach
- Muzeum Marii Konopnickiej w Żarnowcu
- Muzeum Marii Skłodowskiej-Curie w Warszawie
- Muzeum Mikołaja Kopernika we Fromborku
- Muzeum Mikołaja Reja w Nagłowicach
- Muzeum Nikifora w Krynicy-Zdroju
- Muzeum Ojca Honorata Koźmińskiego w Nowym Mieście nad Pilicą
- Muzeum Pamiątek po Janie Matejce „Koryznówka” w Nowym Wiśniczu – oddział Muzeum Ziemi Tarnowskiej w Tarnowie
- Muzeum – Pracownia Literacka Arkadego Fiedlera w Puszczykowie
- Muzeum Rzeźby Alfonsa Karnego w Białymstoku
- Muzeum Stanisława Noakowskiego w Nieszawie
- Muzeum Stanisława Staszica w Pile
- Muzeum Stanisława Wyspiańskiego w Krakowie – Oddział Muzeum Narodowego w Krakowie
- Muzeum Stefana Żeromskiego w Kielcach
- Willa Juliana Fałata – oddział Muzeum w Bielsku-Białej
- Muzeum Wincentego Pola w Lublinie – oddział Muzeum Narodowego w Lublinie
- Muzeum Wincentego Witosa w Wierzchosławicach – oddział Muzeum Ziemi Tarnowskiej w Tarnowie
- Muzeum im. Xawerego Dunikowskiego w Warszawie
- Muzeum Podróżników im. Tony’ego Halika w Toruniu
- Muzeum Zofii Kossak-Szatkowskiej w Górkach Wielkich
- Pracownia – Muzeum Józefa I. Kraszewskiego – oddział Biblioteki Raczyńskich w Poznaniu
- Społeczne Muzeum Konstantego Laszczki w Dobrem

## Muzea etnograficzne i skanseny

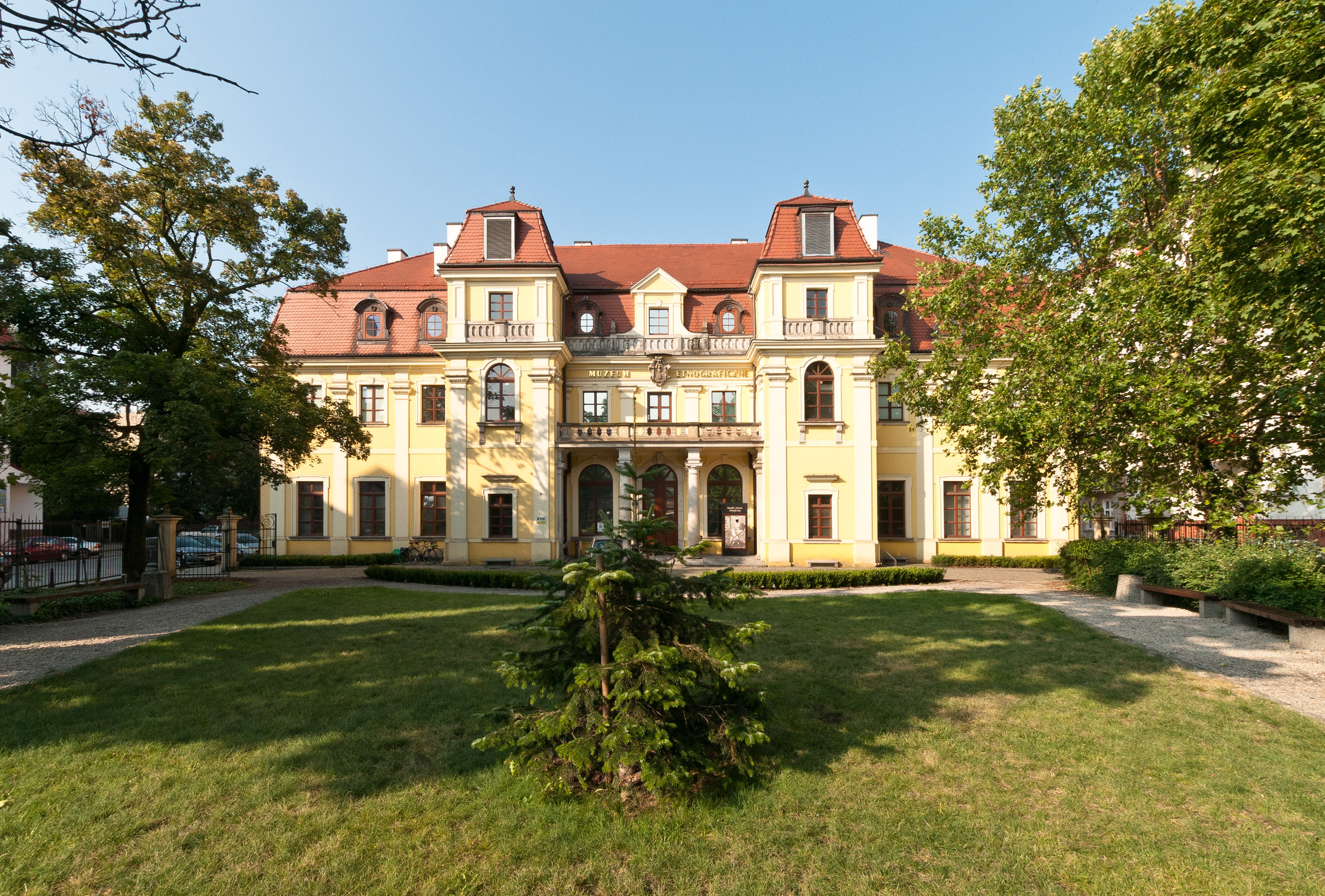
Muzeum Etnograficzne we Wrocławiu

### Muzea etnograficzne
- Państwowe Muzeum Etnograficzne w Warszawie
- Gminne Muzeum Kultury Bojków w Myczkowie
- Muzeum Etnograficzne w Gdańsku – Oddział Muzeum Narodowego w Gdańsku
- Muzeum Etnograficzne im. Seweryna Udzieli w Krakowie
- Muzeum Etnograficzne w Tarnowie – oddział Muzeum Ziemi Tarnowskiej w Tarnowie
- Muzeum Etnograficzne im. Marii Znamierowskiej-Prüfferowej w Toruniu
- Muzeum Etnograficzne w Poznaniu
- Muzeum Bambrów Poznańskich
- Muzeum Kultury Ludowej w Węgorzewie
- Muzeum Lachów Sądeckich w Podegrodziu
- Muzeum Ludowych Instrumentów Muzycznych w Szydłowcu
- Muzeum Mazurskie w Szczytnie
- Muzeum Etnograficzne we Wrocławiu
- Muzeum Etnograficzne w Zielonej Górze
- Muzeum Kultury Wilamowskiej

### Etnograficzne typu skansenowego
- Białowieża – Skansen w Białowieży

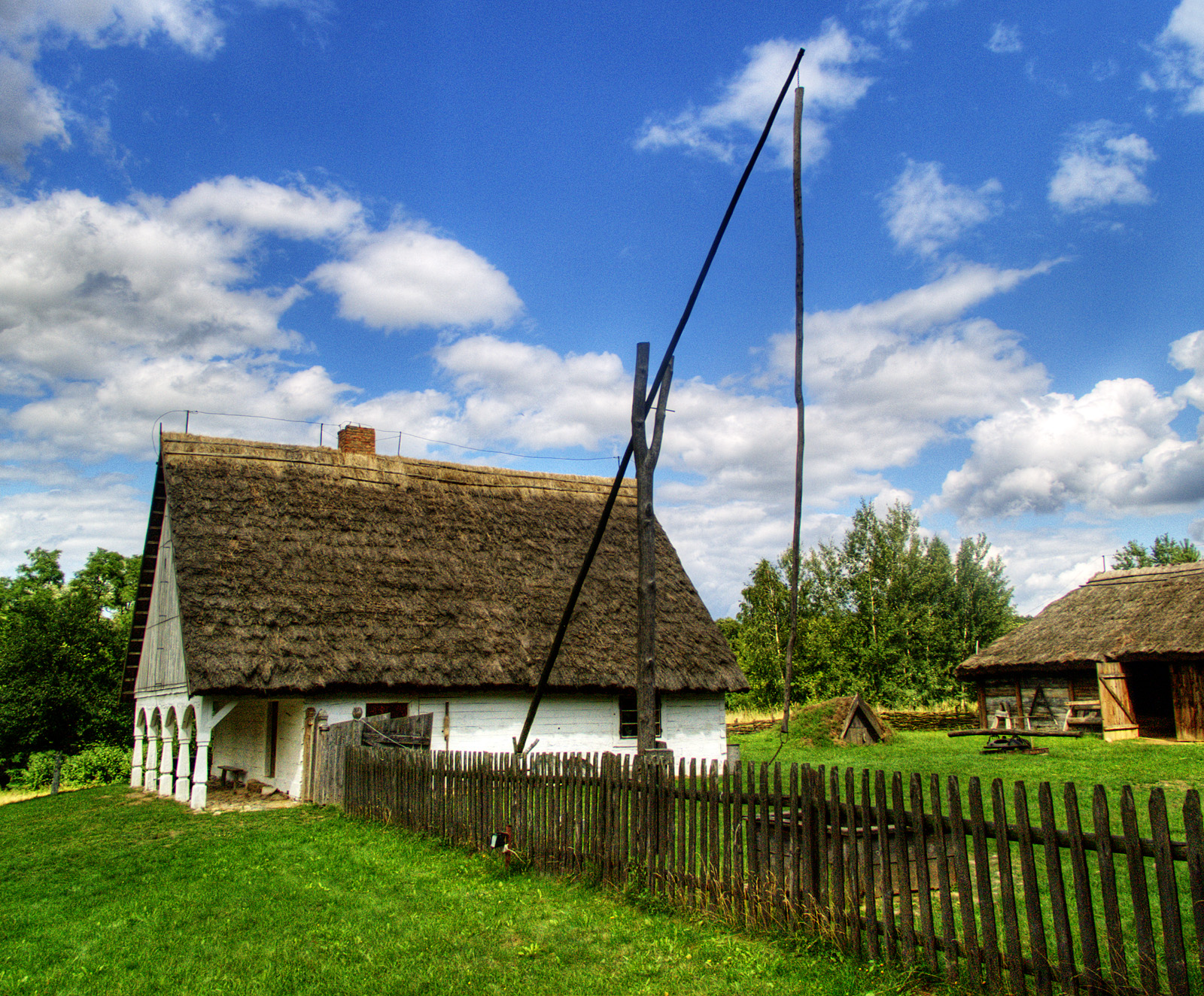
Kujawsko-Dobrzyński Park Etnograficzny w Kłóbce

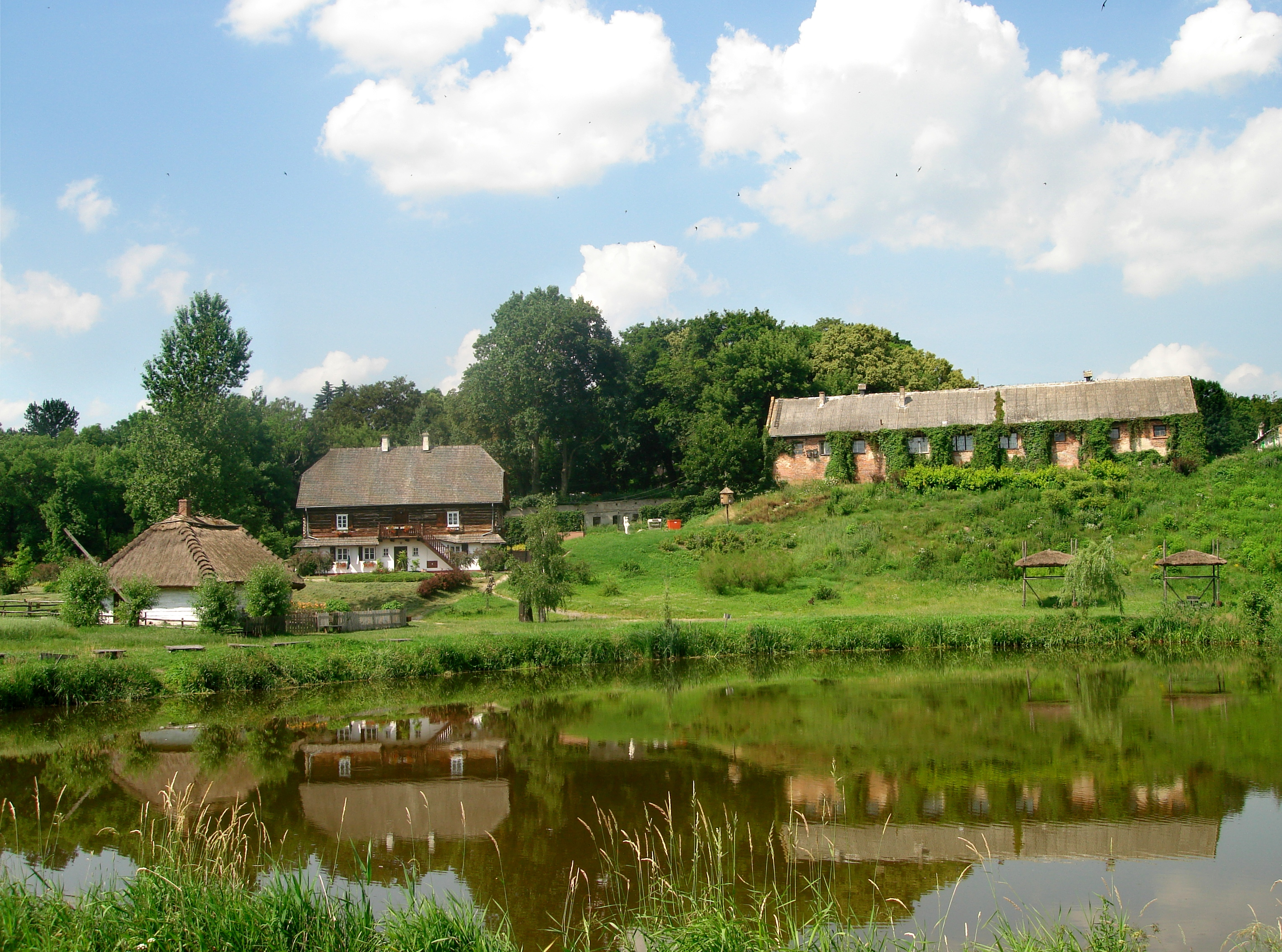
Muzeum Wsi Lubelskiej

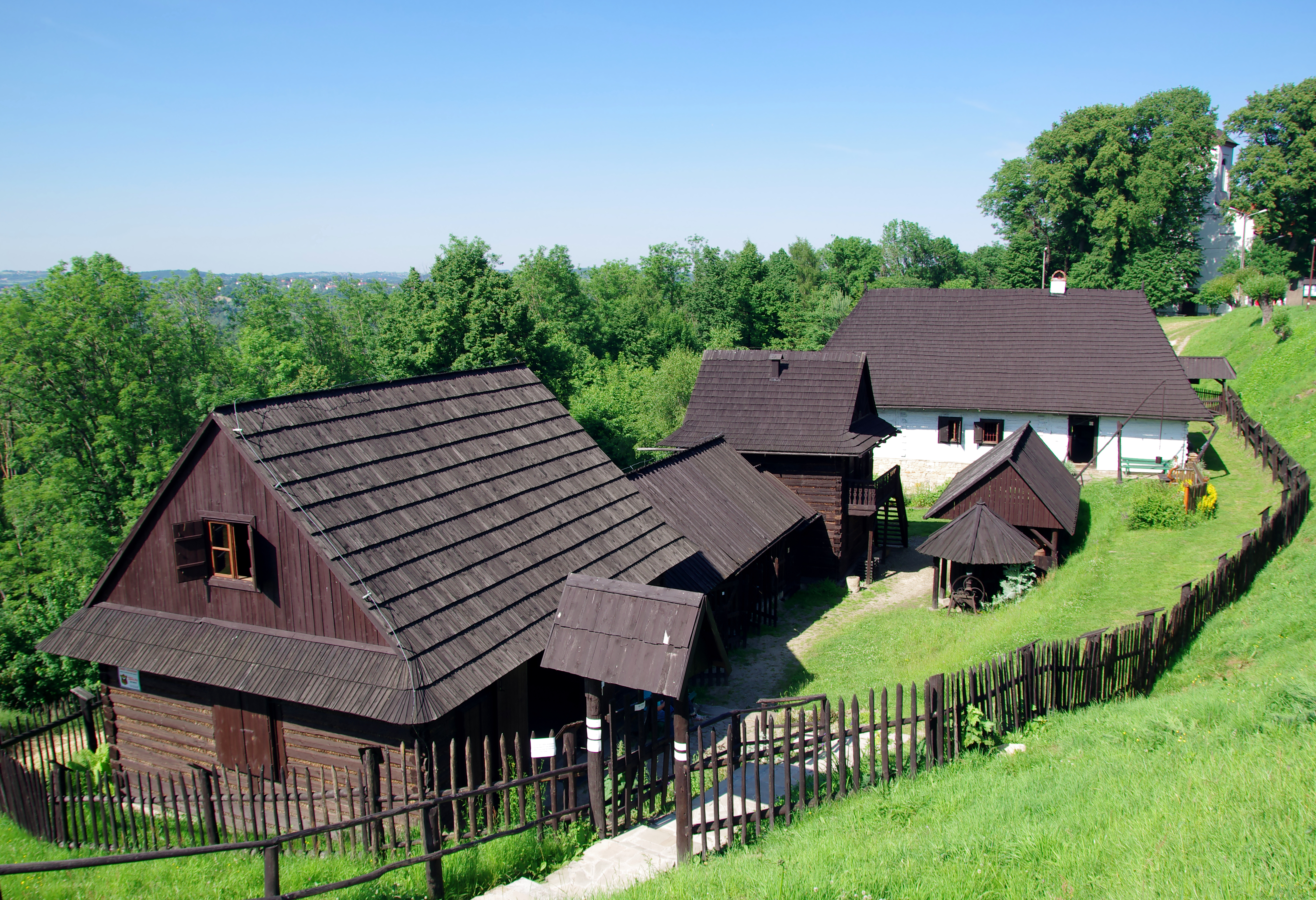
Skansen w Dobczycach na Szlaku Architektury Drewnianej województwa małopolskiego

- Białystok – Podlaskie Muzeum Kultury Ludowej
- Bogdaniec – Muzeum Kultury i Techniki Wiejskiej (oddział Muzeum Lubuskiego im. Jana Dekerta w Gorzowie Wielkopolskim)
- Chorzów / Katowice – Górnośląski Park Etnograficzny
- Ciechanowiec – Muzeum Rolnictwa
- Częstochowa – Rezerwat archeologiczny kultury łużyckiej
- Dziekanowice – Wielkopolski Park Etnograficzny
- Granica (Kampinoski Park Narodowy) – Skansen budownictwa puszczańskiego
- Grębków – Muzeum Architektury Drewnianej Regionu Siedleckiego
- Hola – Skansen Kultury Materialnej Chełmszczyzny i Polesia
- Jaracz – Muzeum Historii Młynarstwa i Wodnych Urządzeń Przemysłu Wiejskiego
- Kluki – Muzeum Wsi Słowińskiej
- Kłóbka – Kujawsko-Dobrzyński Park Etnograficzny w Kłóbce (oddział Muzeum Ziemi Kujawskiej i Dobrzyńskiej we Włocławku)
- Kolbuszowa – Muzeum Kultury Ludowej
- Koszalin – Skansen Kultury Jamneńskiej
- Lelis – Ośrodek Etnograficzny Dziedzictwa Kulturowego Kurpiów
- Lublin – Muzeum Wsi Lubelskiej
- Łódź – Skansen łódzkiej architektury drewnianej
- Markowa – Muzeum Wsi Rzeszowskiej
- Maurzyce – Skansen Wsi Łowickiej
- Myszyniec – Muzeum Mazursko-Kurpiowskie
- Nowoberezowo – Skansen Kultury Lokalnej „Baćkouśćyna”
- Nowogród – Skansen Kurpiowski im. Adama Chętnika w Nowogrodzie
- Nowy Sącz – Sądecki Park Etnograficzny
- Ochla – Zielonogórski Park Etnograficzny
- Olsztynek – Muzeum Budownictwa Ludowego
- Opole – Muzeum Wsi Opolskiej
- Ostrołęka – Muzeum Kultury Kurpiowskiej
- Osiek nad Notecią – Muzeum Kultury Ludowej
- Puńsk – Muzeum Etnograficzne w Puńsku
- Pszczyna – Zagroda Wsi Pszczyńskiej
- Radom – Muzeum Wsi Radomskiej
- Sanok – Muzeum Budownictwa Ludowego
- Sierpc – Muzeum Wsi Mazowieckiej
- Sokołów Podlaski – Muzeum – Skansen Regionu Sokołowskiego
- Sominy – Skansen Kaszubski
- Sopot – Grodzisko w Sopocie (oddział Muzeum Archeologicznego w Gdańsku)
- Sromów – Muzeum Ludowe Rodziny Brzozowskich
- Szydłowiec – Muzeum Ludowych Instrumentów Muzycznych
- Tokarnia – Muzeum Wsi Kieleckiej
- Toruń – Muzeum Etnograficzne im. Marii Znamierowskiej-Prüfferowej
- Wach – Muzeum Kurpiowskie
- Wdzydze – Kaszubski Park Etnograficzny
- Wejherowo – Muzeum Piśmiennictwa i Muzyki Kaszubsko-Pomorskiej w Wejherowie
- Wieluń – Muzeum Ziemi Wieluńskiej
- Wolsztyn – Skansen Budownictwa Ludowego Zachodniej Wielkopolski
- Wygiełzów – Nadwiślański Park Etnograficzny
- Zalipie – Zagroda Felicji Curyłowej w Zalipiu (oddział Muzeum Ziemi Tarnowskiej w Tarnowie)
- Zubrzyca Górna – Orawski Park Etnograficzny
- Zyndranowa – Skansen Kultury Łemkowskiej

### Skanseny techniki

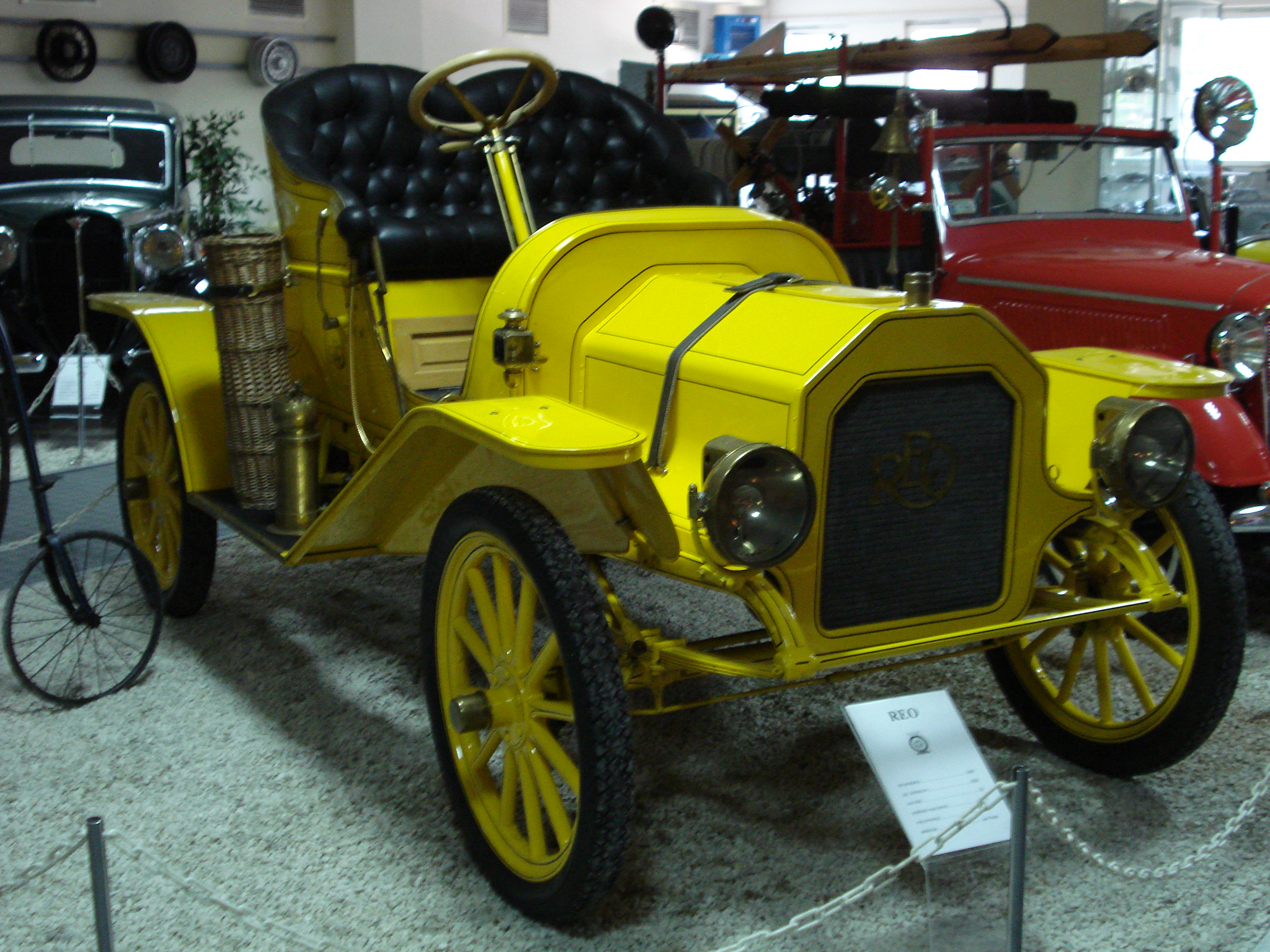
Samochód REO z 1908 – ekspozycja Muzeum Motoryzacji w Poznaniu

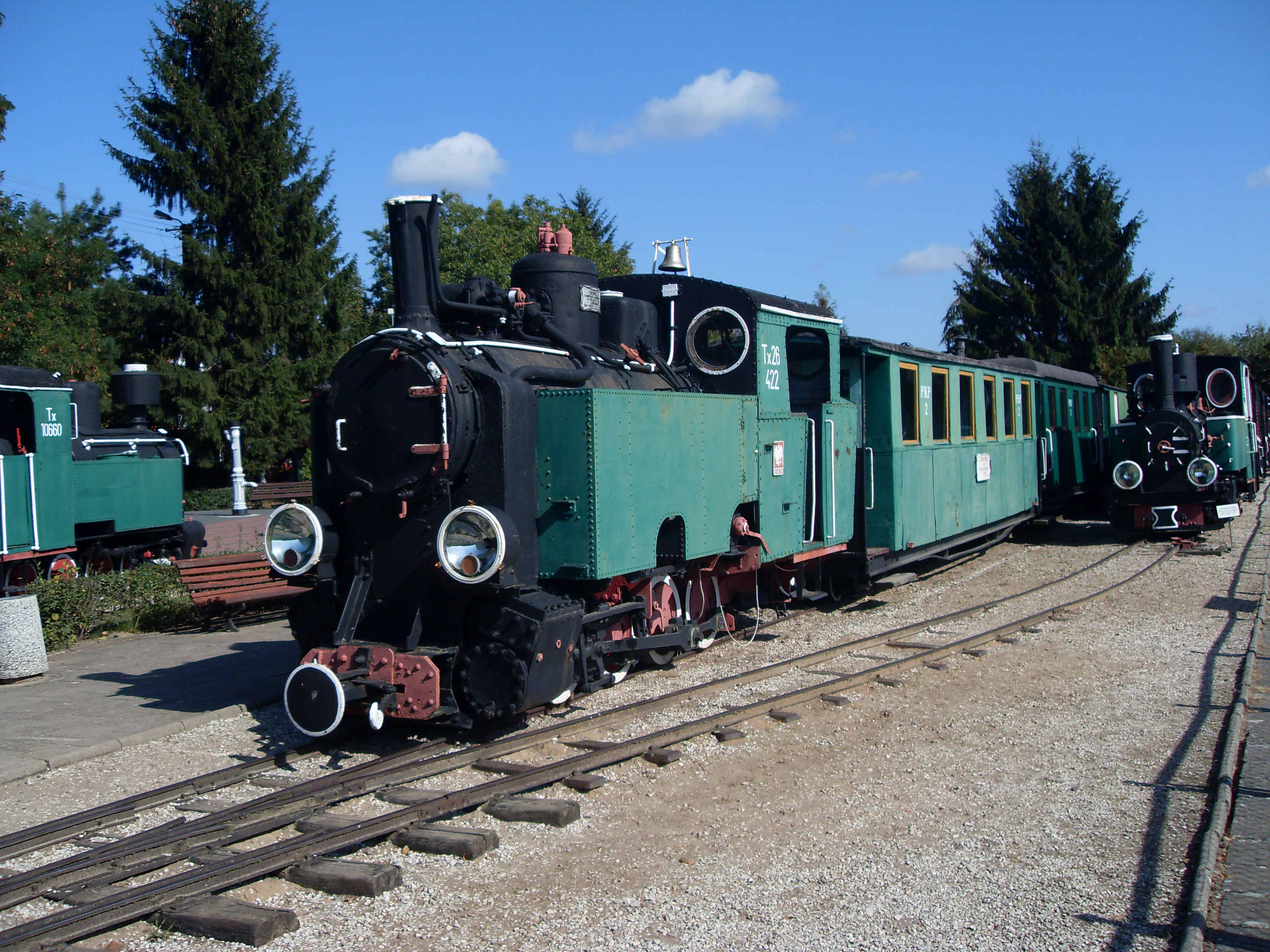
Lokomotywa Tx26 ze składem – ekspozycja Muzeum Kolei Wąskotorowej w Wenecji

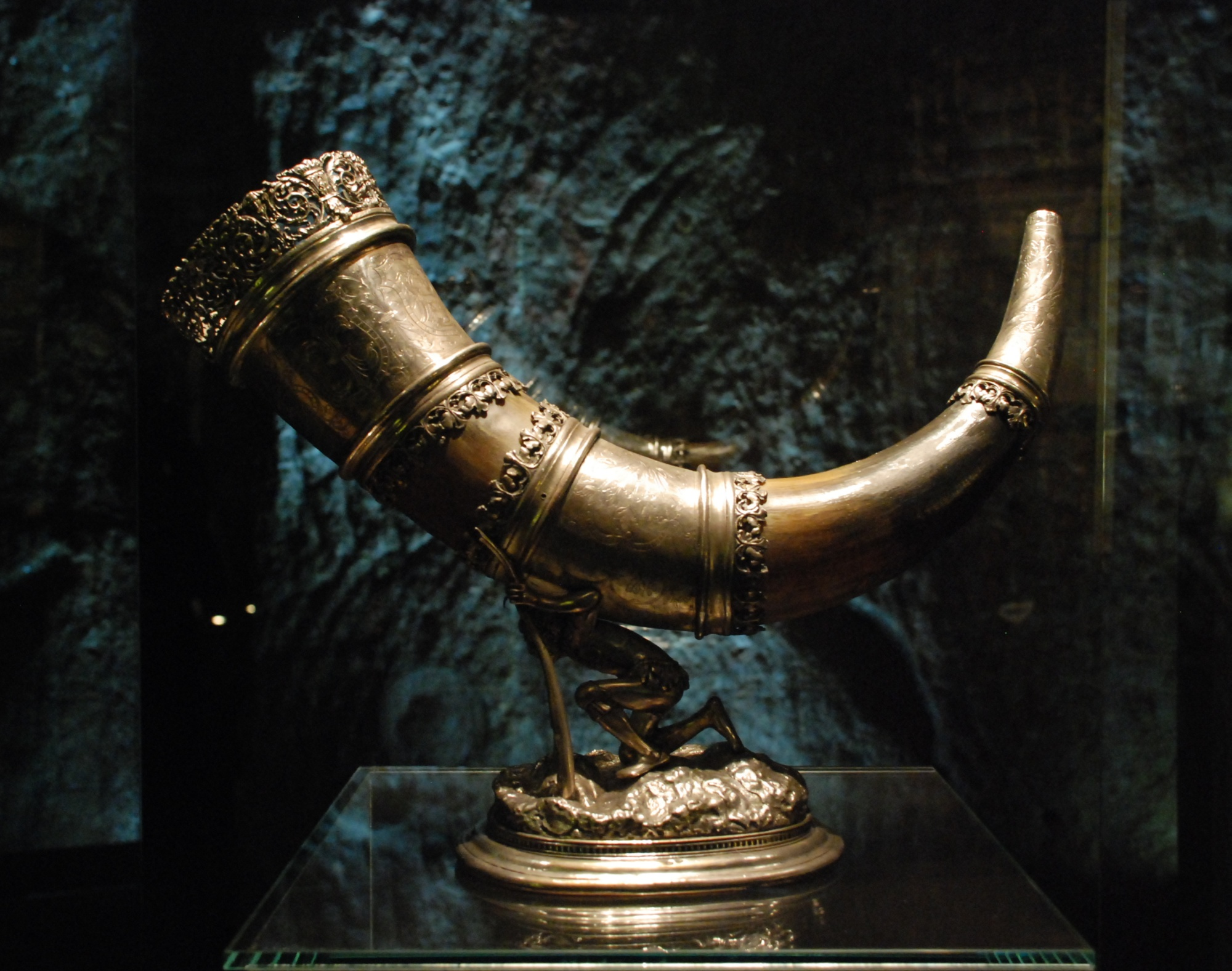
Róg Bractwa Kopaczy w Muzeum Żup Krakowskich Wieliczka

- Augustów – Muzeum Ziemi Augustowskiej w Augustowie
- Bielsko-Biała – Dom Tkacza
- Bliżyn – Muzeum Dawnej Wsi „Domek Tkaczki”
- Bóbrka – Muzeum Przemysłu Naftowego i Gazowniczego im. Ignacego Łukasiewicza
- Bydgoszcz – Izba Tradycji Bydgoskich Dróg Żelaznych
- Bydgoszcz – Muzeum Wodociągów
- Chabówka – Skansen taboru i urządzeń kolejowych
- Gryfice – Stała Wystawa Pomorskich Kolei Wąskotorowych
- Jaworzyna Śląska – Muzeum Kolejnictwa na Śląsku
- Kościerzyna – Skansen Parowozownia Kościerzyna
- Niedrzwica Kościelna – Skansen Maszyn i Urządzeń Rolniczych
- Podmokle Małe – Gminny Skansen Maszyn i Urządzeń Rolniczych
- Poznań – Muzeum Motoryzacji w Poznaniu
- Pyskowice – Skansen kolejowy w Pyskowicach
- Rogów – Skansen Rogowskiej Kolei Wąskotorowej
- Skierniewice – Parowozownia Skierniewice
- Sochaczew – Muzeum Kolei Wąskotorowej w Sochaczewie
- Szczecin – Muzeum Techniki i Komunikacji „Zajezdnia Sztuki”
- Szczucin – Muzeum Drogownictwa
- Tarnowskie Góry – Zabytkowa Kopalnia Srebra i Sztolnia Czarnego Pstrąga
- Toruń – Muzeum Techniki i Inżynierii Komunalnej Torunia
- Wałbrzych – Centrum Nauki i Sztuki „Stara Kopalnia”
- Warszawa – Muzeum Kolejnictwa
- Wenecja – Muzeum Kolei Wąskotorowej w Wenecji
- Wieliczka – Muzeum Żup Krakowskich
- Wolsztyn – Parowozownia Wolsztyn

### inne muzea i skanseny

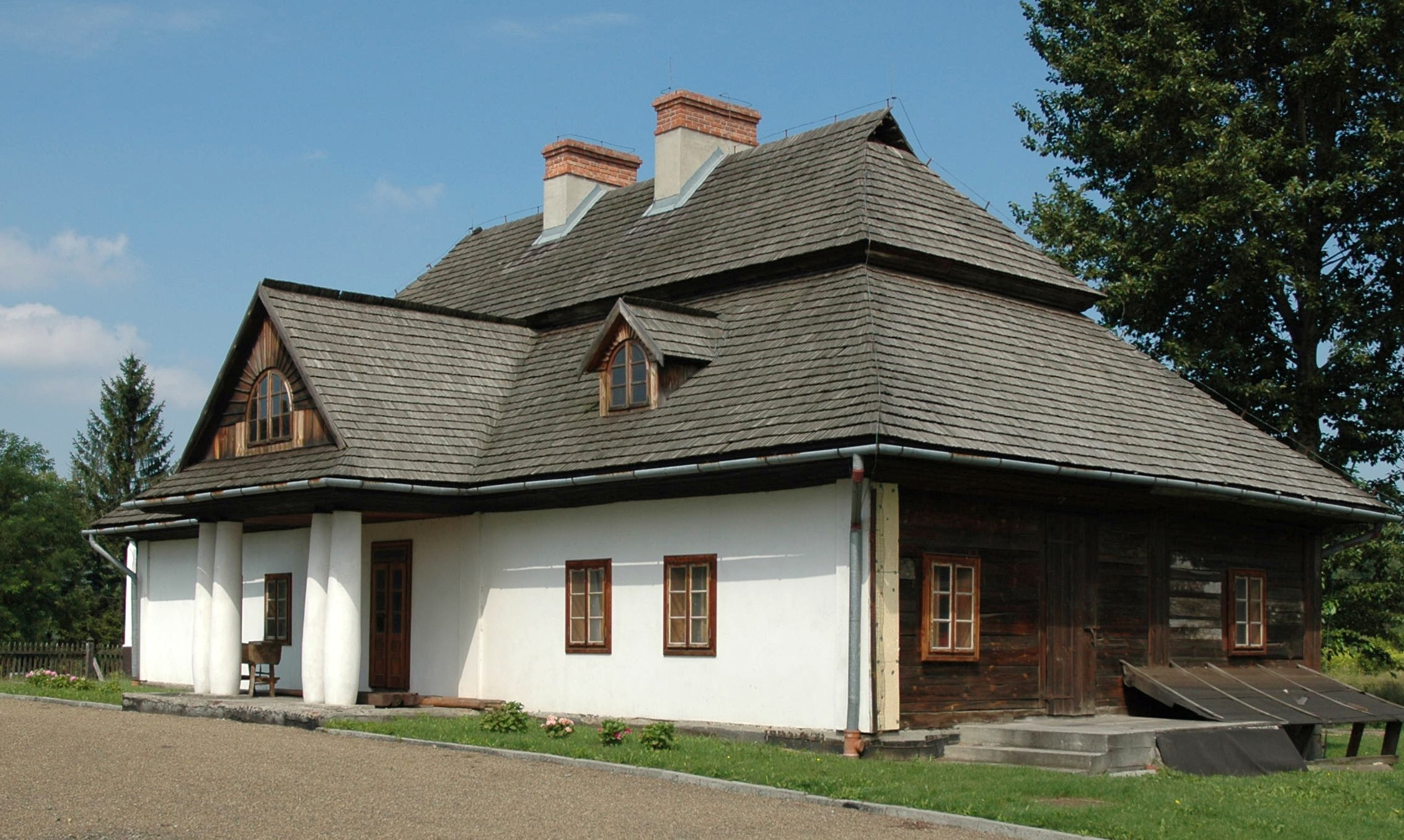
Dwór modrzewiowy z XVII w. Skansen Pastewnik w Przeworsku

- Biłgoraj – Skansen „Zagroda Sitarska”
- Jastarnia – Chata Rybacka
- Krasnobród – Krasnobrodzkie Muzeum Parafialne
- Odporyszów – Muzeum Jana Wnęka
- Ostrów Wielkopolski – Skansen Pszczelarski
- Otrębusy – Muzeum Polskiej Sztuki Ludowej
- Pobiedziska – Skansen Miniatur
- Pszczela Wola – Skansen Pszczelarski
- Przeworsk – Skansen Pastewnik
- Pszczew – Muzeum „Dom Szewca” w Pszczewie
- Pszczew – Skansen Pszczelarski
- Swarzędz – Skansen Pszczelarski
- Zawichost – Muzeum Wsi w Maruszowie

## Muzea historyczne
- ICHOT „Brama Poznania”

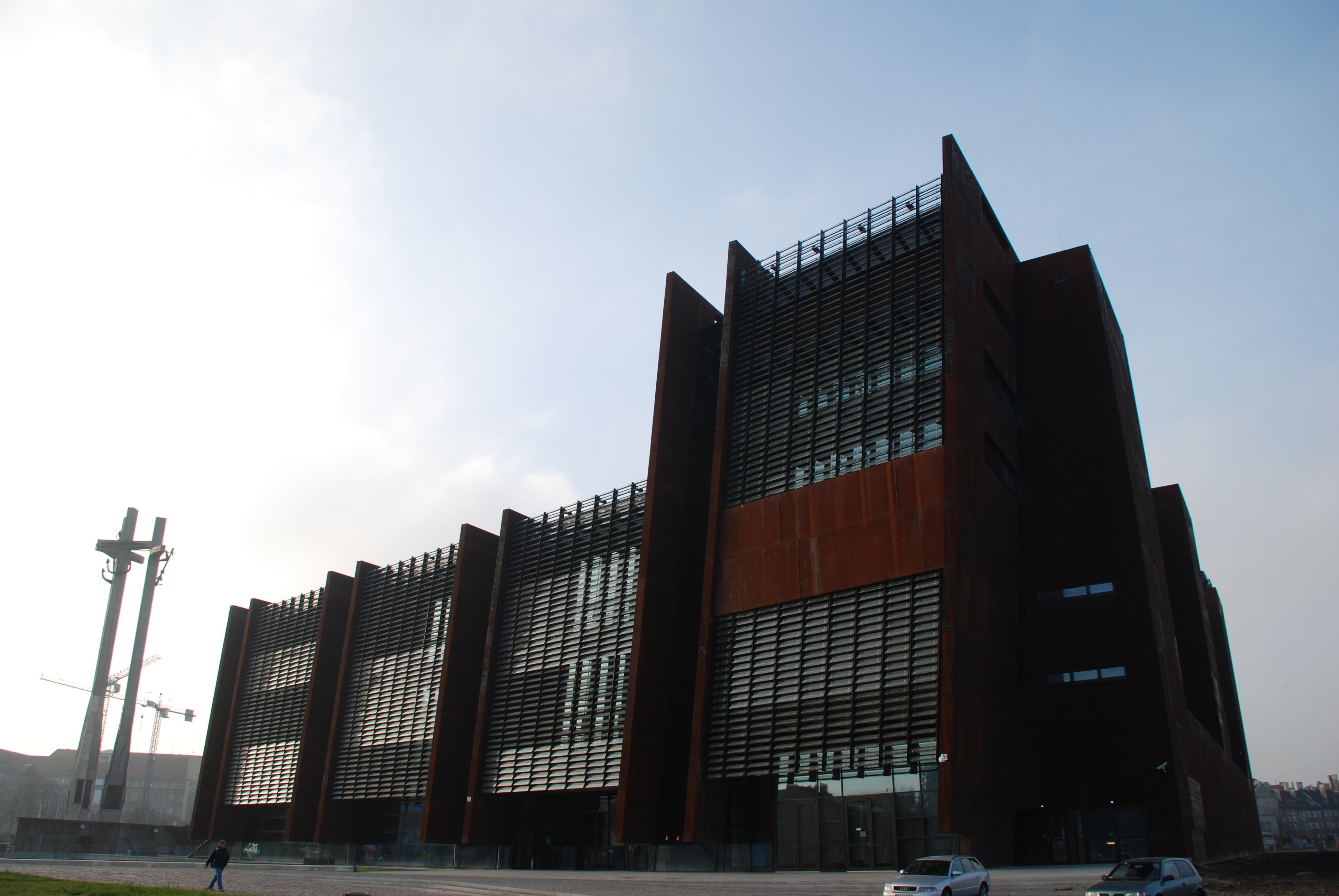
Europejskie Centrum Solidarności

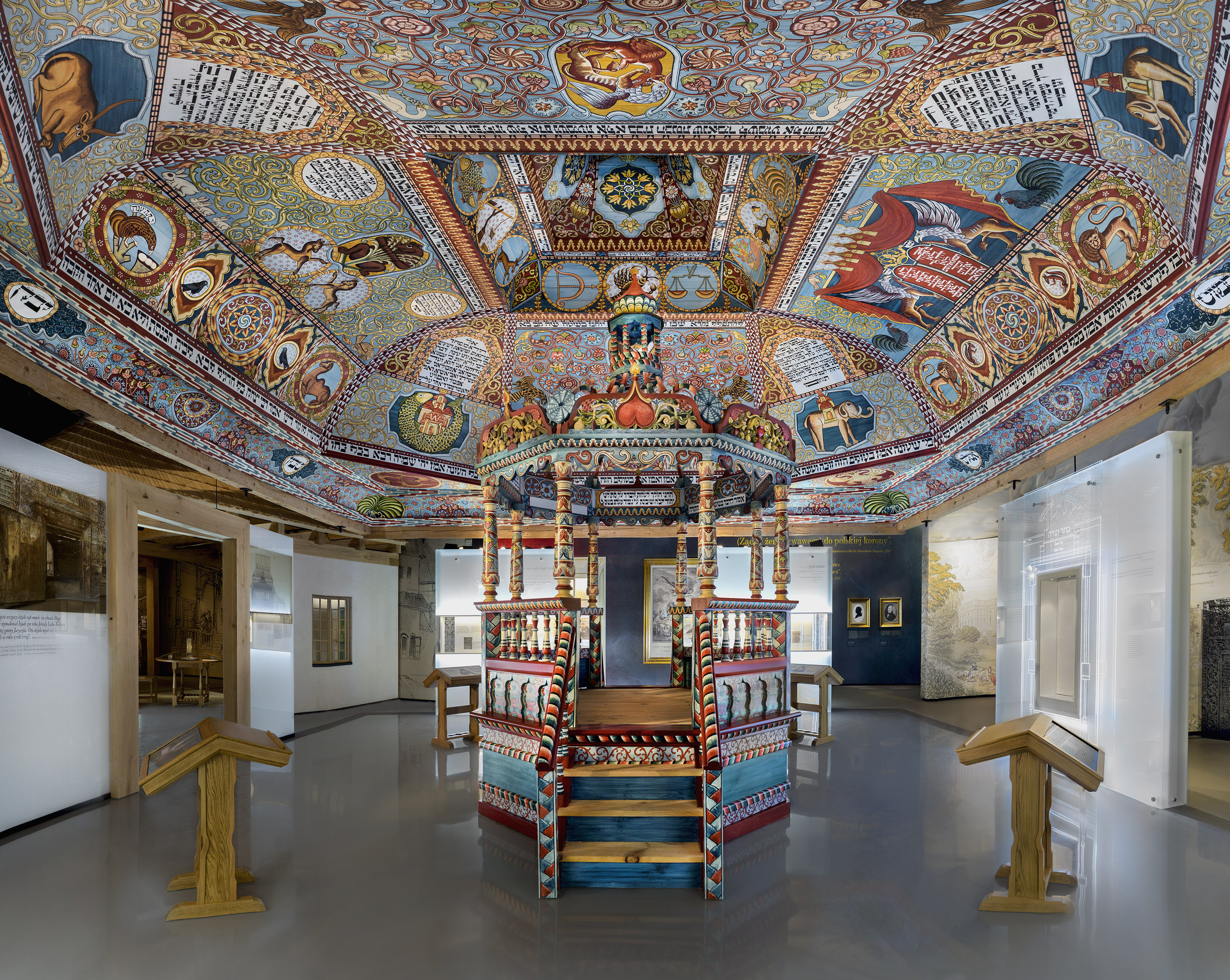
Fragment ekspozycji w Muzeum Historii Żydów Polskich

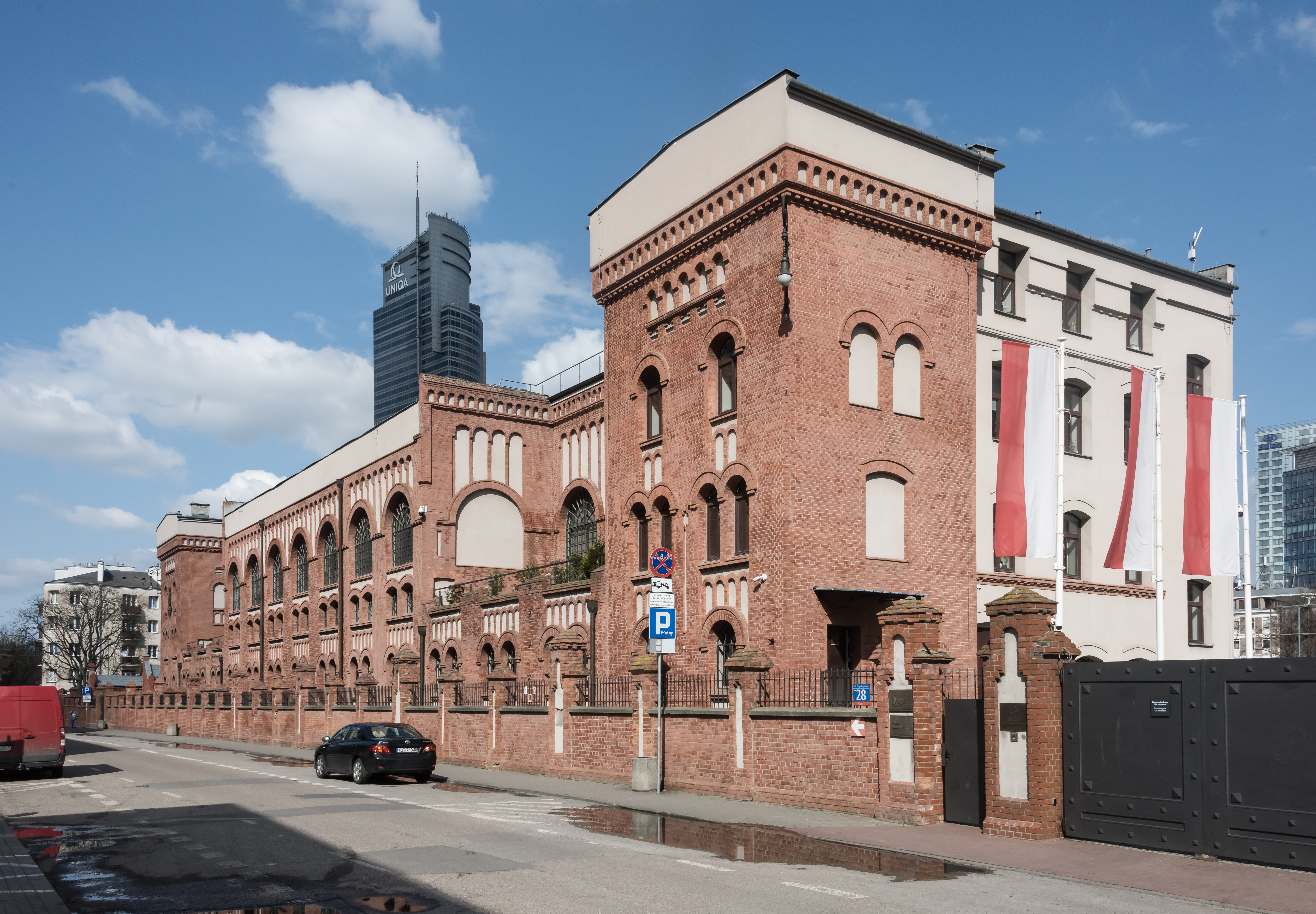
Budynek Muzeum Powstania Warszawskiego

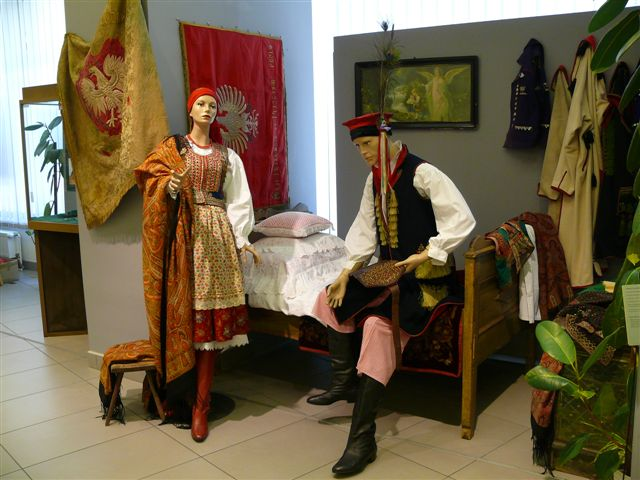
Muzeum Historyczne Miasta Krakowa

- Europejskie Centrum Solidarności w Gdańsku
- Interaktywne Muzeum Państwa Krzyżackiego w Działdowie
- Makieta Dawnego Poznania
- Muzeum II Wojny Światowej w Gdańsku
- Muzeum Bitwy pod Grunwaldem w Stębarku
- Muzeum Dawnego Kupiectwa w Świdnicy
- Muzeum Dulag 121 w Pruszkowie
- Muzeum Dyplomacji i Uchodźstwa Polskiego w Bydgoszczy
- Muzeum Historyczne Miasta Gdańska
- Muzeum Historii Katowic
- Muzeum Historii Miasta Lublina
- Muzeum Historii Miasta Łodzi
- Muzeum Historii Miasta Poznania
- Muzeum Historii Miasta Przemyśla
- Muzeum Historii Torunia
- Muzeum Historii Polski w Warszawie
- Muzeum Historii Polskiego Ruchu Ludowego w Warszawie
- Muzeum Historii Żydów Polskich w Warszawie
- Muzeum Historyczne Miasta Krakowa
- Muzeum Historyczne Miasta Tarnobrzega
- Muzeum Historyczne „Skarb” w Policach
- Muzeum Warszawy
- Muzeum Historyczne w Białymstoku
- Muzeum Historyczne w Ełku
- Muzeum Historyczne w Przasnyszu
- Muzeum Historyczne w Sanoku
- Muzeum Historyczne we Wrocławiu
- Muzeum Historyczno-Archeologiczne w Ostrowcu Świętokrzyskim
- Muzeum Hymnu Narodowego w Będominie
- Muzeum Miasta Szczecina
- Muzeum Niepodległości w Warszawie
- Muzeum Piastów Śląskich w Brzegu
- Muzeum Początków Państwa Polskiego w Gnieźnie
- Muzeum Powstania Warszawskiego
- Muzeum Szlachty Mazowieckiej w Ciechanowie
  - Muzeum Pozytywizmu na Gołotczyźnie
- Muzeum Tradycji Niepodległościowych w Łodzi (dawne Muzeum Czynu Rewolucyjnego)
- Wielkopolskie Muzeum Walk Niepodległościowych w Poznaniu:
  - Muzeum Powstania Wielkopolskiego 1918–1919
  - Muzeum Poznańskiego Czerwca 1956 r.
- Muzeum w Zelowie – Ośrodek Dokumentacji Dziejów Braci Czeskich
- Muzeum Żydowskiego Instytutu Historycznego w Polsce

## Izby pamięci

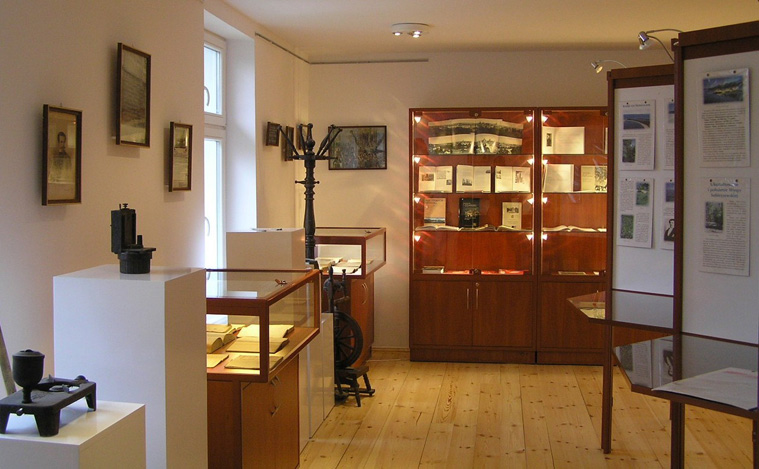
Izba Pamięci Wincentego Pola w Gdańsku Sobieszewie

- Izba Pamięci Drukarstwa Polskiego w Lublinie
- Izba Pamięci Żydów Lublina
- Izba Pamięci „Wał Pomorski” w Zdbicach
- Izba Pamięci Adama Grzymały-Siedleckiego w Bydgoszcz
- Izba Pamięci Adama Mickiewicza w Budziszewku
- Izba Pamięci Generała Kuklińskiego w Warszawie
- Izba Pamięci Hugona Kołłątaja w Wiśniowej
- Izba Pamięci Józefa Wybickiego w Parkowie
- Izba Pamięci Jerzego Kukuczki w Istebnej
- Izba Pamięci ks. Jerzego Popiełuszki w Suchowoli
- Izba Pamięci Lotników w Kędzierzynie-Koźlu
- Izba Pamięci Poli Negri w Lipnie
- Izba Pamięci Terroru Komunistycznego w Tomaszowie Lubelskim
- Izba Pamięci Wincentego Pola w Gdańsku Sobieszewie
- Krypta Zasłużonych Wielkopolan w Poznaniu
- Izba Pamięci Światowego Związku Żołnierzy Armii Krajowej w Tarnowie – oddział Muzeum Ziemi Tarnowskiej w Tarnowie
- Izba Pamięci Jerzego Pertka w Poznaniu
- Izba Pamięci Oddziału Regionalnego PKP PLK SA w Poznaniu
- Muzeum – Izba Pamięci Kopalni Wujek w Katowicach

## Miejsca i muzea martyrologiczne

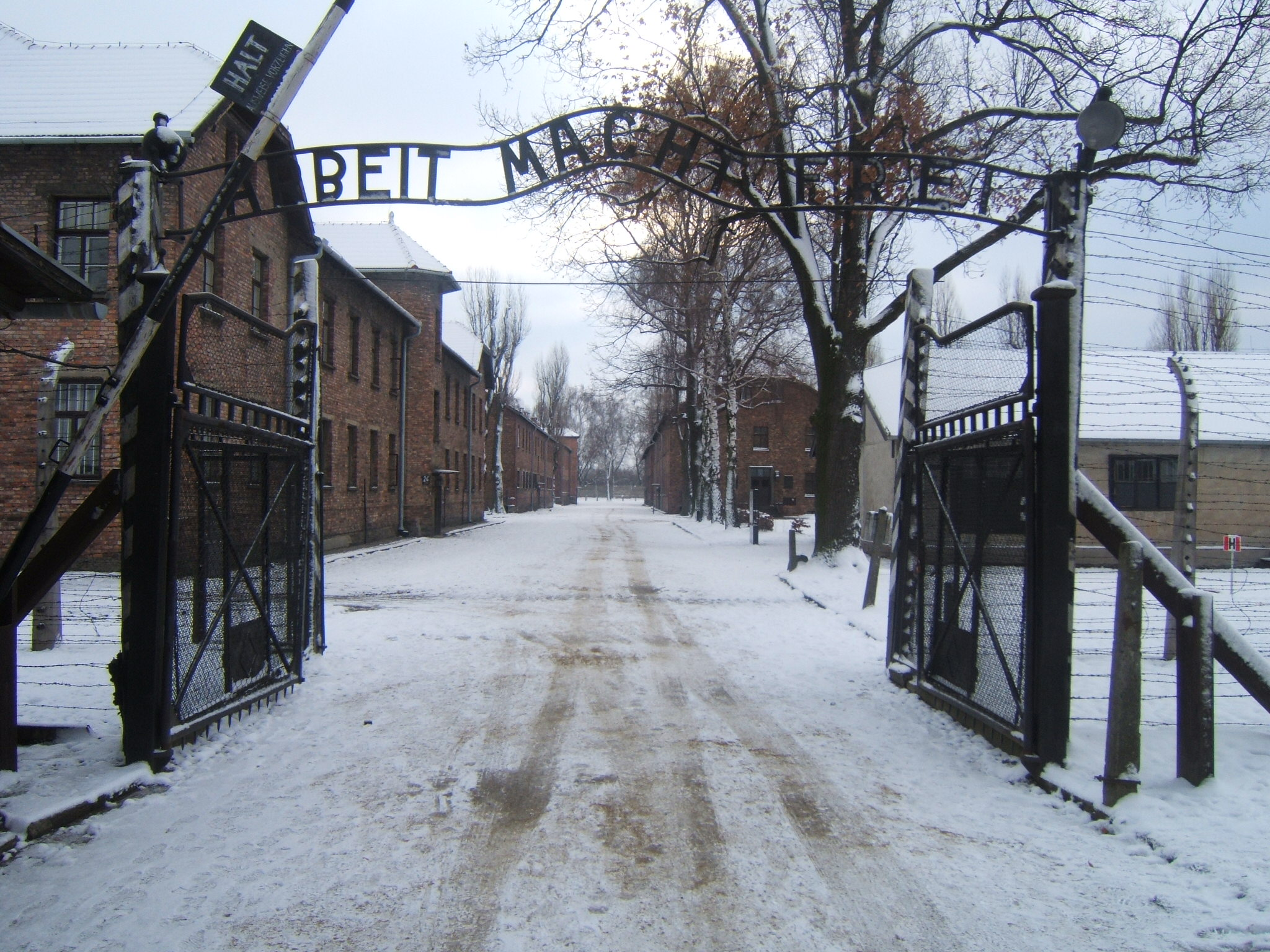
Brama obozowa w Państwowym Muzeum Auschwitz-Birkenau w Oświęcimiu

- Centralne Muzeum Jeńców Wojennych w Łambinowicach-Opolu
- Centrum Dokumentacji Deportacji Górnoślązaków w Radzionkowie (w organizacji)
- Muzeum Byłego Hitlerowskiego Obozu Zagłady w Sobiborze
- Muzeum Groß-Rosen w Rogożnicy
- Muzeum Martyrologii „Pod Zegarem” w Lublinie – oddział Muzeum Narodowego w Lublinie
- Muzeum Martyrologiczne w Żabikowie
- Muzeum Martyrologii w Bielsku Podlaskim
- Muzeum Martyrologii Wielkopolan w Forcie VII w Poznaniu
- Mauzoleum Martyrologii Wsi Polskich w Michniowie
- Muzeum Martyrologii w Słońsku
- Państwowe Muzeum Auschwitz-Birkenau w Oświęcimiu
- Państwowe Muzeum na Majdanku
- Muzeum Stutthof w Sztutowie
- Muzeum Obozów Jenieckich w Żaganiu
- Muzeum Woldenberczyków w Dobiegniewie

## Muzea przyrodnicze, geologiczne i geograficzne
- Akwarium Gdyńskie

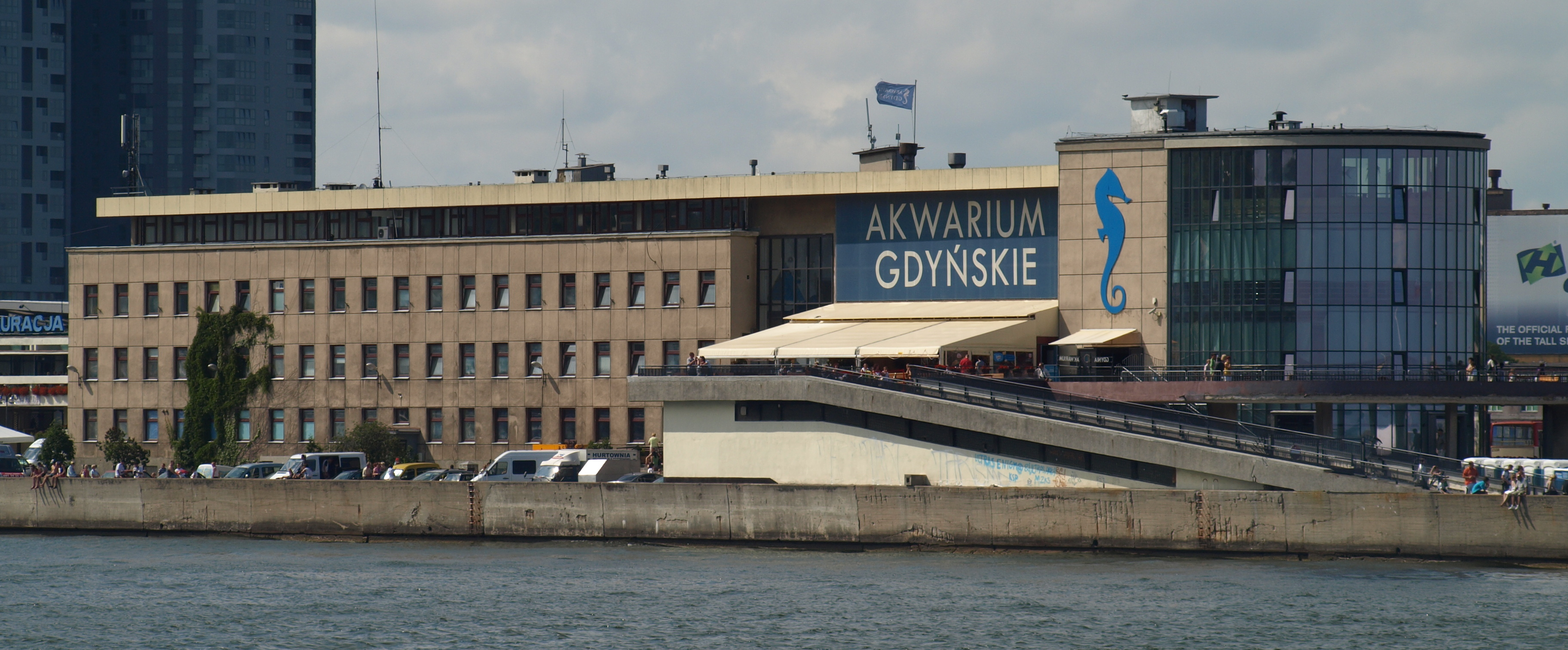
Akwarium Gdyńskie

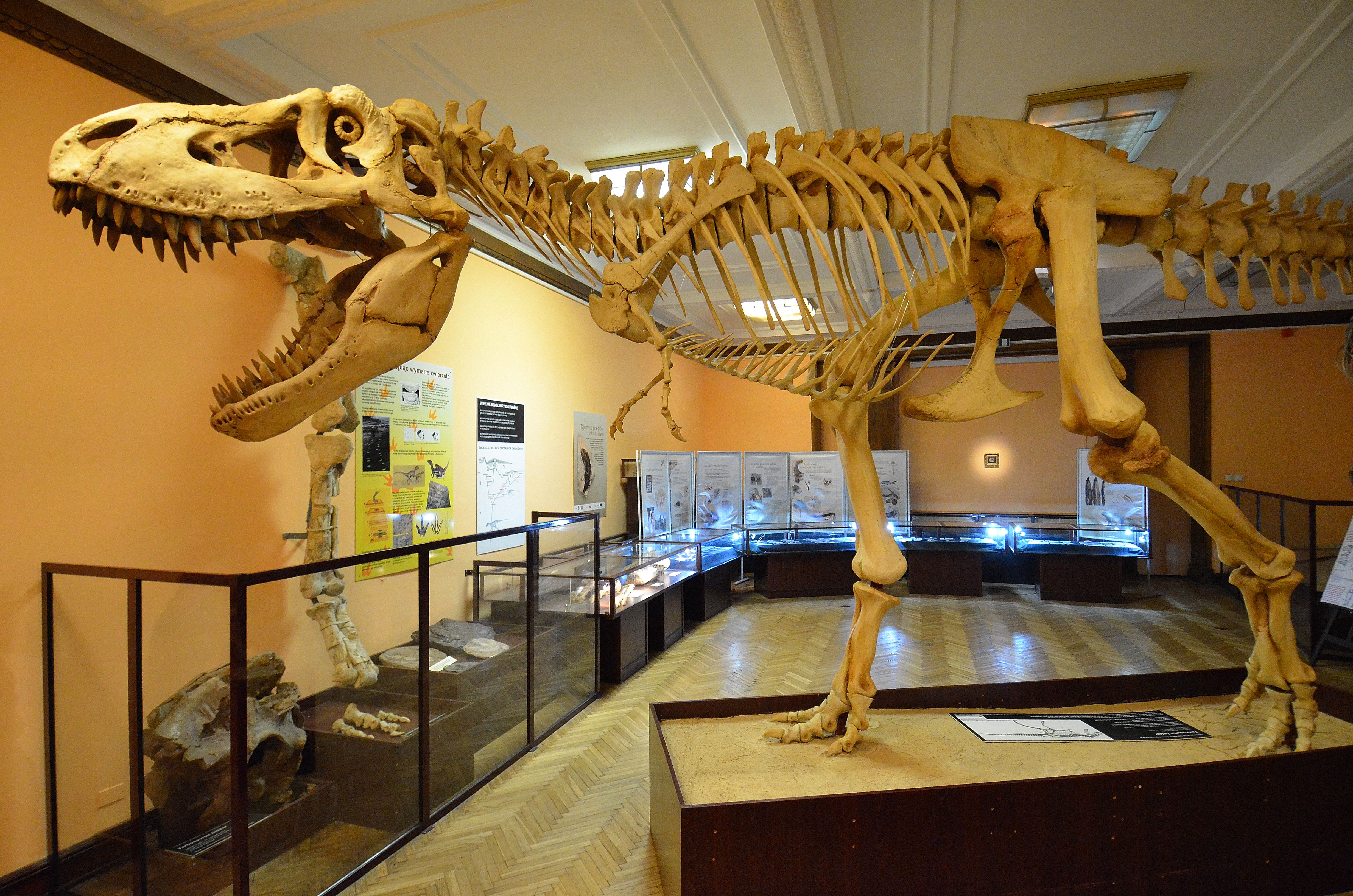
Tarbosaurus bataar w Muzeum Ewolucji PAN w Warszawie

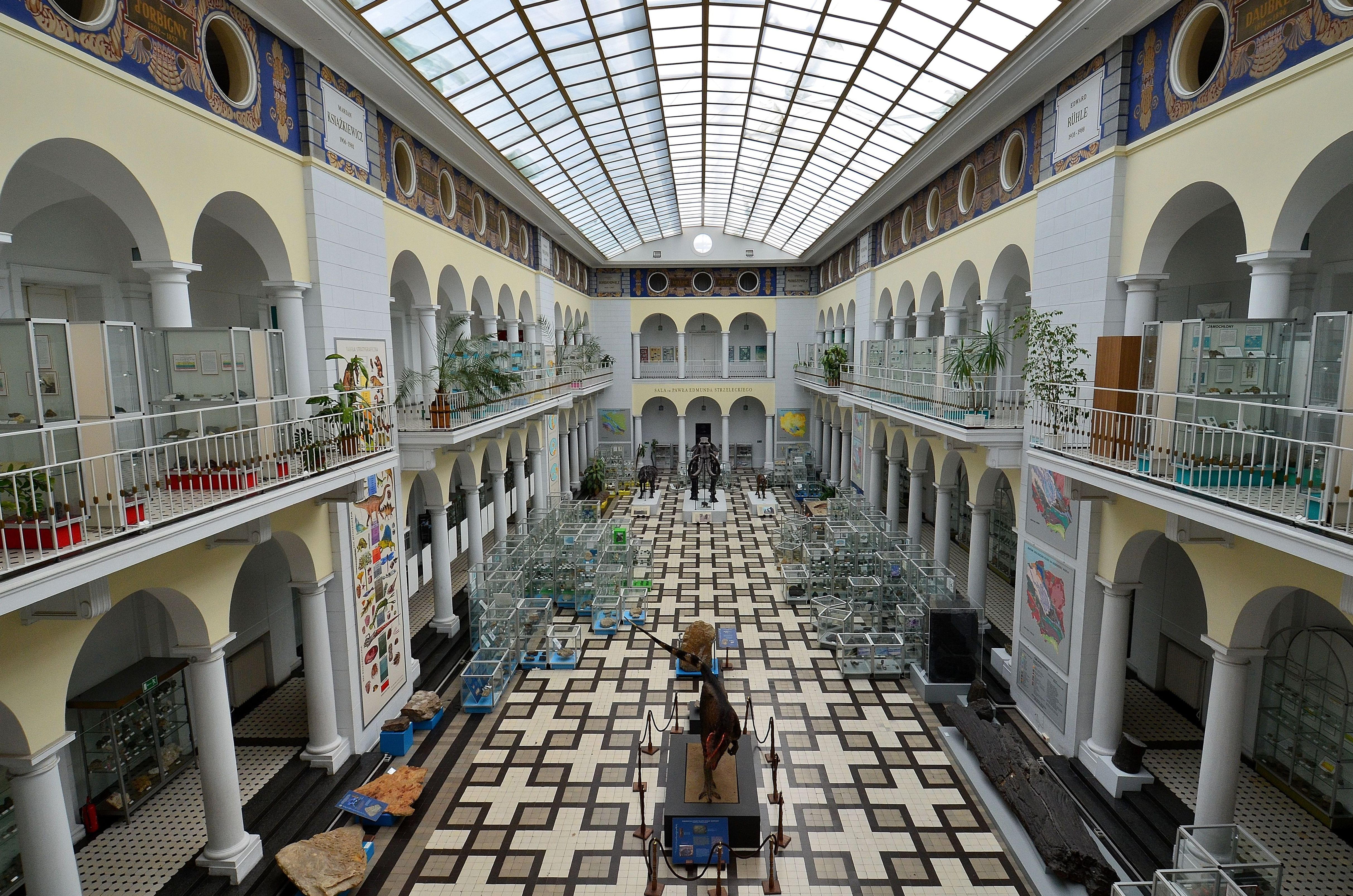
Muzeum Geologiczne Państwowego Instytutu Geologicznego w Warszawie

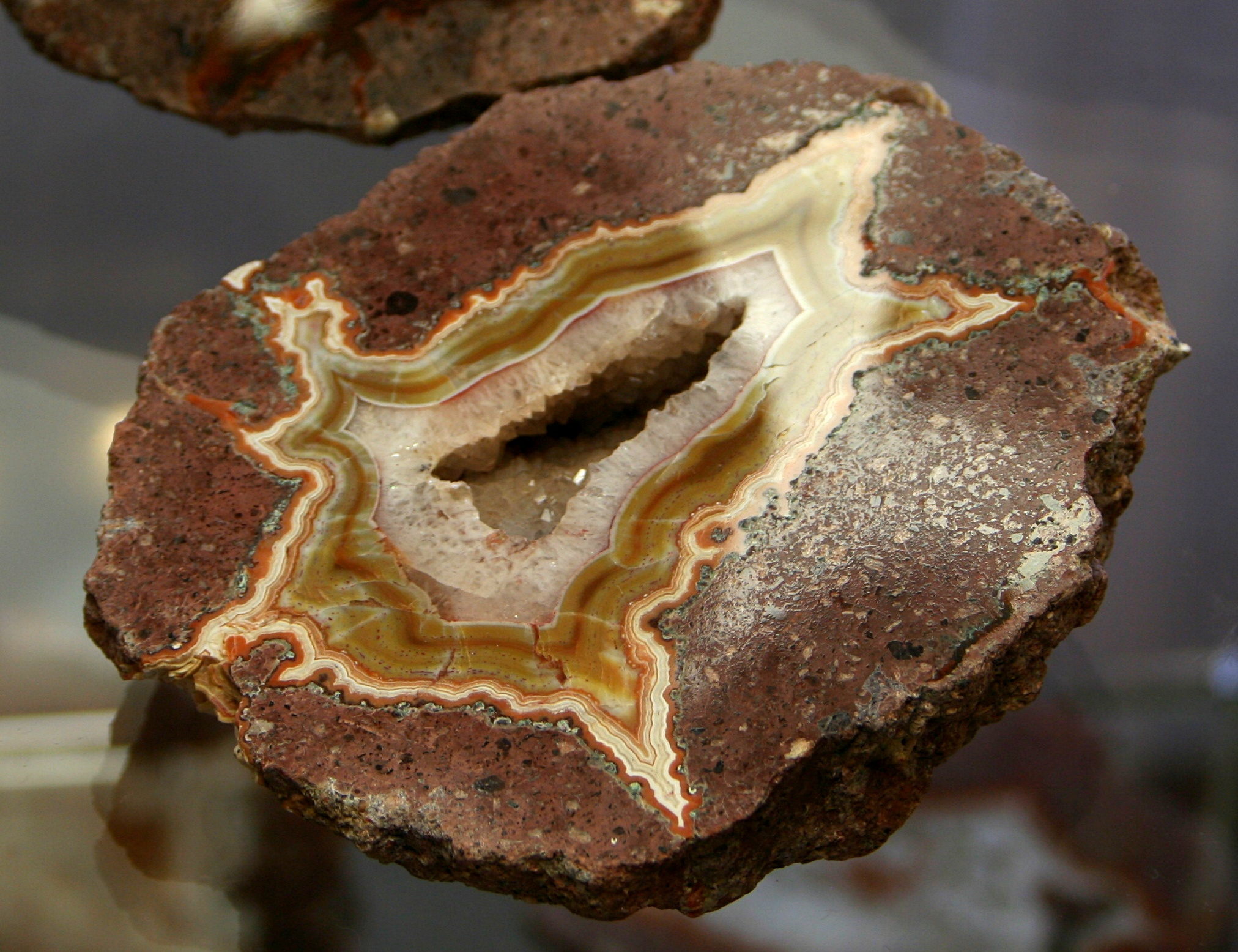
Muzeum Złota w Złotoryi

- Dom Przyrodnika im. E. i St. Forysiów w Bielsku-Białej
- JuraPark Krasiejów
- Muzeum Afrykanistyczne w Olkuszu
- Muzeum Azji i Pacyfiku w Warszawie
- Muzeum Bociana Białego w Kłopocie
- Muzeum Bursztynu w Gdańsku
- Muzeum Ewolucji PAN w Warszawie
- Muzeum Geologiczne im. Henryka Teisseyre we Wrocławiu
- Muzeum Geologiczne Instytutu Nauk Geologicznych PAN w Krakowie
- Muzeum Geologiczne Instytutu Nauk Geologicznych Uniwersytetu Jagiellońskiego w Krakowie
- Muzeum Geologiczne Państwowego Instytutu Geologicznego w Warszawie
- Muzeum Geologiczne Wydziału Geologii Geofizyki i Ochrony Środowiska Akademii Górniczo-Hutniczej w Krakowie
- Muzeum Geologii Złóż im. Czesława Poborskiego w Gliwicach
- Muzeum Kamieni w Kamieniu Pomorskim
- Muzeum Lasu i Drewna w Rogowie
- Muzeum Łąki w Owczarach
- Muzeum Magurskiego Parku Narodowego w Krempnej
- Muzeum Mineralogiczne im. Kazimierza Maślankiewicza we Wrocławiu
- Muzeum Mineralogiczne w Szklarskiej Porębie
- Muzeum Motyli w Bochni
- Muzeum Ojcowskiego Parku Narodowego w Ojcowie
- Muzeum Paleontologiczne w Lisowicach
- Muzeum Podróżników im. Tony’ego Halika w Toruniu
- Muzeum Przyrodnicze im. Krystyny i Włodzimierza Tomków w Ciężkowicach
- Muzeum Przyrodnicze Bieszczadzkiego Parku Narodowego w Ustrzykach Dolnych
- Muzeum Przyrodnicze Słowińskiego Parku Narodowego w Smołdzinie
- Muzeum Przyrodnicze Świętokrzyskiego Parku Narodowego na Świętym Krzyżu
- Muzeum Przyrodnicze Wielkopolskiego Parku Narodowego w Jeziorach
- Muzeum Przyrodnicze Wolińskiego Parku Narodowego w Międzyzdrojach
- Muzeum Przyrodnicze Uniwersytetu Mikołaja Kopernika w Toruniu
- Muzeum Przyrodniczo-Leśne Białowieskiego Parku Narodowego w Białowieży
- Muzeum Przyrodnicze Koniec Świata w Dzierdziówce
- Muzeum Przyrody w Drozdowie
- Muzeum Przyrody w Olsztynie
- Muzeum Skamieniałości i Minerałów w Dubiecku
- Muzeum Świerka Istebniańskiego w Jaworzynce
- Muzeum Wiedzy o Środowisku – Zakład Badań Środowiska Rolniczego i Leśnego PAN w Poznaniu
- Muzeum Wisły w Tczewie
- Muzeum Ziemi Polskiej Akademii Nauk w Warszawie
- Muzeum Ziemi Wydziału Nauk Geograficznych i Geologicznych UAM w Poznaniu
- Muzeum Złota w Złotoryi
- Prywatne Muzeum Motyli we Władysławowie

## Muzea sakralne i religijne

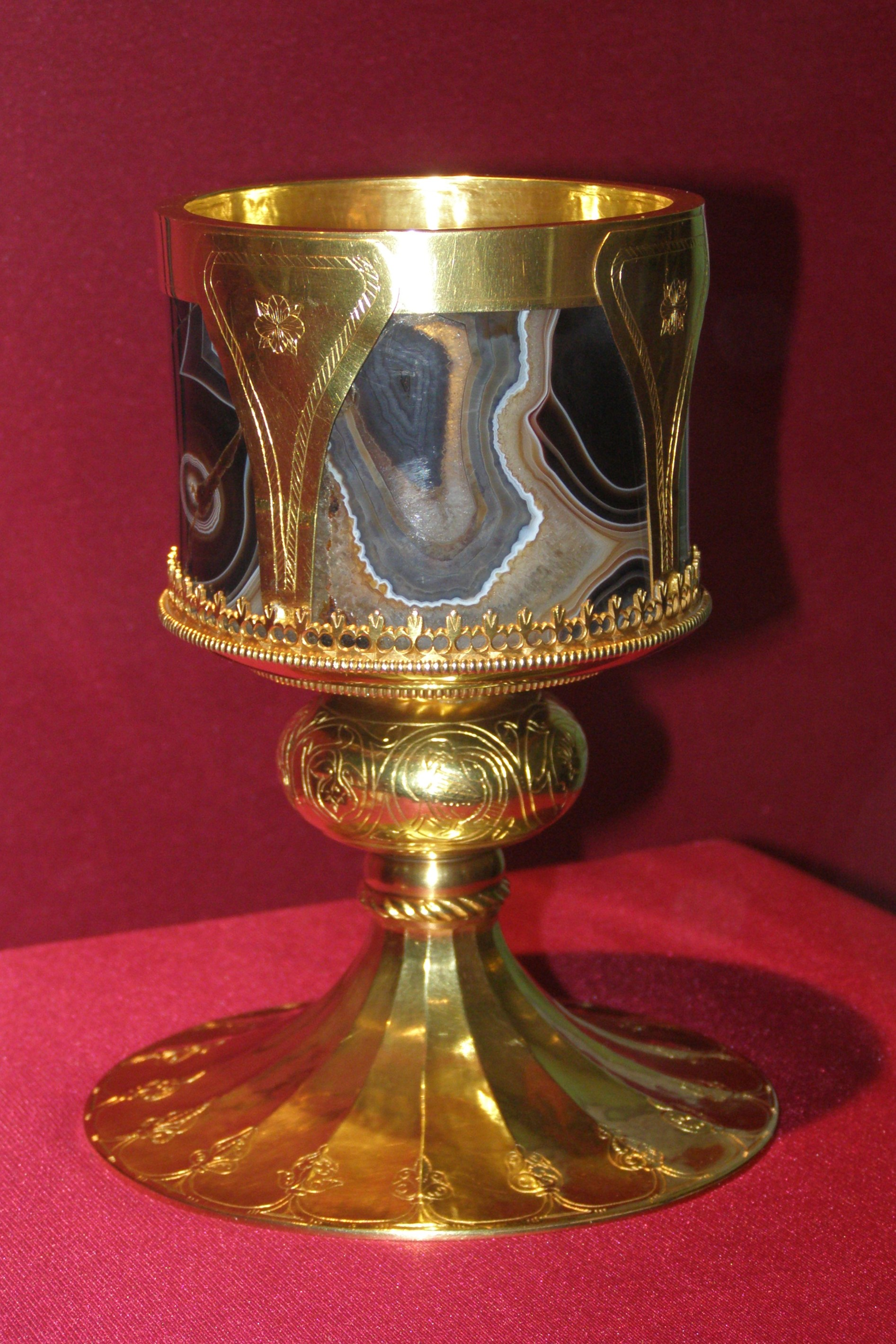
Kielich Świętego Wojciecha w Muzeum Archidiecezjalnym w Gnieźnie

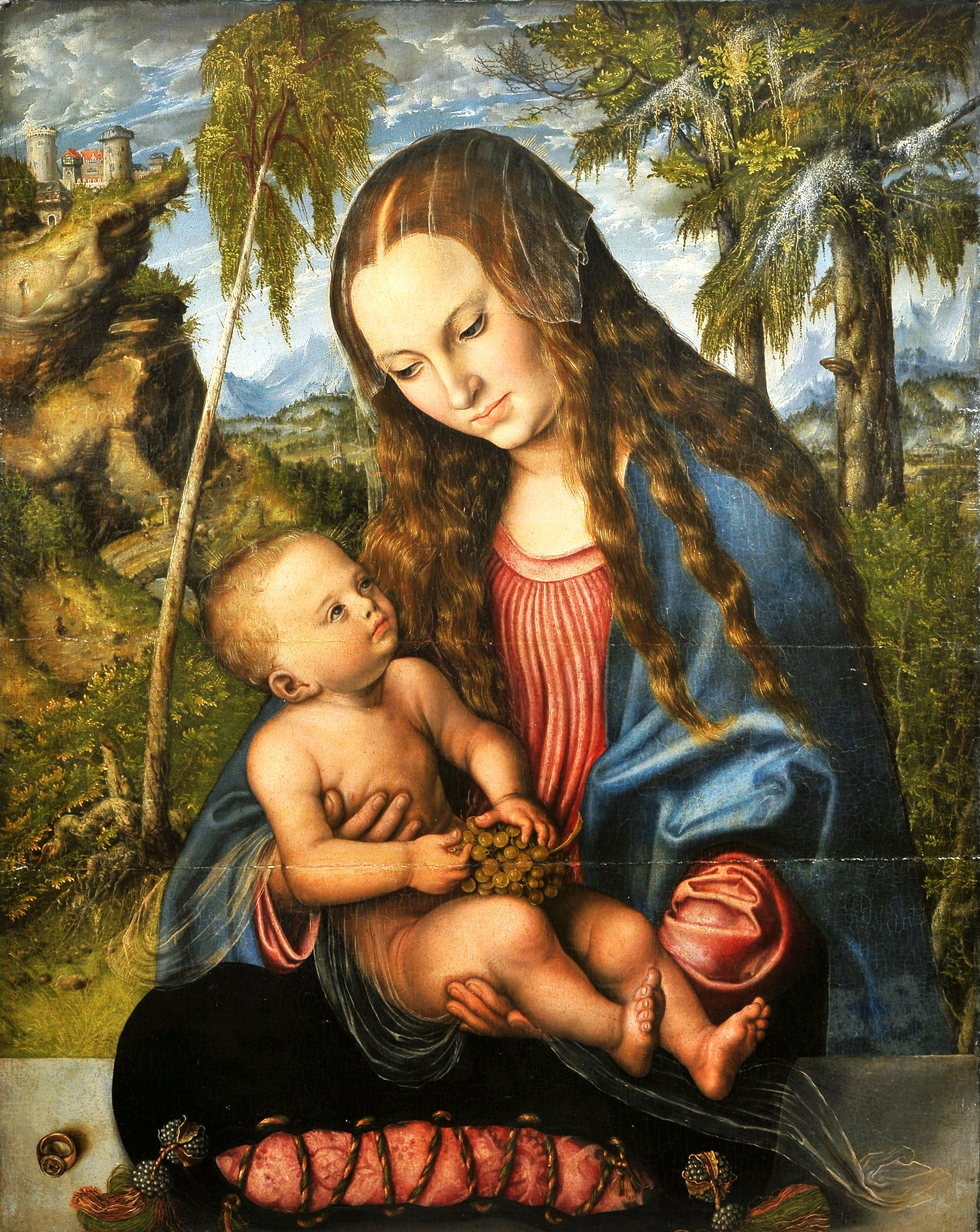
Lucas Cranach Starszy: Madonna pod jodłami Muzeum Archidiecezjalne we Wrocławiu

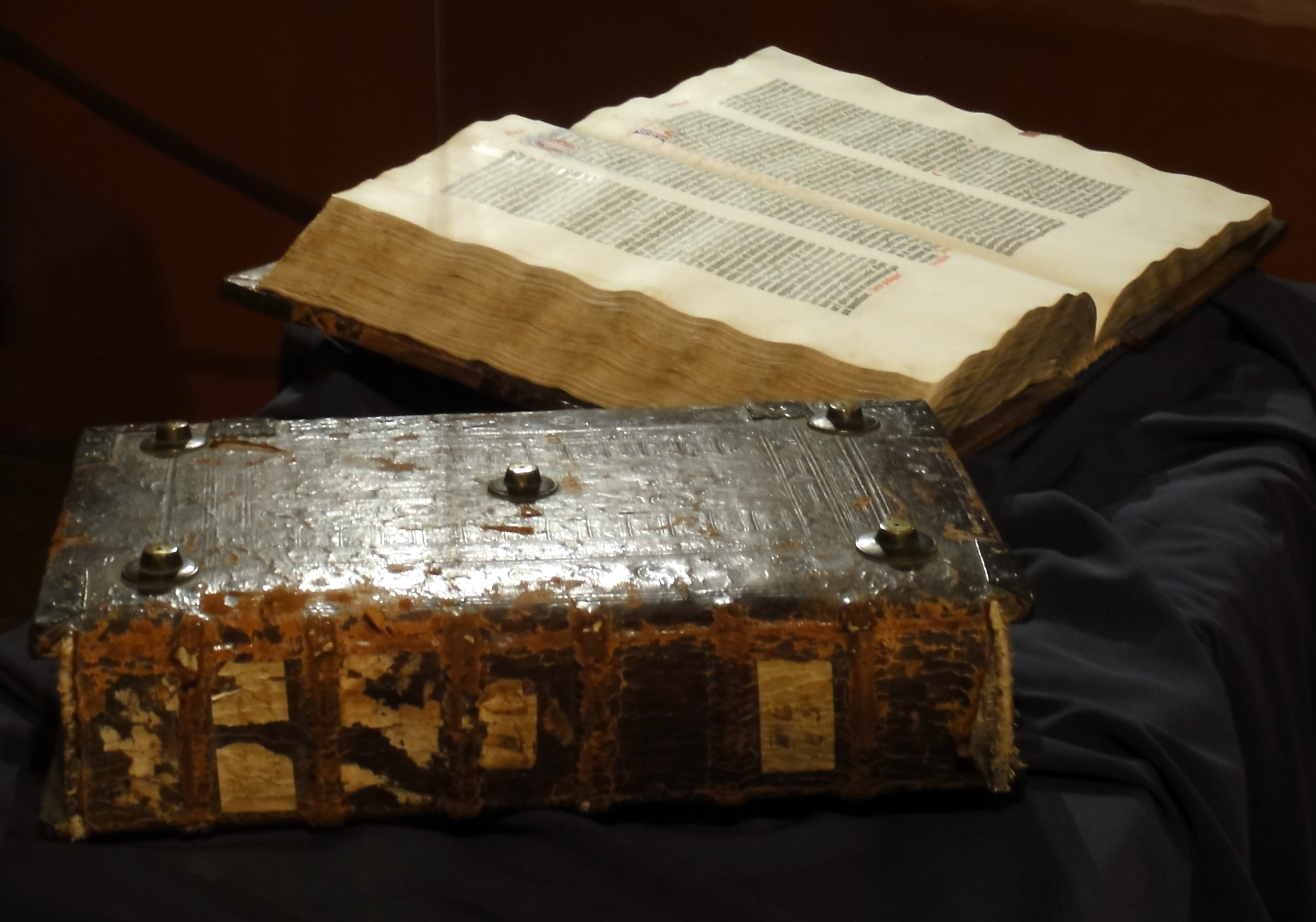
Biblia Gutenberga – kopia pelplińska z klasztoru Franciszkanów w Lubawie (jedyna w Polsce), tomy I (otwarty) i II (zamknięty); Muzeum Diecezjalne w Pelplinie

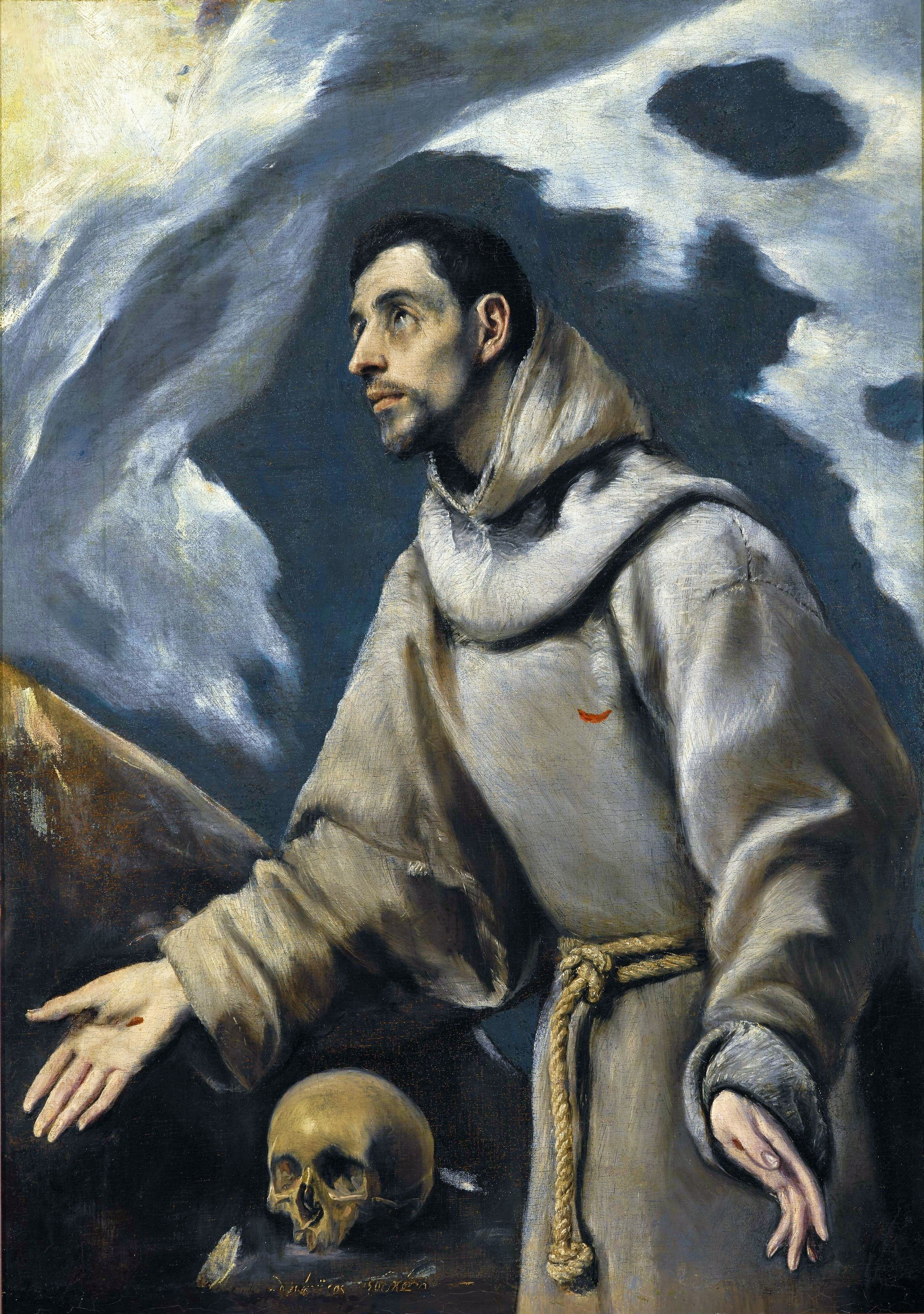
El Greco (?): Ekstaza świętego Franciszka; Muzeum Diecezjalne w Siedlcach

- Krasnobrodzkie Muzeum Sakralne w Krasnobrodzie
- Muzea redemptorystów w Tuchowie
- Muzeum Archidiecezjalne w Białymstoku
- Muzeum Archidiecezjalne w Gnieźnie
- Muzeum Archidiecezjalne w Gdańsku
- Muzeum Archidiecezjalne w Katowicach
- Muzeum Archidiecezjalne w Krakowie
- Muzeum Archidiecezjalne w Łodzi
  - Muzeum Parafialne w Kolegiacie Łaskiej
  - Muzeum Parafialne w Jeżowie
  - Muzeum Parafialne w Widawie
  - Muzeum Parafialne w Witowie
  - Muzeum Polskiego Modlitewnika w Parznie
  - Muzeum w parafii Matki Boskiej Jasnogórskiej w Łodzi
  - Muzeum w parafii Najświętszego Serca Jezusowego w Łodzi
  - Zbiór muzealny w kościele św. Mateusza w Pabianicach
- Muzeum Archidiecezjalne w Poznaniu
- Muzeum Archidiecezjalne w Przemyślu
- Muzeum Archidiecezjalne we Wrocławiu
- Muzeum Archidiecezjalne Sztuki Religijnej w Lublinie
  - Muzeum Parafialne w Lubartowie
- Muzeum Archidiecezji Częstochowskiej
- Muzeum Archidiecezji Warszawskiej
- Muzeum Cystersów w Wąchocku
- Muzeum Diecezjalne w Bielsku-Białej (w organizacji)
- Muzeum Diecezjalne w Drohiczynie
- Muzeum Diecezjalne w Kielcach
- Muzeum Diecezjalne w Łomży
- Muzeum Diecezjalne w Łowiczu
- Muzeum Diecezjalne w Opolu
- Muzeum Diecezjalne w Pelplinie
- Muzeum Diecezjalne w Płocku
- Muzeum Diecezjalne w Rzeszowie
- Muzeum Diecezjalne w Sandomierzu
- Muzeum Diecezjalne w Siedlcach
- Muzeum Diecezjalne w Tarnowie
  - Muzeum Parafialne w Dobrej
  - Muzeum Parafialne w Grybowie
  - Muzeum Parafialne w Limanowej
  - Muzeum Parafialne w Paszynie
- Muzeum Diecezjalne w Toruniu
- Muzeum Diecezjalne w Zamościu
- Muzeum Katedralne w Krakowie
- Muzeum Kultu św. Jadwigi Śląskiej w Trzebnicy
- Muzeum Misyjne Misjonarzy Oblatów Maryi Niepokalanej w Obrze
- Muzeum Misyjne OO. Franciszkanów w Katowicach
- Muzeum Misyjne OO. Werbistów w Chludowie
- Muzeum Misyjne Zgromadzenia Ducha Świętego w Bydgoszczy
- Muzeum Misyjno – Etnograficzne Księży Werbistów w Pieniężnie
- Muzeum Misyjno-Ornitologiczne w Kodniu
- Muzeum Parafialne im. św. Jana Sarkandra w Skoczowie
- Muzeum Parafialne w Kraczewicach
- Muzeum Parafialne w Żukowie
- Muzeum Prowincji Ojców Bernardynów w Leżajsku
- Muzeum Reformacji Polskiej w Mikołajkach
- Muzeum Sanktuaryjne w Piekarach Śląskich
- Muzeum Sakralne Katedry Zamojskiej
- Muzeum Sztuki Sakralnej Sufragania w Żninie
- Muzeum Towarzystwa Jezusowego Prowincji Polski Południowej w Starej Wsi
- Muzeum Warszawskiej Prowincji Kapucynów w Zakroczymiu
- Muzeum Zgromadzenia Księży Orionistów w Zduńskiej Woli
- Muzeum – Zbiornica Figur Chrystusa Frasobliwego w Jeżowem
- Salezjańskie Muzeum w Czerwińsku nad Wisłą
- Włocławskie Muzeum Diecezjalne
- Zbiory Sztuki na Jasnej Górze

## Muzea sztuki

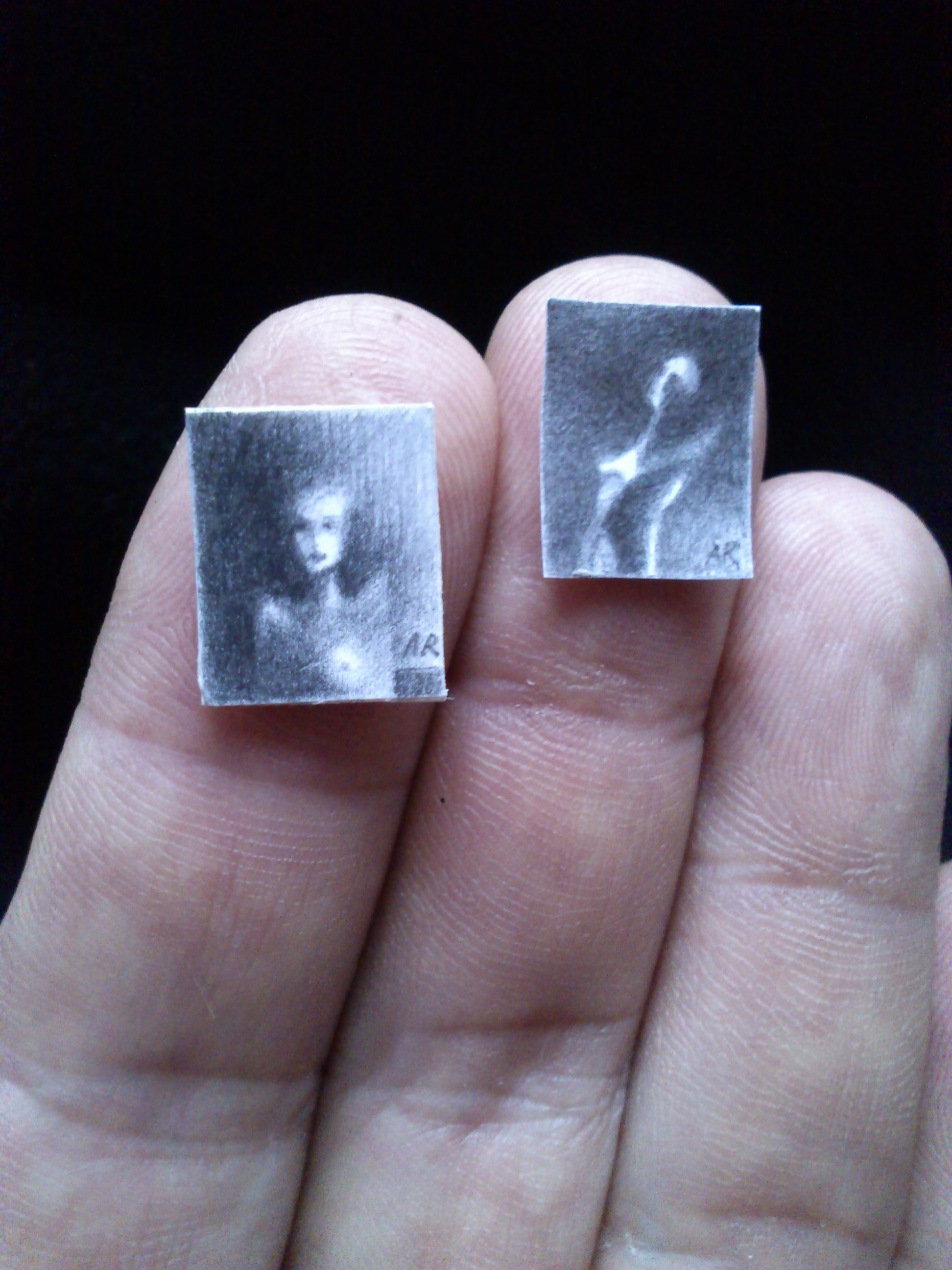
Cykl CZARNY ŁABĘDŹ (2013) ołówek, papier – Agata Ruman – Muzeum Miniaturowej Sztuki Profesjonalnej Henryk Jan Dominiak w Tychach

- Centrum Scenografii Polskiej w Katowicach
- Muzeum Kinematografii w Łodzi
- Muzeum Książki Artystycznej w Łodzi
- Muzeum Miniaturowej Sztuki Profesjonalnej Henryk Jan Dominiak w Tychach[4][5]
- Muzeum Sztuk Użytkowych w Poznaniu
- Muzeum Sztuki Nowoczesnej w Warszawie
- Muzeum Sztuki Współczesnej w Radomiu
- Muzeum Sztuki w Łodzi
- Muzeum Bajki Se-ma-for w Łodzi

Centra Sztuki Współczesnej (CSW):
- Centrum Sztuki Współczesnej Zamek Ujazdowski w Warszawie
- Centrum Sztuki Współczesnej Solvay w Krakowie
- Centrum Sztuki Współczesnej „Łaźnia” w Gdańsku
- Centrum Sztuki Współczesnej Znaki Czasu w Toruniu
- Mazowieckie Centrum Sztuki Współczesnej „Elektrownia” w Radomiu
- Centrum Sztuki Współczesnej Kronika w Bytomiu

## Muzea techniki i specjalistyczne

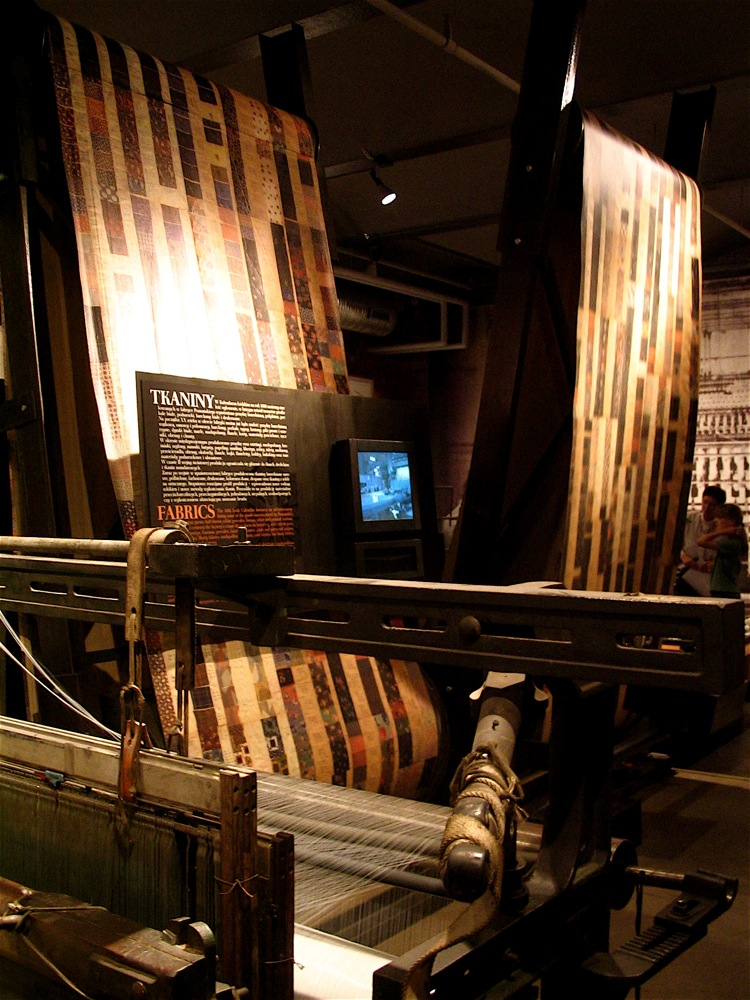
Ekspozycja w Muzeum Fabryki w Łodzi

Zgodnie z definicją, stosowaną przez Główny Urząd Statystyczny, muzeum regionalne gromadzi zbiory z dziedziny techniki poszczególnych działów i gałęzi produkcji, np. transportu, rolnictwa, włókiennictwa”. Na terenie Polski organami prowadzącymi dla tego typu muzeów są: Skarb Państwa, jednostki samorządu terytorialnego, uczelnie i instytuty naukowe, a także osoby prawne i fizyczne.

## Muzea wojskowe

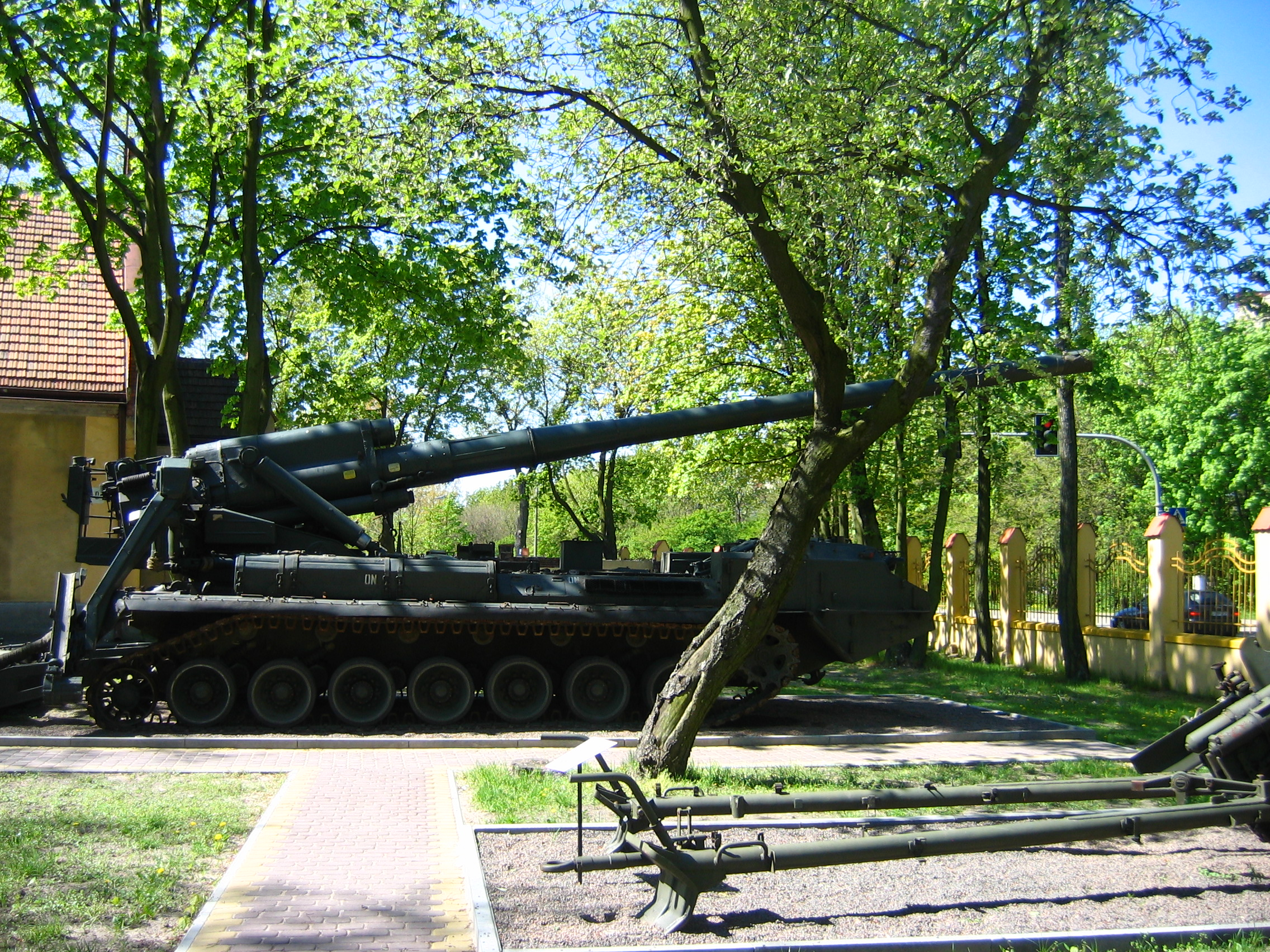
Muzeum Artylerii w Toruniu

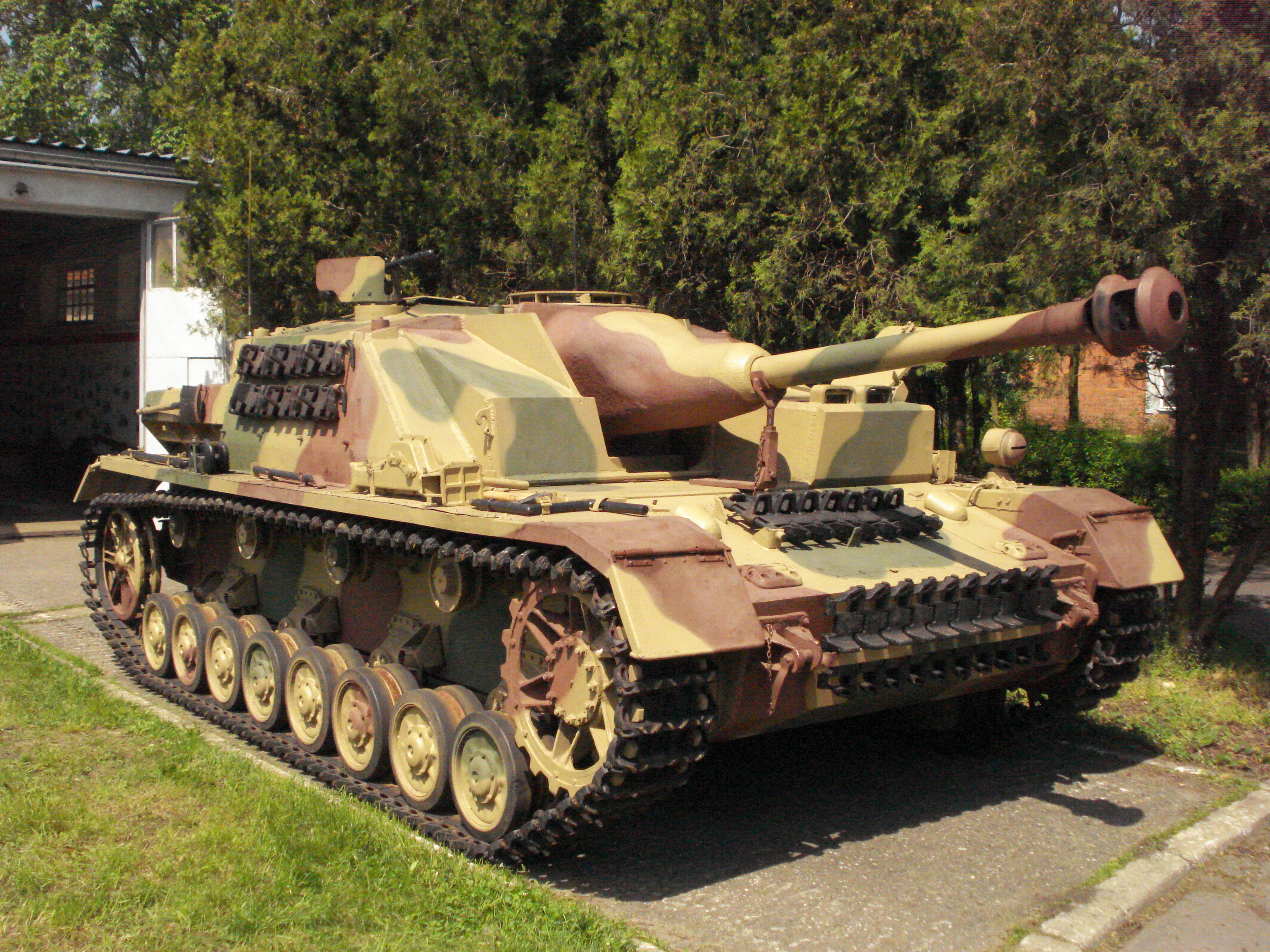
Muzeum Broni Pancernej Centrum Szkolenia Wojsk Lądowych w Poznaniu

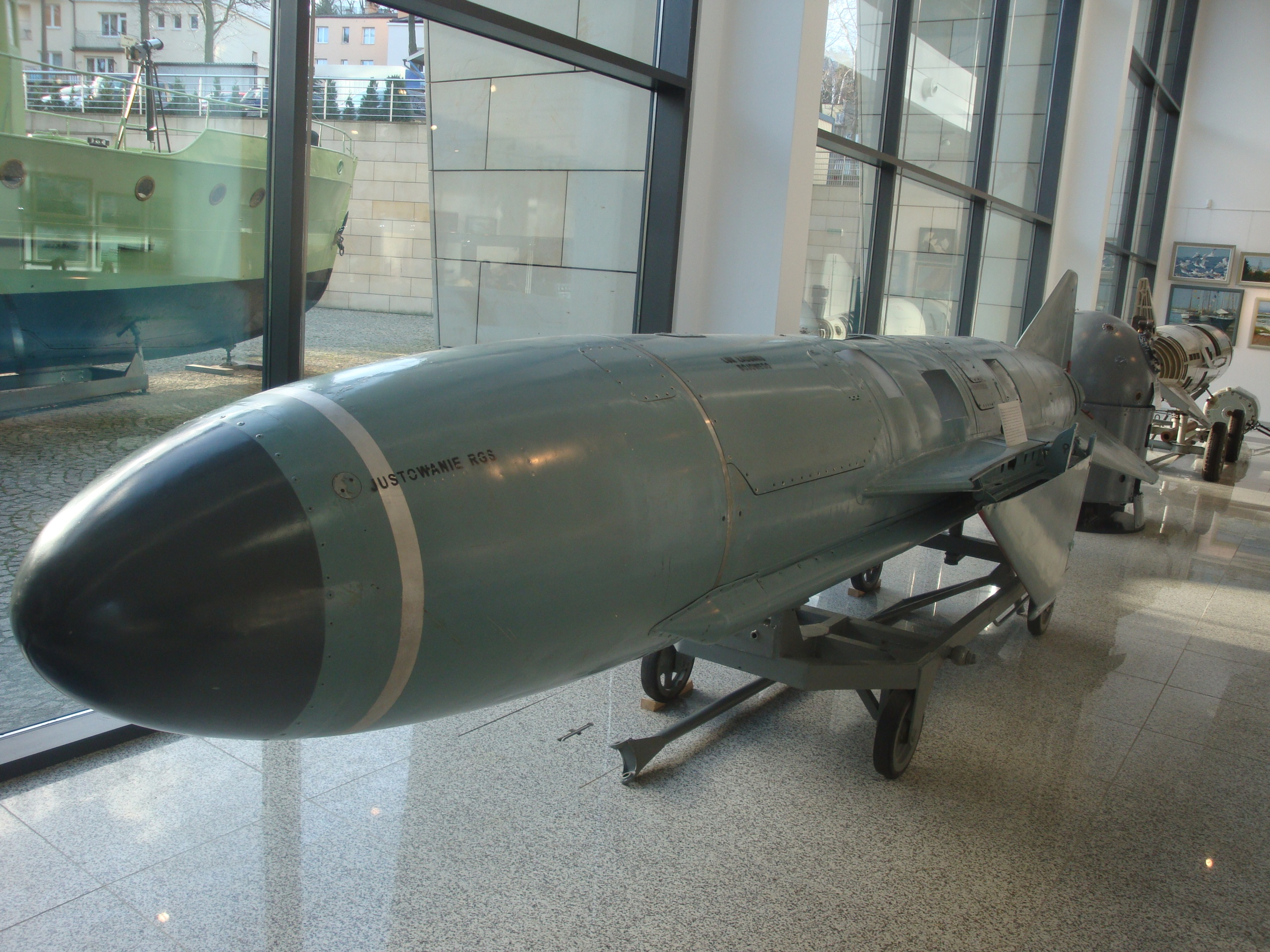
Muzeum Marynarki Wojennej w Gdyni

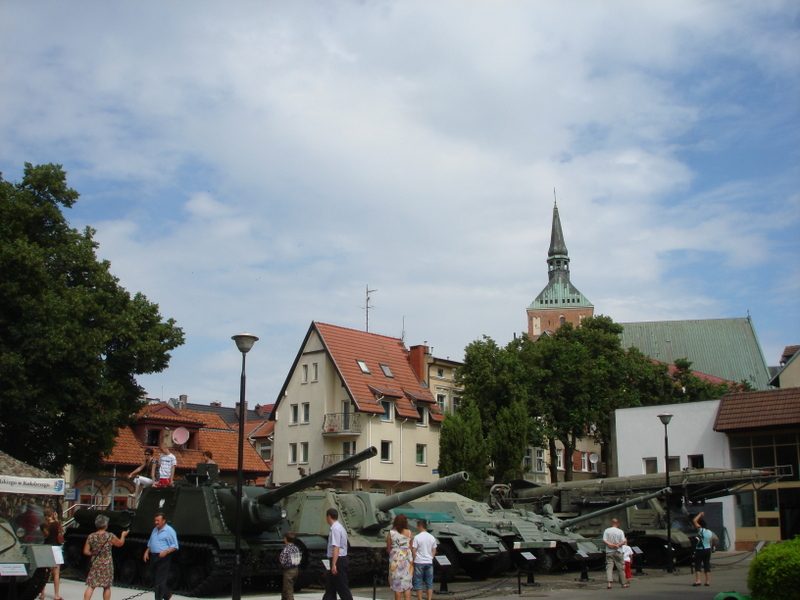
Muzeum Oręża Polskiego w Kołobrzegu

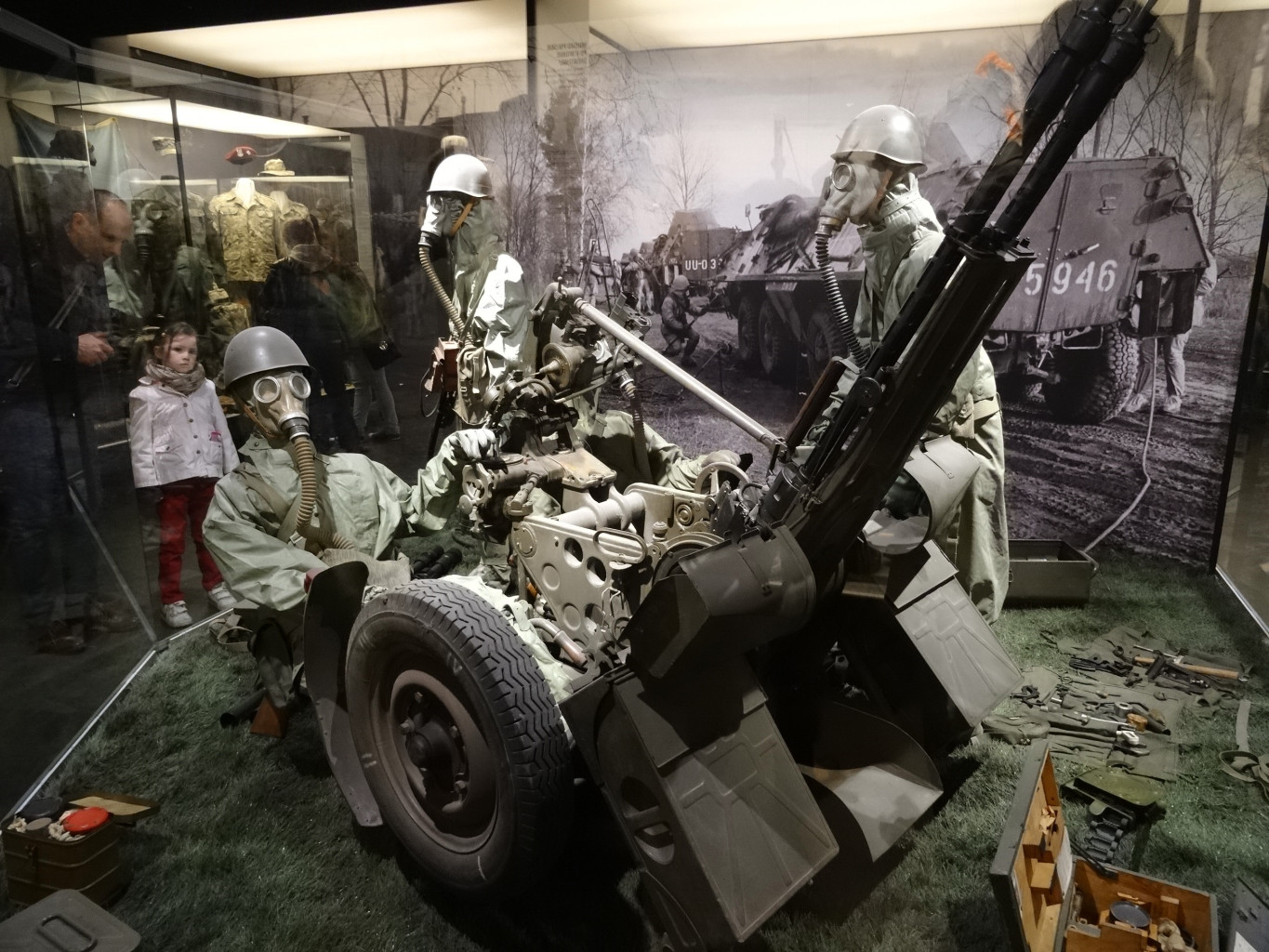
Muzeum Wojsk Lądowych w Bydgoszczy

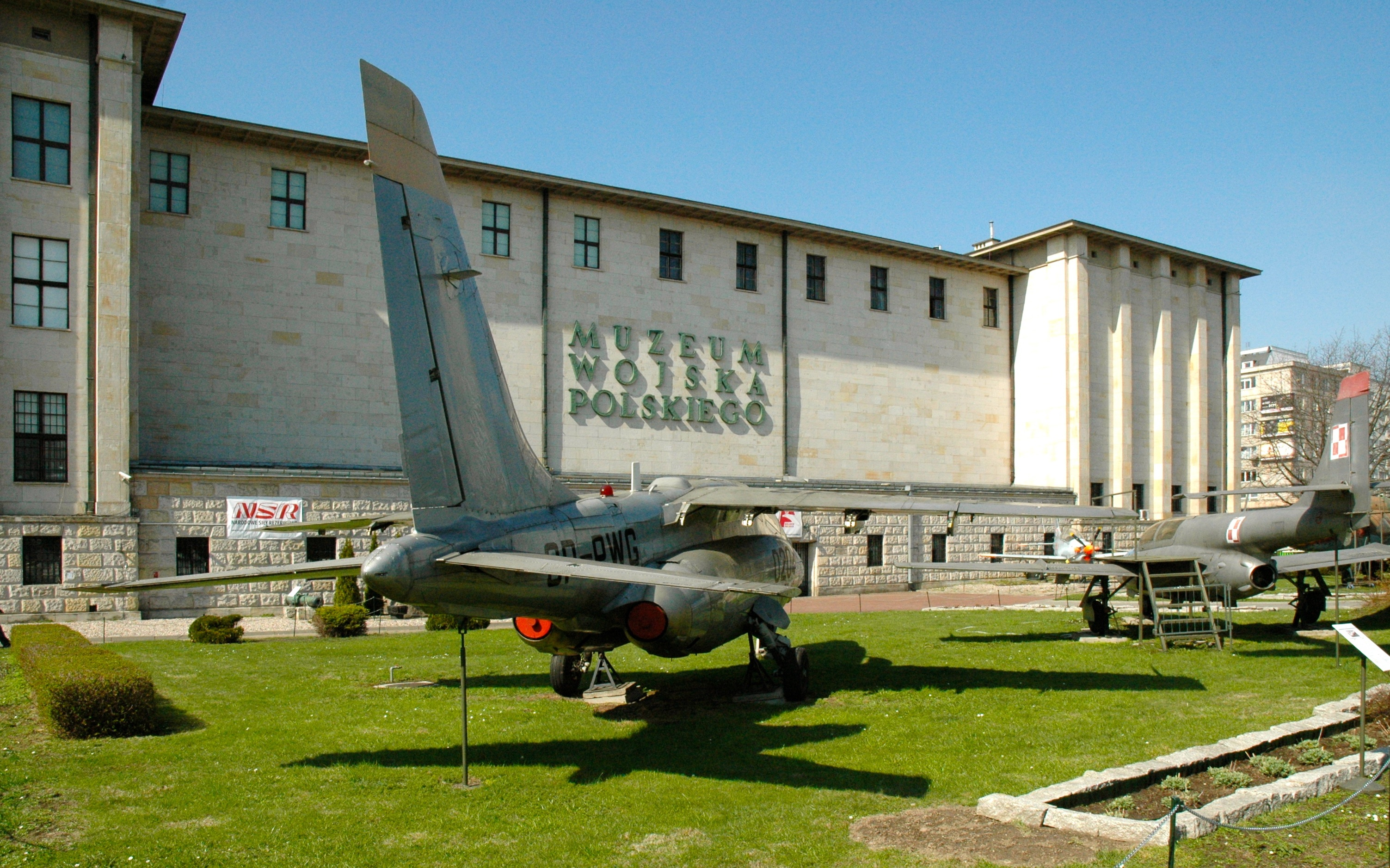
Muzeum Wojska Polskiego w Warszawie

- Archiwum i Muzeum Pomorskiej Armii Krajowej oraz Wojskowej Służby Polek w Toruniu
- Lubuskie Muzeum Wojskowe w Drzonowie
- Muzeum – Zbrojownia na Zamku w Liwie
- Muzeum 1 Pułku Ułanów Krechowieckich w Augustowie
- Muzeum 2 Korpusu Polskiego w Józefowie
- Muzeum 4 Pułku Strzelców Podhalańskich w Cieszynie
- Muzeum 7. Pułku Ułanów Lubelskich w Mińsku Mazowieckim
- Muzeum Armii Krajowej w Krakowie
- Muzeum Armii Poznań
- Muzeum Artylerii w Toruniu
- Muzeum Bitwy Legnickiej w Legnickim Polu
- Muzeum Broni Pancernej Centrum Szkolenia Wojsk Lądowych w Poznaniu
- Muzeum Broni i Militariów w Świdnicy
- Muzeum Chwały Oręża Polskiego w Witnicy
- Muzeum Czynu Powstańczego w Górze Świętej Anny
- Muzeum Czynu Zbrojnego w Lipcach Reymontowskich
- Muzeum Czynu Zbrojnego Żywiecczyzny w Żywcu
- Muzeum Fort XII Werner w Żurawicy
- Muzeum Fortyfikacji Pancernej Twierdzy Toruń
- Muzeum Garnizonu i Ziemi Ostrowskiej w Ostrowi Mazowieckiej
- Muzeum Garnizonu Ostrowskiego w Ostrowie Wielkopolskim
- Muzeum Gminne w Biszczy
- Muzeum Historii i Tradycji Żołnierzy Suwalszczyzny w Suwałkach
- Muzeum Historii Twierdzy Świnoujście
- Muzeum im. Orła Białego w Skarżysku-Kamiennej
- Muzeum Kampanii Wrześniowej i Twierdzy Modlin w Nowym Dworze Mazowieckim
- Muzeum Lotnictwa Ziemi Świdwińskiej w Świdwinie
- Muzeum Marynarki Wojennej w Gdyni
- Muzeum Militariów-Arsenał we Wrocławiu
- Muzeum Militariów Atena w Skwierzynie
- Muzeum Motoryzacji i Wojskowości w Tanowie
- Muzeum Obrony Wybrzeża w Helu
- Muzeum Obrony Wybrzeża w Świnoujściu
- Muzeum Obrony Przeciwlotniczej im. płk. S. Paszkiewicza w Koszalinie
- Muzeum Oręża i Techniki Użytkowej w Kobyłce
- Muzeum Oręża Polskiego w Kołobrzegu
- Muzeum Pamiątek Wojsk Inżynieryjnych w Gozdowicach
- Muzeum Pamiątek 1 Armii Wojska Polskiego w Starych Łysogórkach
- Muzeum Przełamania Wału Pomorskiego w Mirosławcu
- Muzeum Saperskie Explosive w Kościerzynie
- Muzeum Sił Powietrznych w Dęblinie
- Muzeum Sprzętu Wojskowego w Mrągowie
- Muzeum Techniki Wojskowej Gryf w Żukowie
- Muzeum Techniki Wojskowej i Cywilnej w Markach
- Muzeum Techniki Wojskowej w Pogórzu
- Muzeum „Tytan” w Malechowie
- Muzeum Twierdzy Boyen w Giżycku
- Muzeum Twierdzy Kostrzyn w Kostrzynie nad Odrą
- Muzeum Twierdzy Osowiec w Goniądzu
- Muzeum Twierdzy Przemyśl
- Muzeum Twierdzy Toruń
- Muzeum Techniki Wojskowej im. Jerzego Tadeusza Widuchowskiego w Zabrzu
- Muzeum Polskiej Wojskowej Służby Zdrowia w Łodzi
- Muzeum Uzbrojenia w Poznaniu
- Muzeum Wału Pomorskiego w Wałczu
- Muzeum Wojsk Lądowych w Bydgoszczy
- Muzeum Wojska Polskiego w Warszawie
- Muzeum Wojska w Białymstoku
- Muzeum Ziemi Sochaczewskiej i Pola Bitwy nad Bzurą w Sochaczewie
- Pilskie Muzeum Wojskowe w Pile
- Prywatne Muzeum Broni Pancernej i Militariów w Bielsku-Białej
- Prywatne Muzeum Podkarpackich Pól Bitewnych w Krośnie
- Prywatne Muzeum Polsko-Amerykańskie „Hell’s Angel” w Wadowicach
- Prywatne Muzeum Techniki i Militariów w Rzeszowie
- Skansen bojowy 1 Armii Wojska Polskiego w Mniszewie
- Świętokrzyskie Muzeum Militariów w Małogoszczu
- Wielkopolskie Muzeum Walk Niepodległościowych w Poznaniu
- Wielkopolskie Muzeum Wojskowe w Poznaniu

## Statki i okręty

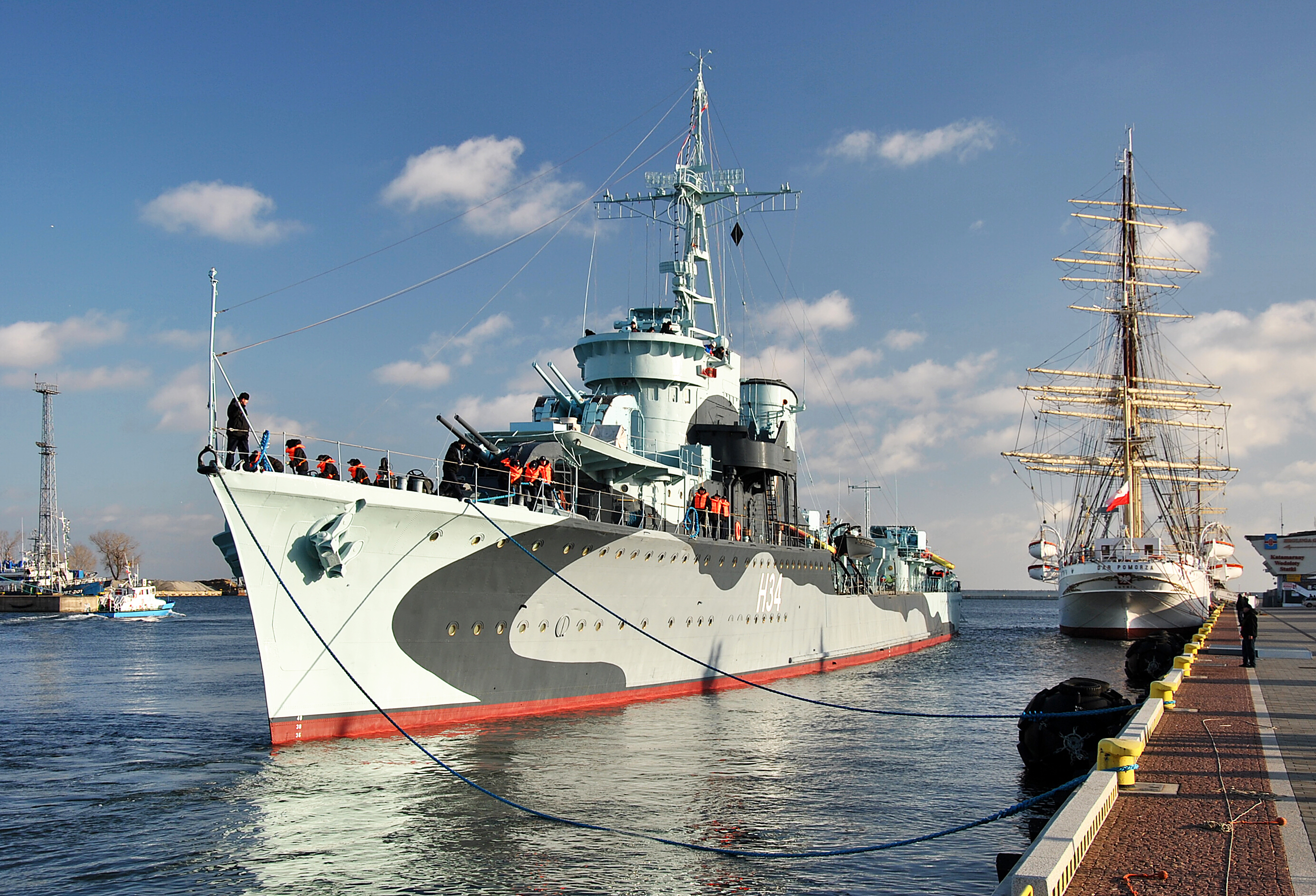
ORP Błyskawica

- Niszczyciel ORP Błyskawica w Gdyni
- Okręt patrolowy ORP Fala w Kołobrzegu
- Statek SS Sołdek w Gdańsku
- Żaglowiec Dar Pomorza w Gdyni
- kuter desantowy na poligonie przeciwpożarowym WSM w Gdyni
- Samarytanka w Stoczni Marynarki Wojennej w Gdyni

Zachowane, lecz nie dostępne do zwiedzania:
- Kuter pościgowy ORP Batory w Muzeum Marynarki Wojennej w Gdyni
- Kuter torpedowy ORP „Odważny” w Muzeum im. Orła Białego w Skarżysku-Kamiennej
- s/y Opty w Muzeum Wisły w Tczewie

## Zamki, pałace, dwory

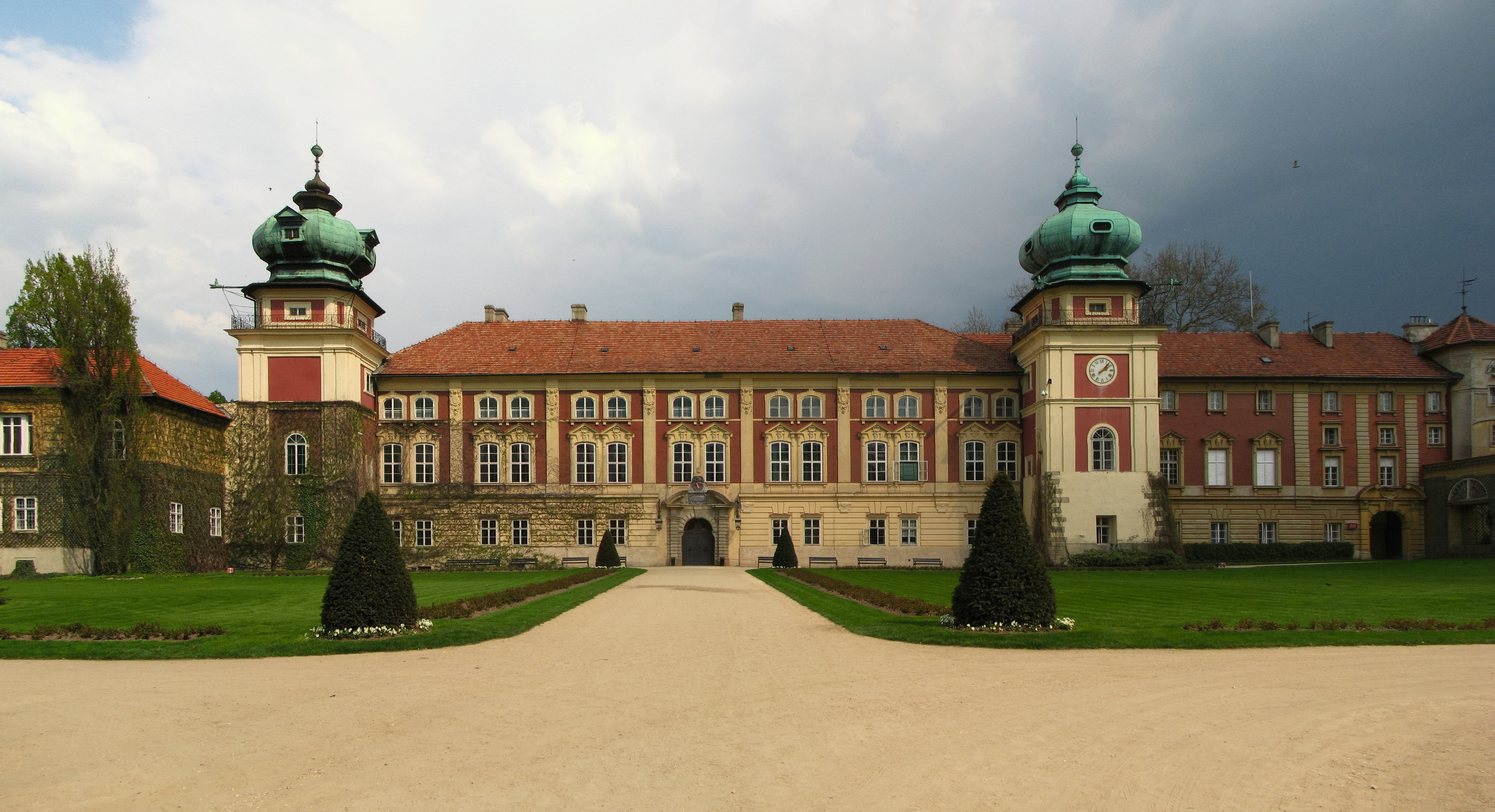
Zamek w Łańcucie

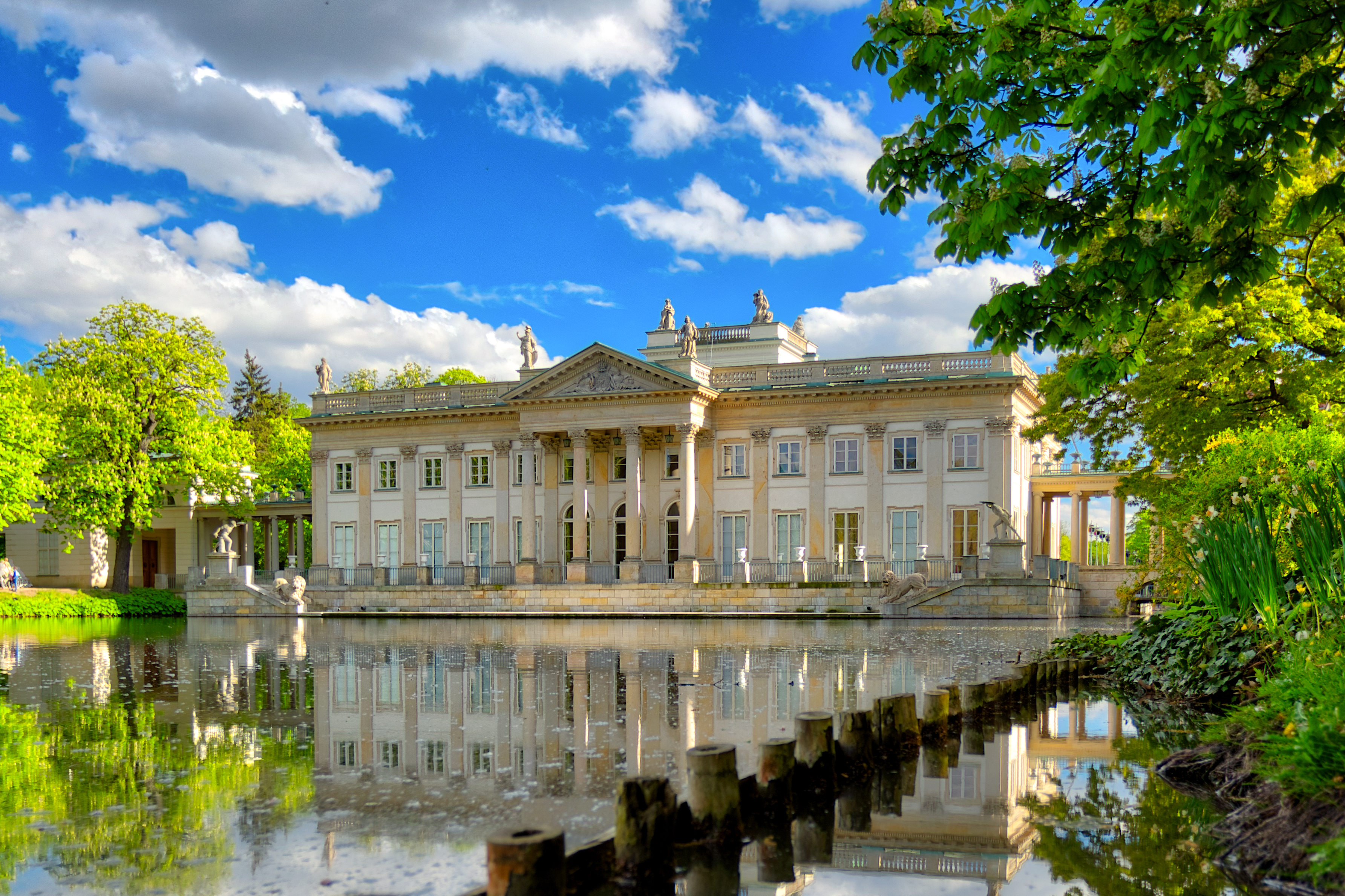
Łazienki Królewskie – zespół pałacowo-ogrodowy w Warszawie

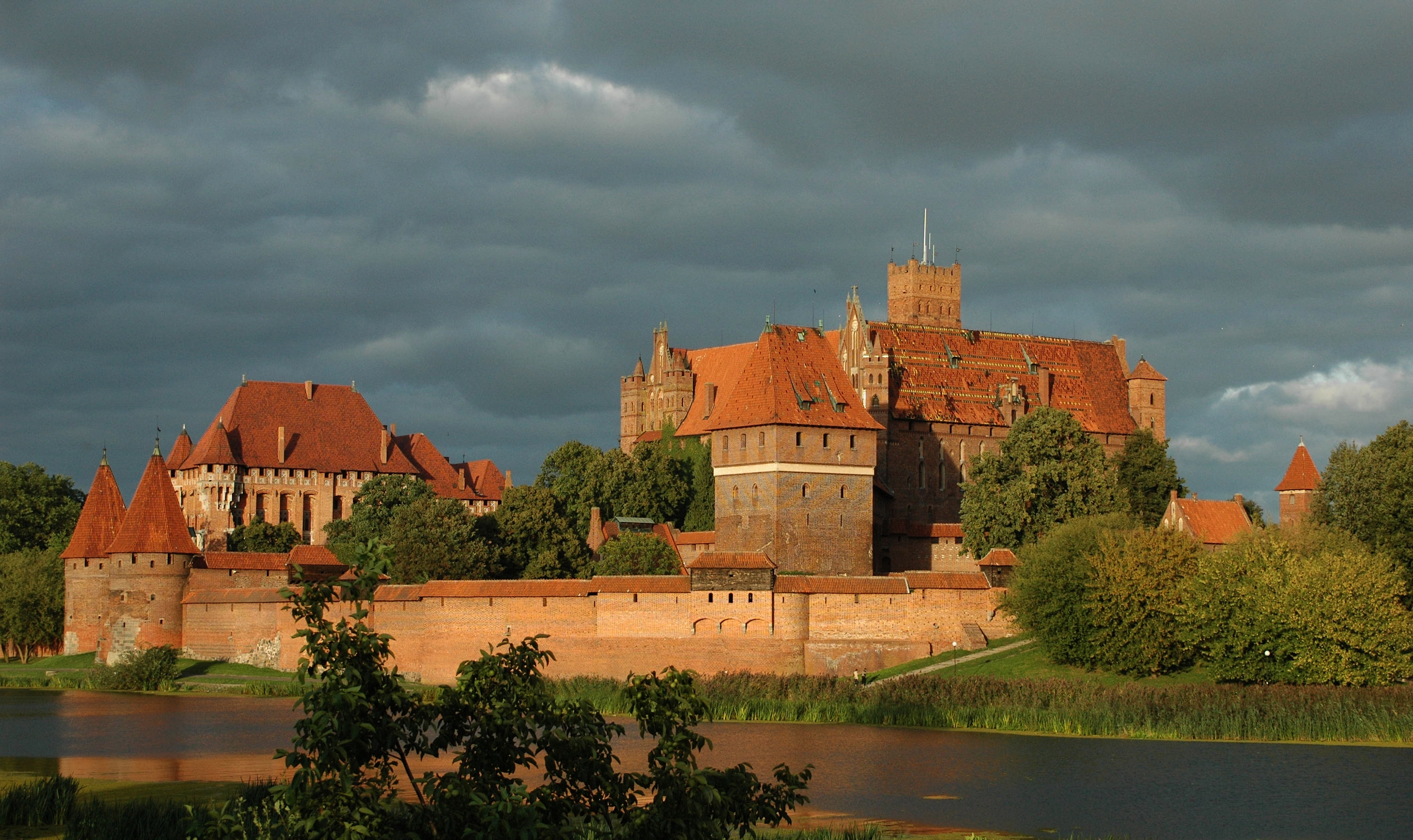
Zamek krzyżacki w Malborku, widok od strony rzeki Nogat

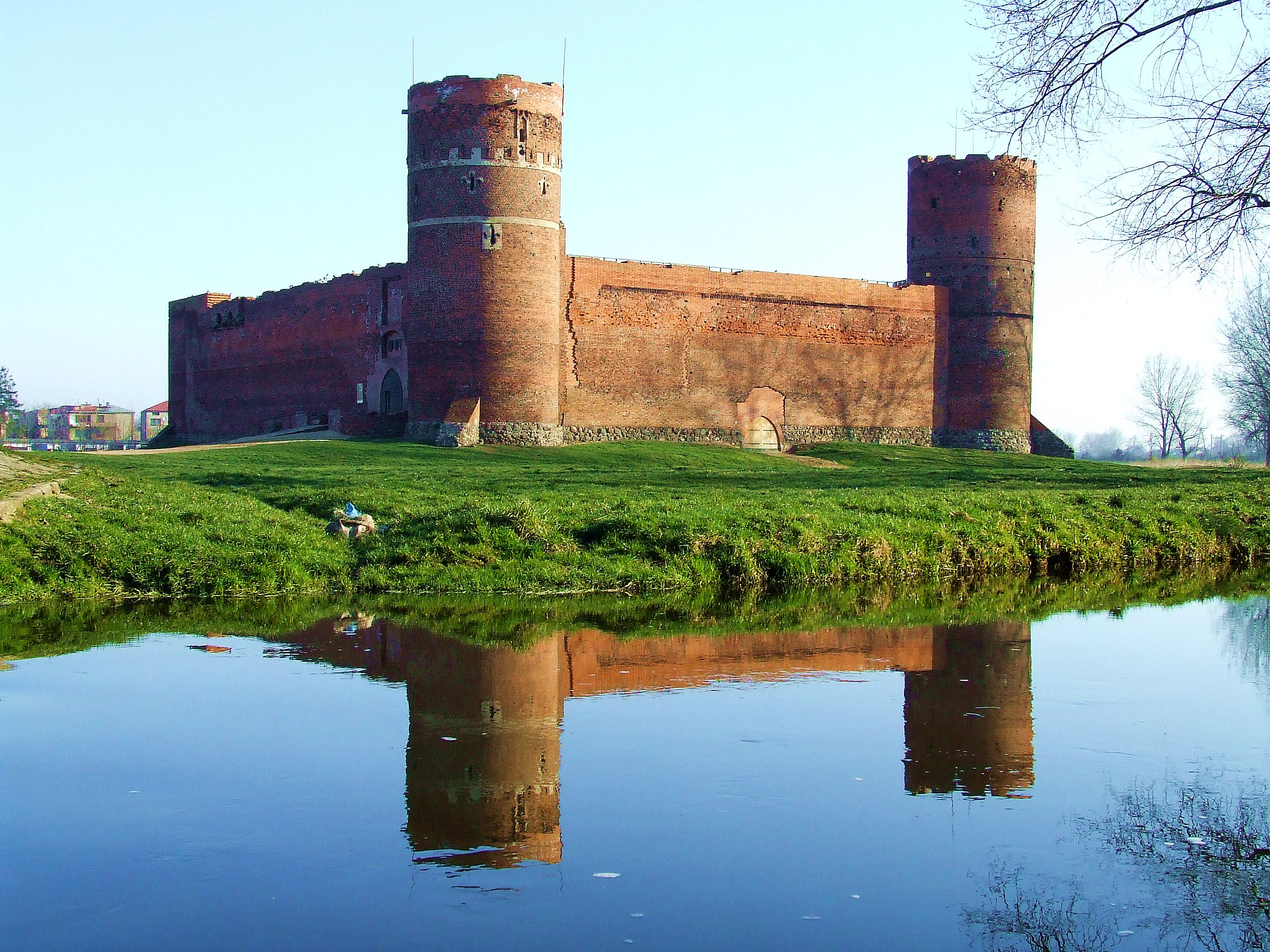
Zamek w Ciechanowie

- Muzeum Historyczne – Zamek książąt Sułkowskich w Bielsku-Białej
- Dwór Artusa w Gdańsku
- Dwór w Dołędze – oddział Muzeum Ziemi Tarnowskiej w Tarnowie
- Muzeum – Zamek w Łańcucie
- Łazienki Królewskie w Warszawie
- Muzeum Historyczne – Pałac w Dukli
- Zamek Książąt Pomorskich – Muzeum w Darłowie
- Muzeum na Zamku w Łęczycy
- Muzeum na Zamku w Pieskowej Skale
- Muzeum Pałacu Króla Jana III w Wilanowie
- Muzeum Regionalne PTTK „Zamek Grodno”
- Muzeum Niepołomickie w Niepołomicach – Zamek Królewski w Niepołomicach
- Muzeum Regionalne PTTK w Golubiu-Dobrzyniu – Zamek Golub-Dobrzyń
- Muzeum w Nieborowie i Arkadii
- Muzeum w Przeworsku – Zespół Pałacowo-Parkowy
- Muzeum w Rogalinie
- Muzeum Wnętrz Dworskich w Ożarowie
- Muzeum Wnętrz Pałacowych w Choroszczy
- Muzeum Wnętrz Pałacowych w Lewkowie
- Muzeum – Zamek Opalińskich w Sierakowie
- Muzeum – Zamek w Baranowie Sandomierskim
- Muzeum – Zamek w Dębnie – oddział Muzeum Ziemi Tarnowskiej w Tarnowie
- Muzeum – Zamek w Janowcu nad Wisłą
- Muzeum Zamkowe w Malborku
- Muzeum Zamkowe w Pszczynie
- Muzeum Zamoyskich w Kozłówce
- Muzeum – Zbrojownia na Zamku w Liwie
- Muzeum – Zespół Zamkowy w Niedzicy
- Rezydencja „Księży Młyn” w Łodzi
- Zamek Królewski i Skansen w Dobczycach
- Zamek Królewski na Wawelu
- Zamek Królewski w Poznaniu – Muzeum Sztuk Użytkowych
- Zamek Królewski w Warszawie
- Zamek w Ciechanowie
- Zamek w Czersku
- Zamek w Kórniku
- Zamek Piastowski w Gliwicach
- Zamek w Gołuchowie – oddział Muzeum Narodowego w Poznaniu
- Muzeum – Zamek Górków w Szamotułach

## Inne muzea

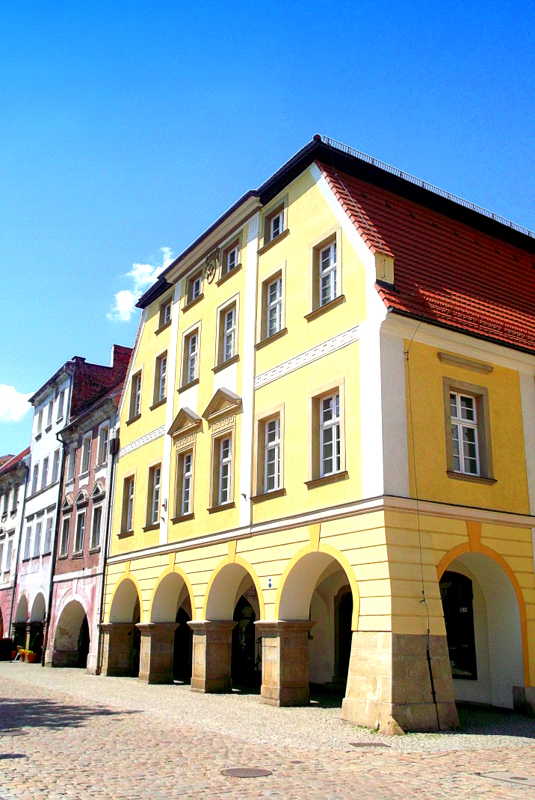
Muzeum Tkactwa w Kamiennej Górze

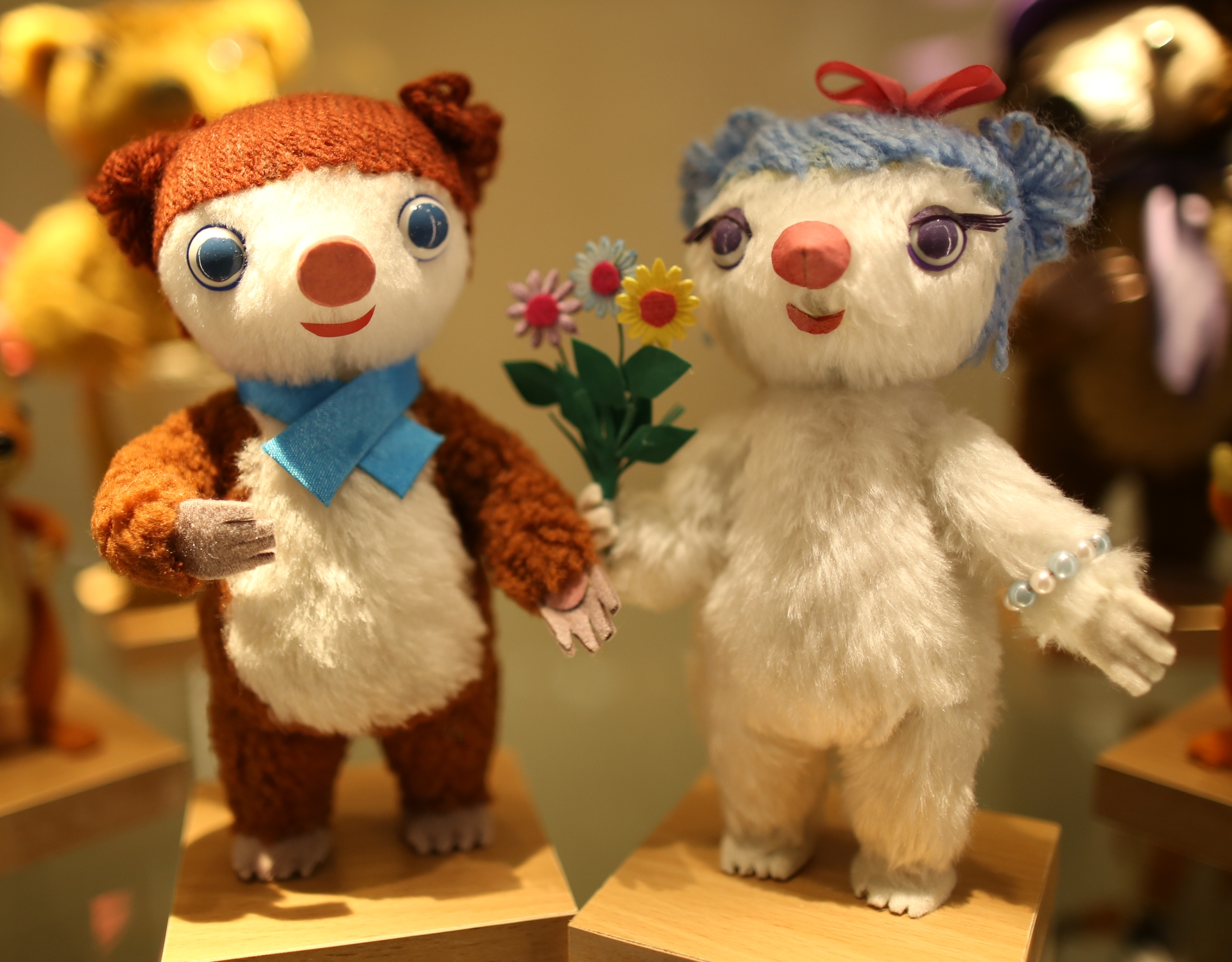
Muzeum Dobranocek w Rzeszowie

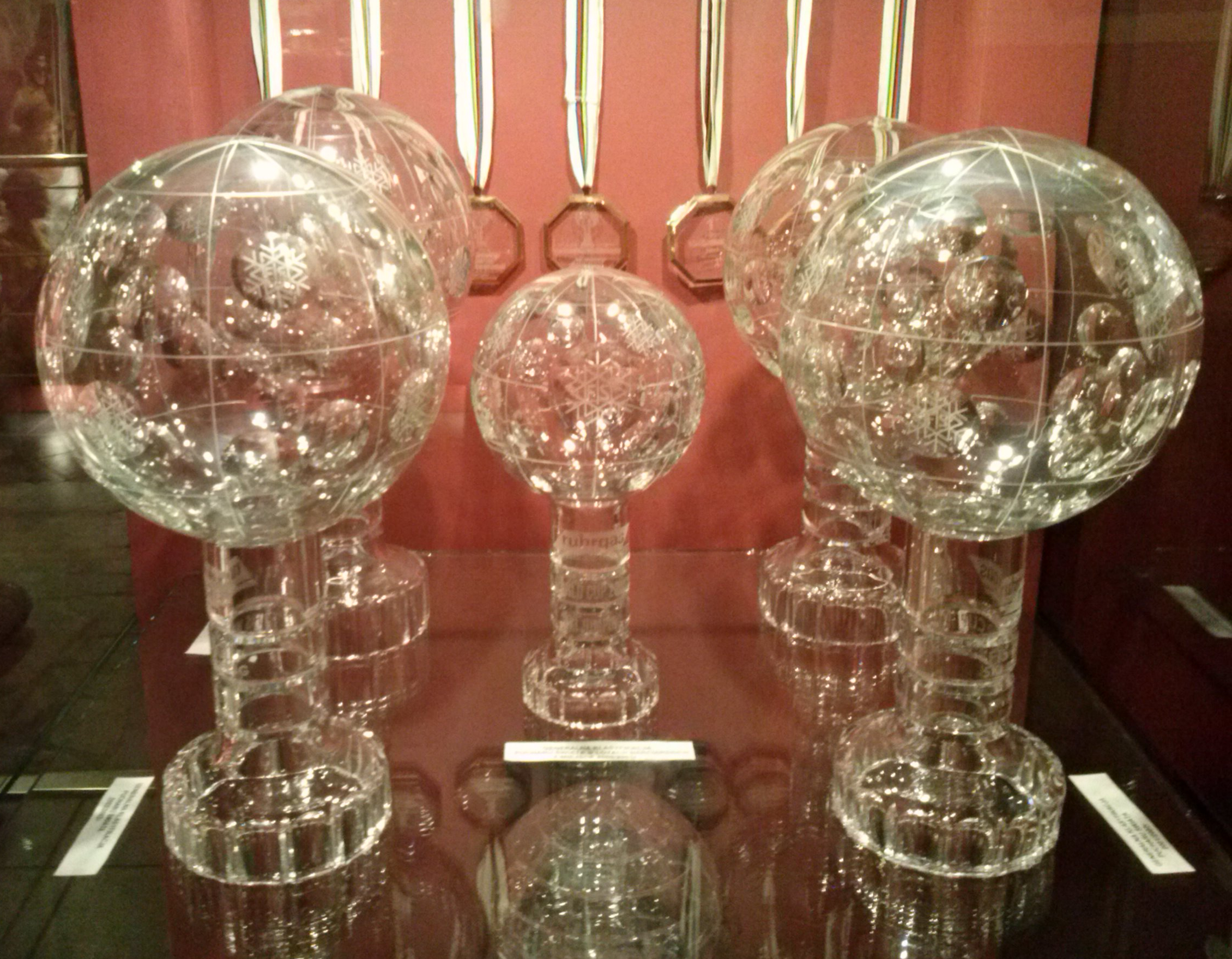
Galeria „Sportowe Trofea Adama Małysza” w Wiśle

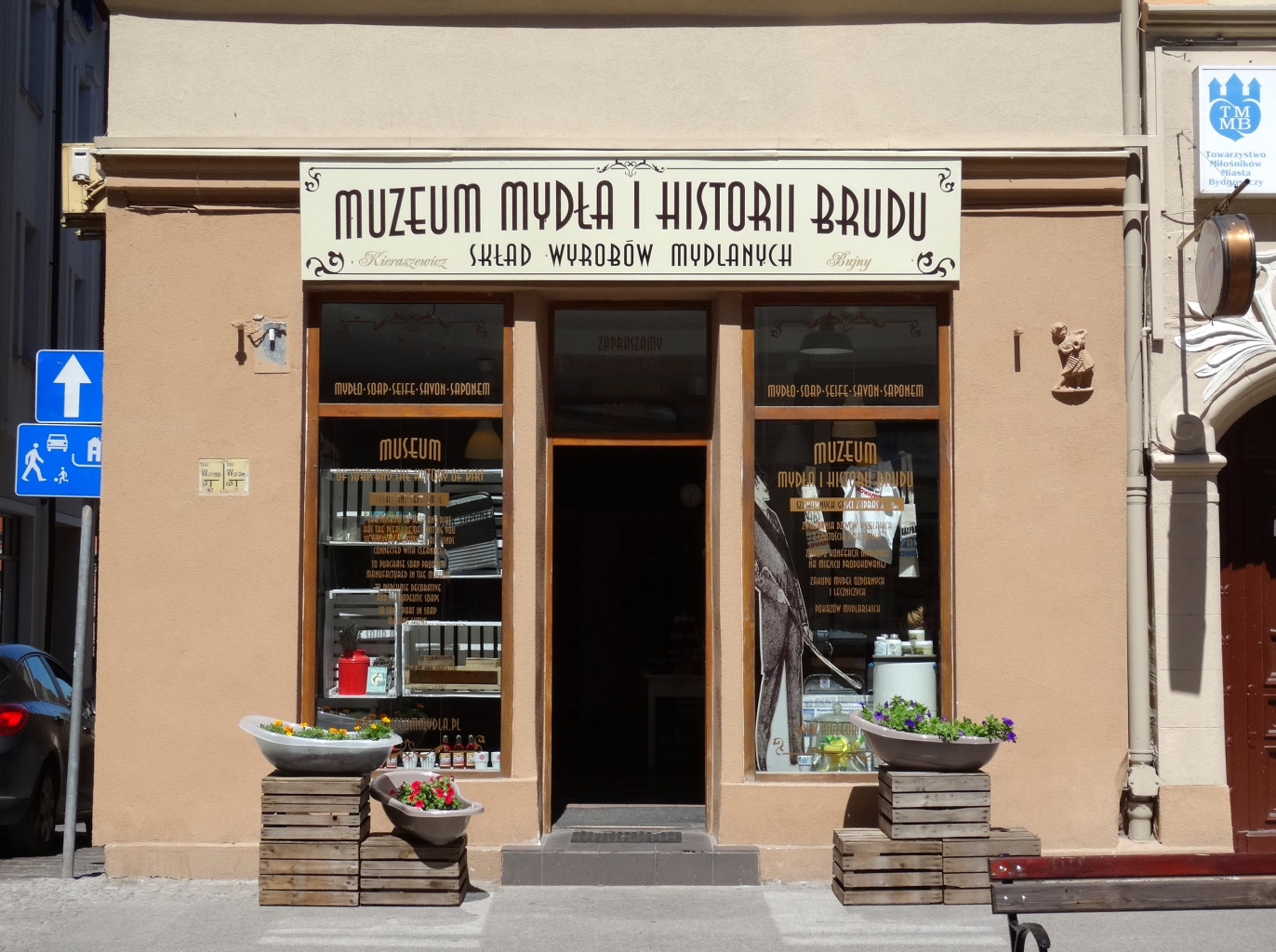
Muzeum Mydła i Historii Brudu w Bydgoszczy

- Barka Lemara – muzeum tradycji wodniackich i szyperskich w Bydgoszczy
- Centrum Pieniądza NBP im. Sławomira S. Skrzypka
- Europa Experience
- Gabinet Figur Woskowych w Poznaniu
- Galeria „Sportowe Trofea Adama Małysza” w Wiśle
- Galeria Starych Zabawek w Gdańsku
- Mini Muzeum Szachów w Świeradowie-Zdroju
- Muzeum Afryki w Sobanicach
- Muzeum Bajek, Baśni i Opowieści w Czarnowie
- Muzeum Bombki Choinkowej w Nowej Dębie
- Muzeum Dobranocek w Rzeszowie
- Muzeum Domków Lalek, Gier i Zabawek
- Muzeum Dzwonków w Jastrzębiu-Zdroju
- Muzeum Eksploracji w Przeźmierowie
- Muzeum Figur Woskowych w Międzyzdrojach
- Muzeum Filumenistyczne w Bystrzycy Kłodzkiej
- Muzeum Fortepianów w Ostromecku
- Muzeum Historyczno-Przyrodnicze „Pamiątka” w Izabelinie
- Muzeum Horroru w Wojnowicach
- Muzeum i Gród Średniowieczny w Brzeźniku
- Muzeum im. Jerzego Dunin-Borkowskiego w Krośniewicach (kolekcjonerskie)
- Muzeum Indian w Spytkowie
- Muzeum Indiańskie w Wymysłowie
- Muzeum Jana Wałacha w Istebnej
- Muzeum Kanału Bydgoskiego w Bydgoszczy
- Muzeum Koronki w Koniakowie
- Muzeum Kresów Wschodnich w Węglińcu
- Muzeum Kropli Wody w Ełku
- Muzeum Lalek w Pilźnie
- Muzeum Lalek w Troszczynie
- Muzeum Minerałów i Skamieniałości w Świętej Katarzynie
- Muzeum Miodu i Pszczelarstwa w Pszczółkach
- Muzeum Młynarstwa i Wsi w Ustrzykach Dolnych
- Muzeum Modelarstwa i Lotnictwa w Miniaturze w Szczawnie-Zdroju
- Muzeum Mydła i Historii Brudu w Bydgoszczy
- Muzeum Nożyczek w Tarnogrodzie
- Muzeum Oświaty w Bydgoszczy
- Muzeum Orderu Uśmiechu w Rabce
- Muzeum Pacowa Chata w Krypnie Wielkim
- Muzeum Pamiątek Turystycznych PTTK w Radomiu
- Muzeum Państwowego Gospodarstwa Rolnego w Bolegorzynie
- Muzeum Pijaństwa (w trakcie tworzenia)
- Muzeum Polonijne w Dąbrowie Tarnowskiej
- Muzeum Polskiej Piosenki w Opolu
- Muzeum „Potoki” w Błażowej Górnej
- Muzeum Prasy Śląskiej w Pszczynie
- Muzeum Przyrodniczo-Łowieckie „Knieja” w Nowosiółkach
- Muzeum Pszczelarstwa w Czerwonce
- Muzeum Pszczelarstwa w Kamiannej
- Muzeum Pszczelarstwa w Stróżach
- Muzeum Regionalne „Na Grapie” w Jaworzynce
- Muzeum Rybackie Pod Strzechą w Jastarni
- Muzeum Siekier w Orzechówce
- Muzeum Socrealizmu w Poznaniu
- Muzeum Sportu w Bydgoszczy
- Muzeum Sportu i Turystyki w Karpaczu
- Muzeum Sportu i Turystyki w Warszawie
- Muzeum Tanich Win w Szklarskiej Porębie
- Muzeum Techniki Rzemiosła w Sośnicowicach
- Muzeum Tkactwa w Kamiennej Górze
- Muzeum Ubezpieczeń w Krakowie
- Muzeum Piernika w Toruniu
- Muzeum Wolności i Solidarności w Bydgoszczy
- Muzeum Wsi Sudeckiej i Techniki Militarnej w Łomnicy
- Muzeum Zabawek w Karpaczu
- Muzeum Zabawek w Kudowie-Zdroju
- Muzeum Zabawek i Bajek w Toruniu
- Muzeum Ziemi „Juna” w Szklarskiej Porębie
- Muzeum Ziemi Kaszubskiej i Sprzętów Militarnych w Goręczynie
- Muzeum Literatury im. Władysława Reymonta w Bielsku-Białej
- Prywatne Muzeum Przyrodniczo-Łowieckie „Łuczakówka” w Krynicy-Zdroju
- Prywatne Muzeum „Tomala” w Kadzidle
- Prywatne Muzeum w Petrykozach
- Rogalowe Muzeum Poznania
- Szkolne Muzeum Gwizdka w Gwizdałach